# Filmjahr 2023
Liste der Filmjahre

◄◄ | ◄ | 2019 | 2020 | 2021 | 2022 | Filmjahr 2023 | 2024 | 2025 | 2026 | 2027

Weitere Ereignisse
Dieser Artikel behandelt das Filmjahr 2023.

## Top 10 der erfolgreichsten Filme

### Weltweit
Mit Der Super Mario Bros. Film erschien im April die erfolgreichste Videospielverfilmung aller Zeiten. Die zehn weltweit erfolgreichsten Filme nach Einspielergebnis sind (Stand: 10. Januar 2025).
| Platz | Filmtitel                                      | Einnahmen       |
| ----- | ---------------------------------------------- | --------------- |
| 1.    | Barbie                                         | 1.446.938.421 $ |
| 2.    | Der Super Mario Bros. Film                     | 1.360.847.665 $ |
| 3.    | Oppenheimer                                    | 975.594.978 $   |
| 4.    | Guardians of the Galaxy Vol. 3                 | 845.555.777 $   |
| 5.    | Fast & Furious 10                              | 704.875.015 $   |
| 6.    | Spider-Man: Across the Spider-Verse            | 690.542.303 $   |
| 7.    | Full River Red                                 | 670.491.959 $   |
| 8.    | Wonka                                          | 634.402.312 $   |
| 9.    | Die wandernde Erde II                          | 615.023.132 $   |
| 10.   | Mission: Impossible – Dead Reckoning Teil Eins | 570.619.838 $   |

### In Deutschland
Die zehn erfolgreichsten Filme an den deutschen Kinokassen nach Besucherzahlen (Stand: 31. März 2024).
| Platz | Filmtitel                                                  | Besucher  | Einnahmen    |
| ----- | ---------------------------------------------------------- | --------- | ------------ |
| 1.    | Barbie                                                     | 6.002.074 | 55.486.319 € |
| 2.    | Der Super Mario Bros. Film                                 | 5.314.701 | 51.774.311 € |
| 3.    | Oppenheimer                                                | 4.222.792 | 47.906.995 € |
| 4.    | Wonka                                                      | 2.562.269 | 23.637.563 € |
| 5.    | Raus aus dem Teich                                         | 2.296.156 | 20.015.352 € |
| 6.    | Elemental                                                  | 2.071.513 | 16.414.956 € |
| 7.    | Wish                                                       | 2.015.681 | 16.998.820 € |
| 8.    | Guardians of the Galaxy Vol. 3                             | 2.002.576 | 23.285.893 € |
| 9.    | John Wick: Kapitel 4                                       | 1.729.483 | 19.431.516 € |
| 10.   | Die Tribute von Panem – The Ballad of Songbirds and Snakes | 1.669.473 | 18.634.761 € |

### In Österreich
Die zehn erfolgreichsten Filme an den österreichischen Kinokassen nach Besucherzahlen (Stand: 3. Januar 2024).
| Platz | Filmtitel                                | Besucher |
| ----- | ---------------------------------------- | -------- |
| 1.    | Barbie                                   | 799.811  |
| 2.    | Avatar: The Way of Water                 | 707.618  |
| 3.    | Der Super Mario Bros. Film               | 691.863  |
| 4.    | Oppenheimer                              | 506.127  |
| 5.    | Rehragout-Rendezvous                     | 308.343  |
| 6.    | Griechenland                             | 283.783  |
| 7.    | Elemental                                | 263.660  |
| 8.    | Guardians of the Galaxy Vol. 3           | 245.299  |
| 9.    | Der gestiefelte Kater: Der letzte Wunsch | 244.496  |
| 10.   | Fast & Furious 10                        | 235.708  |

## Jahrestage

### Personen
- 01. Januar: 100. Geburtstag von Valentina Cortese, italienische Schauspielerin († 2019)
- 03. Januar: 100. Geburtstag von Charles Tingwell, australischer Schauspieler († 2009)
- 07. Januar: 100. Geburtstag von Pinkas Braun, Schweizer Schauspieler, Regisseur und Übersetzer († 2008)
- 19. Januar: 100. Geburtstag von Hellmut Lange, deutscher Schauspieler († 2011)
- 19. Januar: 100. Geburtstag von Jean Stapleton, US-amerikanische Schauspielerin († 2013)
- 29. Januar: 100. Geburtstag von Paddy Chayefsky, US-amerikanischer Drehbuchautor († 1981)
- 09. Februar: 100. Geburtstag von Heinz Drache, deutscher Schauspieler († 2002)
- 12. Februar: 100. Geburtstag von Franco Zeffirelli, italienischer Regisseur († 2019)
- 28. Februar: 100. Geburtstag von Charles Durning, US-amerikanischer Schauspieler († 2012)
- 17. März: 100. Geburtstag von Friedrich W. Bauschulte, deutscher Schauspieler und Synchronsprecher († 2003)
- 19. März: 100. Geburtstag von Giuseppe Rotunno, italienischer Kameramann († 2021)
- 22. März: 100. Geburtstag von Marcel Marceau, französischer Pantomime († 2007)
- 02. April: 100. Geburtstag von Gloria Henry, US-amerikanische Filmschauspielerin († 2021)
- 04. April: 100. Geburtstag von Dorothy Hart, US-amerikanische Schauspielerin († 2004)
- 04. April: 100. Geburtstag von Gene Reynolds, US-amerikanischer Filmschauspieler († 2020)
- 08. April: 100. Geburtstag von Edward Mulhare, US-amerikanischer Schauspieler († 1997)
- 13. April: 100. Geburtstag von Don Adams, US-amerikanischer Schauspieler († 2005)
- 17. April: 100. Geburtstag von Lindsay Gordon Anderson, britischer Theater-, Spiel- und Dokumentarfilmregisseur († 1994)
- 22. April: 100. Geburtstag von Aaron Spelling, US-amerikanischer Film- und Fernsehproduzent († 2006)
- 25. April: 100. Geburtstag von Anita Björk, schwedische Schauspielerin († 2012)
- 29. April: 100. Geburtstag von Irvin Kershner, US-amerikanischer Filmregisseur († 2010)
- 07. Mai: 100. Geburtstag von Anne Baxter, US-amerikanische Schauspielerin († 1985)
- 11. Mai: 50. Todestag von Lex Barker, US-amerikanischer Schauspieler († 1973)
- 14. Mai: 100. Geburtstag von Mrinal Sen, indischer Filmregisseur († 2018)
- 26. Mai: 100. Geburtstag von James Arness, US-amerikanischer Schauspieler († 2011)
- 26. Mai: 100. Geburtstag von Horst Tappert, deutscher Schauspieler († 2008)
- 30. Mai: 100. Geburtstag von Jimmy Lydon, US-amerikanischer Schauspieler und Fernsehproduzent († 2022)
- 02. Juni: 100. Geburtstag von Margot Trooger, deutsche Schauspielerin († 1994)
- 05. Juni: 100. Geburtstag von Peggy Stewart, US-amerikanische Schauspielerin († 2019)
- 15. Juni: 100. Geburtstag von Erland Josephson, schwedischer Schauspieler († 2012)
- 23. Juni: 100. Geburtstag von Silkirtis Nichols, indianischer Schauspieler († 2016)
- 27. Juni: 100. Geburtstag von Peter Schiff, deutscher Schauspieler († 2014)
- 08. Juli: 100. Geburtstag von Walter Buschhoff, deutscher Schauspieler († 2010)
- 10. Juli: 100. Geburtstag von Fred Strittmatter, deutsch-schweizerischer Filmmusikkomponist († 1985)
- 13. Juli: 100. Geburtstag von Alexandre Astruc, französischer Regisseur, Drehbuchautor und Kritiker († 2016)
- 14. Juli: 100. Geburtstag von Dale Robertson, amerikanischer Schauspieler († 2013)
- 19. Juli: 40. Todestag von Erik Ode, deutscher Schauspieler und Regisseur († 1983)
- 18. Juli: 100. Geburtstag von Michael Medwin, britischer Schauspieler († 2020)
- 22. Juli: 100. Geburtstag von César Fernández Ardavín, spanischer Regisseur und Drehbuchautor († 2012)
- 10. August: 100. Geburtstag von Rhonda Fleming, US-amerikanische Schauspielerin und Sängerin († 2020)
- 10. August: 100. Geburtstag von Theo Mezger, deutscher Drehbuchautor und Regisseur
- 14. August: 100. Geburtstag von Alice Ghostley, US-amerikanische Schauspielerin († 2007)
- 29. August: 100. Geburtstag von Richard Attenborough, britischer Schauspieler und Filmregisseur († 2014) Richard Attenborough (1983)

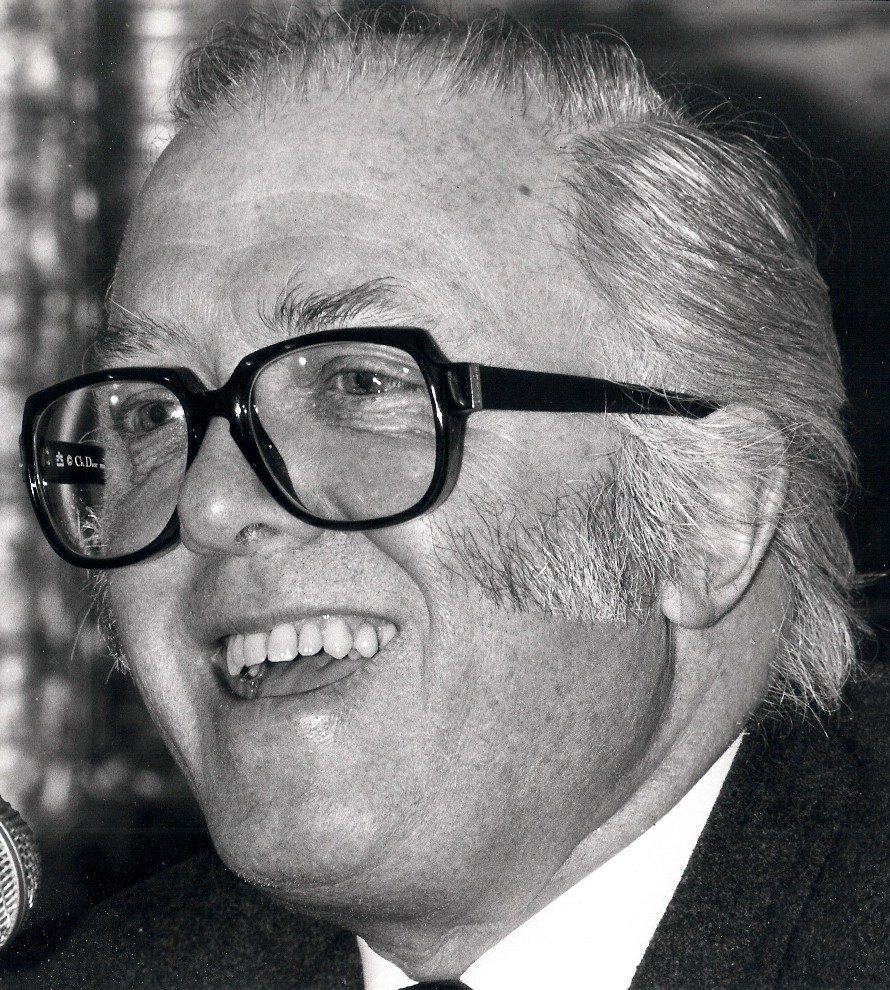
Richard Attenborough (1983)

- 30. August: 100. Geburtstag von William Duell, US-amerikanischer Schauspieler († 2011)
- 31. August: 100. Geburtstag von Nikolaus Schilling, deutscher Schauspieler († 2021)
- 07. September: 100. Geburtstag von Peter Lawford, britischer Schauspieler († 1984)
- 09. September: 100. Geburtstag von Cliff Robertson, US-amerikanischer Schauspieler († 2011)
- 11. September: 100. Geburtstag von Betsy Drake, US-amerikanische Schauspielerin († 2015)
- 12. September: 100. Geburtstag von John Chambers, US-amerikanischer Maskenbildner († 2001)
- 20. September: 100. Geburtstag von Jack Pinoteau, französischer Regisseur und Drehbuchautor († 2017)
- 26. September: 100. Geburtstag von Dev Anand, indischer Schauspieler, Regisseur und Produzent († 2011)
- 04. Oktober: 100. Geburtstag von Charlton Heston, US-amerikanischer Schauspieler († 2008) Charlton Heston (1963)

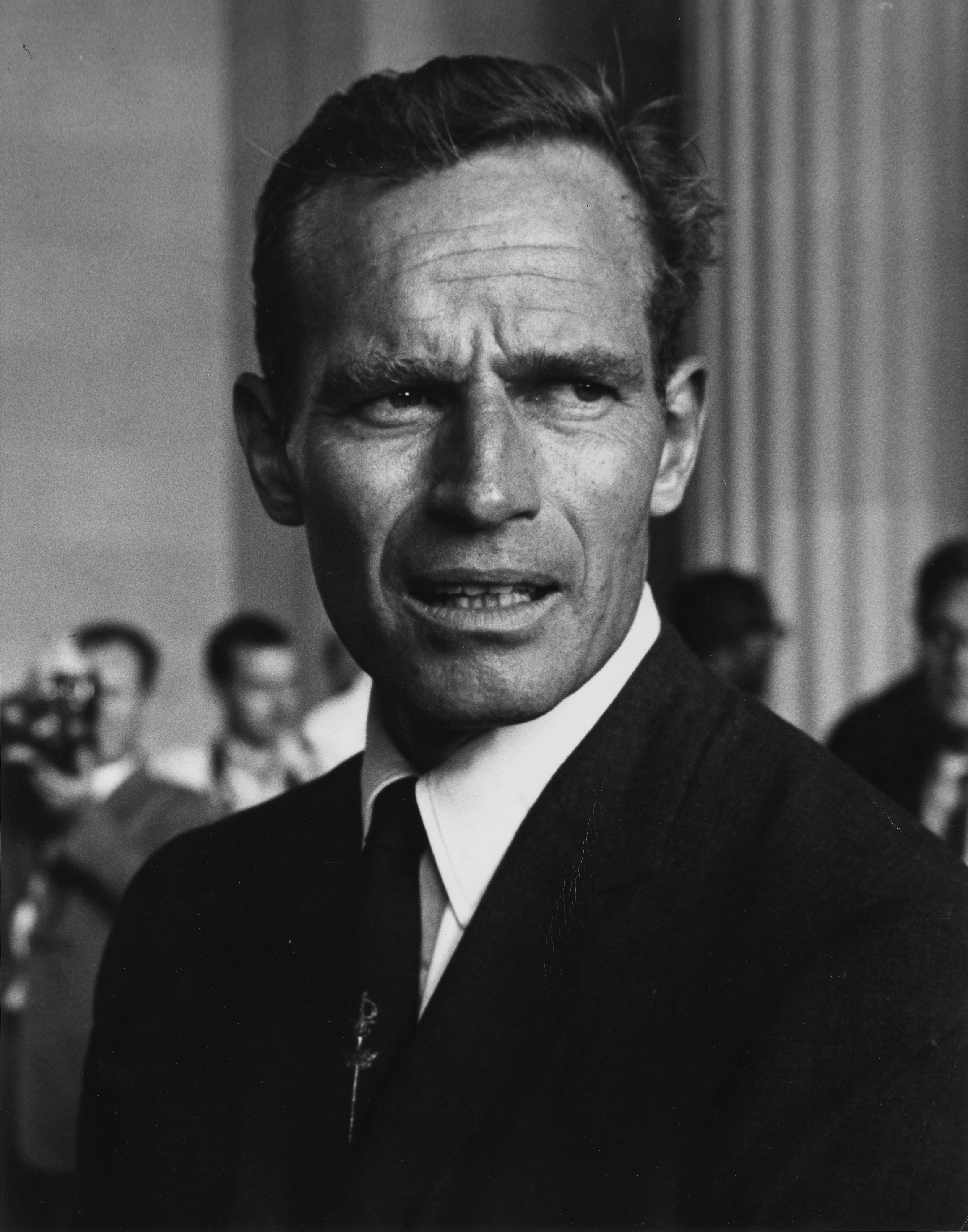
Charlton Heston (1963)

- 05. Oktober: 100. Geburtstag von Glynis Johns, walisische Schauspielerin
- 08. Oktober: 100. Geburtstag von Eva Maria Meineke, deutsche Schauspielerin († 2018)
- 09. Oktober: 100. Geburtstag von Donald Sinden, britischer Schauspieler († 2014)
- 12. Oktober: 100. Geburtstag von Jean Wallace, US-amerikanische Schauspielerin († 1990)
- 16. Oktober: 100. Geburtstag von Linda Darnell, US-amerikanische Schauspielerin († 1965)
- 21. Oktober: 100. Geburtstag von Eva Maria Bauer, deutsche Schauspielerin († 2006)
- 11. November: 100. Geburtstag von Richard Venture, US-amerikanischer Schauspieler († 2017)
- 12. November: 100. Geburtstag von Loriot, deutscher Humorist, Zeichner, Schauspieler und Regisseur († 2011) Loriot (2011)

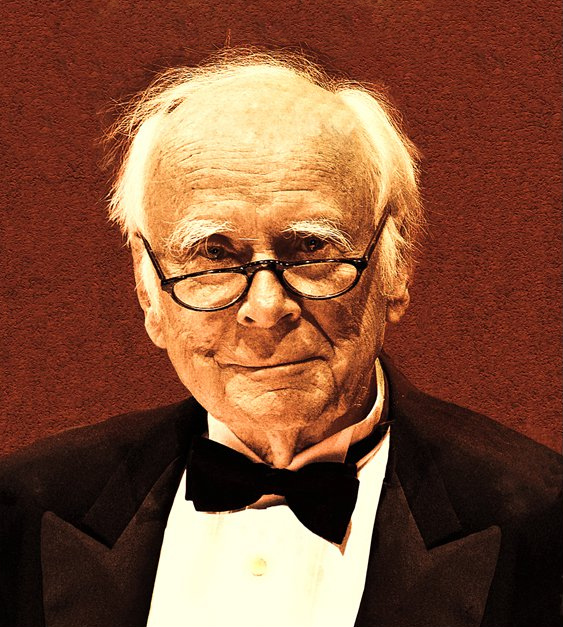
Loriot (2011)

- 18. November: 100. Geburtstag von Robert Graf, deutscher Theater- und Filmschauspieler († 1966)
- 20. November: 100. Geburtstag von Tonino Delli Colli, italienischer Kameramann († 2005)
- 22. November: 100. Geburtstag von Arthur Hiller, kanadischer Filmregisseur († 2016)
- 28. November: 100. Geburtstag von Gloria Grahame, US-amerikanische Schauspielerin († 1981)
- 28. November: 100. Geburtstag von James Karen, US-amerikanischer Schauspieler († 2018)
- 03. Dezember: 100. Geburtstag von Wolfgang Neuss, Kabarettist und Schauspieler († 1989)
- 08. Dezember: 100. Geburtstag von Dewey Martin, US-amerikanischer Schauspieler († 2018)
- 09. Dezember: 100. Geburtstag von Dina Merrill, US-amerikanische Schauspielerin († 2017)
- 10. Dezember: 100. Geburtstag von Harold Gould, US-amerikanischer Schauspieler († 2010)
- 12. Dezember: 100. Geburtstag von Bob Barker, US-amerikanischer Fernsehmoderator († 2023)
- 15. Dezember: 100. Geburtstag von Inge Keller, deutsche Schauspielerin († 2017)
- 15. Dezember: 100. Geburtstag von Leon Niemczyk, polnischer Schauspieler († 2006)

### Werke
- 75. Jahrestag der Uraufführung von Vittorio de Sicas Fahrraddiebe (24. November)
- 50. Jahrestag der Premiere von Wolfgang Petersens Fernsehfilm Smog (15. April)
- 50. Jahrestag der Uraufführung von George Roy Hills Der Clou (25. Dezember)
- 50. Jahrestag der Premiere von William Friedkins Der Exorzist (26. Dezember)
- 25. Jahrestag der Uraufführungen der ersten Dogma-Filme beim Festival von Cannes: Das Fest von Thomas Vinterberg und Idioten von Lars von Trier (Mai)
- 25. Jahrestag der Premiere von Terrence Malick Der schmale Grat (25. Dezember)

### Weitere Jubiläen
- 100. Jahrestag: Lee De Forest stellt in New York City ein erstes Tonfilmsystem vor und demonstriert seine Versuche mit kurzen Musicalfilmen (15. April).
- 100. Jahrestag: Gründung der Filmproduktionsfirma Warner Bros. Entertainment (4. April)
- 75. Jahrestag: Gründung der Filmhochschule Łódź (8. März)
- 25. Jahrestag: Amazon.com übernimmt die Filmdatenbank Internet Movie Database (24. April)

## Filmpreise

### Sundance Film Festival
Das 39. Sundance Film Festival fand vom 19. bis 29. Januar 2023 statt.
- U.S. Grand Jury Prize: Documentary – Going to Mars: The Nikki Giovanni Project von Joe Brewster und Michèle Stephenson
- U.S. Grand Jury Prize: Dramatic – A Thousand and One von A. V. Rockwell
- World Cinema Grand Jury Prize: Documentary – The Eternal Memory von Maite Alberdi
- World Cinema Grand Jury Prize: Dramatic – Georgie von Charlotte Regan
- Waldo Salt Screenwriting Award: U.S. Dramatic – Maryam Keshavarz für The Persian Version
- Alfred P. Sloan Feature Film Prize – The Pod Generation von Sophie Bartes

Vollständige Liste der Preisträger

### Berlinale
Die 73. Berlinale fand vom 16. bis 26. Februar 2023 statt.
- Goldener Bär: Auf der Adamant – Regie: Nicolas Philibert
- Silberner Bär – Großer Preis der Jury: Roter Himmel – Regie: Christian Petzold
- Silberner Bär – Preis der Jury: Mal Viver – Regie: João Canijo
- Silberner Bär – Beste Regie: Philippe Garrel (Le grand chariot)
- Silberner Bär – Beste Hauptrolle: Sofía Otero (20.000 Arten von Bienen)
- Silberner Bär – Beste Nebenrolle: Thea Ehre (Bis ans Ende der Nacht)
- Silberner Bär – Bestes Drehbuch: Angela Schanelec (Music)
- Silberner Bär – Herausragende künstlerische Leistung: Hélène Louvart (Disco Boy)

Vollständige Liste der Preisträger

### British Academy Film Award
Die Verleihung der 76. British Academy Film Awards fanden am 19. Februar 2023 statt.
- Bester Film: Im Westen nichts Neues – Regie: Edward Berger
- Bester britischer Film: The Banshees of Inisherin – Regie: Martin McDonagh
- Beste Regie: Edward Berger (Im Westen nichts Neues)
- Bester Hauptdarsteller: Austin Butler (Elvis)
- Beste Hauptdarstellerin: Cate Blanchett (Tár)

Vollständige Liste der Preisträger

### Deutscher Filmpreis
Die 73. Verleihung des Deutschen Filmpreises fand am 12. Mai statt.
- Bester Spielfilm:

Filmpreis in Gold: Das Lehrerzimmer – Regie: İlker Çatak
Filmpreis in Silber: Im Westen nichts Neues – Regie: Edward Berger
Filmpreis in Bronze: Holy Spider – Regie: Ali Abbasi
- Beste Regie: İlker Çatak (Das Lehrerzimmer)
- Bestes Drehbuch: Johannes Duncker und İlker Çatak (Das Lehrerzimmer)
- Bester Hauptdarsteller: Leonie Benesch (Das Lehrerzimmer)
- Beste Hauptdarstellerin: Felix Kammerer (Im Westen nichts Neues)

Vollständige Liste der Preisträger

### Oscar
Die 95. Verleihung der Oscars fand am 12. März 2023 statt.
- Bester Film: Everything Everywhere All at Once – Regie: Daniel Kwan und Daniel Scheinert
- Beste Regie: Daniel Kwan und Daniel Scheinert (Everything Everywhere All at Once)
- Bester Hauptdarsteller: Brendan Fraser (The Whale)
- Beste Hauptdarstellerin: Michelle Yeoh (Everything Everywhere All at Once)
- Bester Nebendarsteller: Ke Huy Quan (Everything Everywhere All at Once)
- Beste Nebendarstellerin: Jamie Lee Curtis (Everything Everywhere All at Once)
- Bester internationaler Film: Im Westen nichts neues – Regie: Edward Berger

Vollständige Liste der Preisträger

### Golden Globe Award
Die 80. Verleihung der Golden Globe Awards fand am 10. Januar 2023 statt.
- Bester Film (Drama): Die Fabelmans – Regie: Steven Spielberg
- Bester Film (Komödie/Musical):  The Banshees of Inisherin – Regie: Martin McDonagh
- Beste Regie: Steven Spielberg (Die Fabelmans)
- Bester Hauptdarsteller (Drama): Austin Butler (Elvis)
- Beste Hauptdarstellerin (Drama): Cate Blanchett (Tár)
- Bester Hauptdarsteller (Komödie/Musical): Colin Farrell (The Banshees of Insherin)
- Beste Hauptdarstellerin (Komödie/Musical): Michelle Yeoh (Everything Everywhere All at Once)
- Bester Nebendarsteller: Ke Huy Quan (Everything Everywhere All at Once)
- Beste Nebendarstellerin: Angela Bassett (Black Panther: Wakanda Forever)
- Bester fremdsprachiger Film: Argentinien, 1985 – Nie wieder, Argentinien – Regie: Santiago Mitre

### Cannes
Die 76. Internationalen Filmfestspiele von Cannes fanden vom 16. bis zum 27. Mai 2023 statt.
- Goldene Palme für den besten Film: Anatomie eines Falls – Regie: Justine Triet
- Großer Preis der Jury: The Zone of Interest – Regie: Jonathan Glazer
- Preis der Jury: Fallende Blätter – Regie: Aki Kaurismäki
- Bester Darsteller: Kōji Yakusho (Perfect Days)
- Beste Darstellerin: Merve Dizdar (Kuru Otlar Üstüne)
- Beste Regie: Trần Anh Hùng (Geliebte Köchin)
- Bestes Drehbuch: Yūji Sakamoto (Die Unschuld)

Vollständige Liste der Preisträger

### Österreichischer Filmpreis
Die Verleihung des Österreichischen Filmpreises fand am 15. Juni statt.
- Bester Spielfilm: Vera
- Beste Regie: Tizza Covi, Rainer Frimmel (Vera)
- Bester Darsteller: Gerhard Liebmann (Eismayer)
- Beste Darstellerin: Vicky Krieps (Corsage)
- Bester Dokumentarfilm: Elfriede Jelinek – Die Sprache von der Leine lassen – Regie: Claudia Müller, Produktion: Martina Haubrich, Claudia Wohlgenannt
- Bester Kurzfilm: Will My Parents Come to See Me – Regie: Mo Harawe
- Bestes Drehbuch: David Wagner (Eismayer)

Vollständige Liste der Preisträger

### Termine/Preisverleihungen/Filmfestivals
- Critics’ Choice Television Awards: 15. Januar
- Critics’ Choice Movie Awards: 15. Januar
- Prix Lumières: 16. Januar
- Solothurner Filmtage: 18. bis 25. Januar
- Filmfestival Max Ophüls Preis: 23. bis 29. Januar
- AACTA International Awards: 26. Januar
- César: 24. Februar
- NAACP Image Award: 25. Februar
- Screen Actors Guild Awards: 26. Februar
- Goya: 11. Februar
- Satellite Awards: 3. März
- Independent Spirit Awards: 4. März
- Nickelodeon Kids’ Choice Awards: 4. März
- Deutsches Fernsehkrimi-Festival: 12. bis 19. März
- Schweizer Filmpreis: 24. März
- Diagonale: 21. bis 26. März
- Grimme-Preis: 21. April
- Romyverleihung: 22. April
- Crossing Europe: 26. April bis 1. Mai
- Slash ½ Filmfestival: 4. bis 6. Mai
- MTV Movie & TV Awards: 7. Mai
- Internationales Dokumentarfilmfestival München: 8. bis 21. Mai
- Vienna Shorts: 1. bis 6. Juni
- Internationales Filmfest Emden-Norderney: 7. bis 14. Juni
- Österreichischer Filmpreis: 15. Juni
- Bayerischer Filmpreis: 16. Juni
- Filmfest München: 23. Juni bis 1. Juli
- Locarno Film Festival: 11. bis 19. August
- Filmfestival Kitzbühel: 21. bis 27. August
- Fünf Seen Filmfestival: 22. bis 30. August
- Festival des deutschen Films: 23. August bis 10. September
- Internationale Filmfestspiele von Venedig: 30. August bis 9. September
- Toronto International Film Festival: 7. bis 17. September
- Internationales Filmfest Oldenburg: 13. bis 17. September
- Deutscher Schauspielpreis: 15. September
- Festival Internacional de Cine de San Sebastián: 22. bis 30. September
- Deutscher Fernsehpreis: 28. September
- Filmfest Hamburg: 28. September bis 7. Oktober
- Viennale: 19. bis 31. Oktober
- Blauer Panther – TV & Streaming Award: 25. Oktober
- Bambi-Verleihung: 16. November
- Gotham Awards: 27. November
- Deutsche Akademie für Fernsehen: 2. Dezember
- British Independent Film Awards: 3. Dezember
- Europäischer Filmpreis: 9. Dezember
- Chicago Film Critics Association Awards: 12. Dezember
- Primetime-Emmy-Verleihung: ursprünglich für 18. September vorgesehen, wegen Streiks auf den 15. Januar 2024 verschoben

## 2023 verstorben

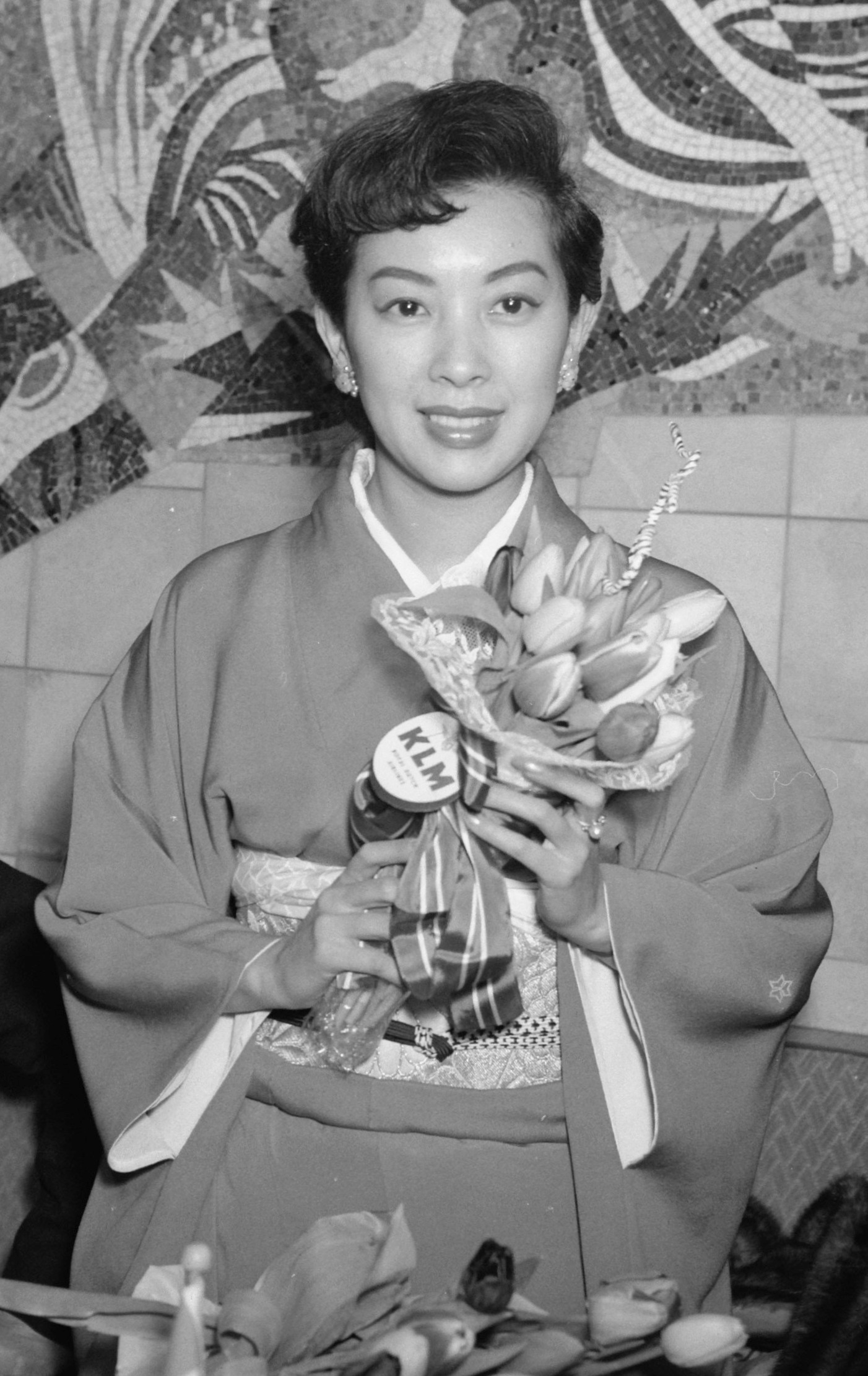
Miiko Taka (1925–2023)

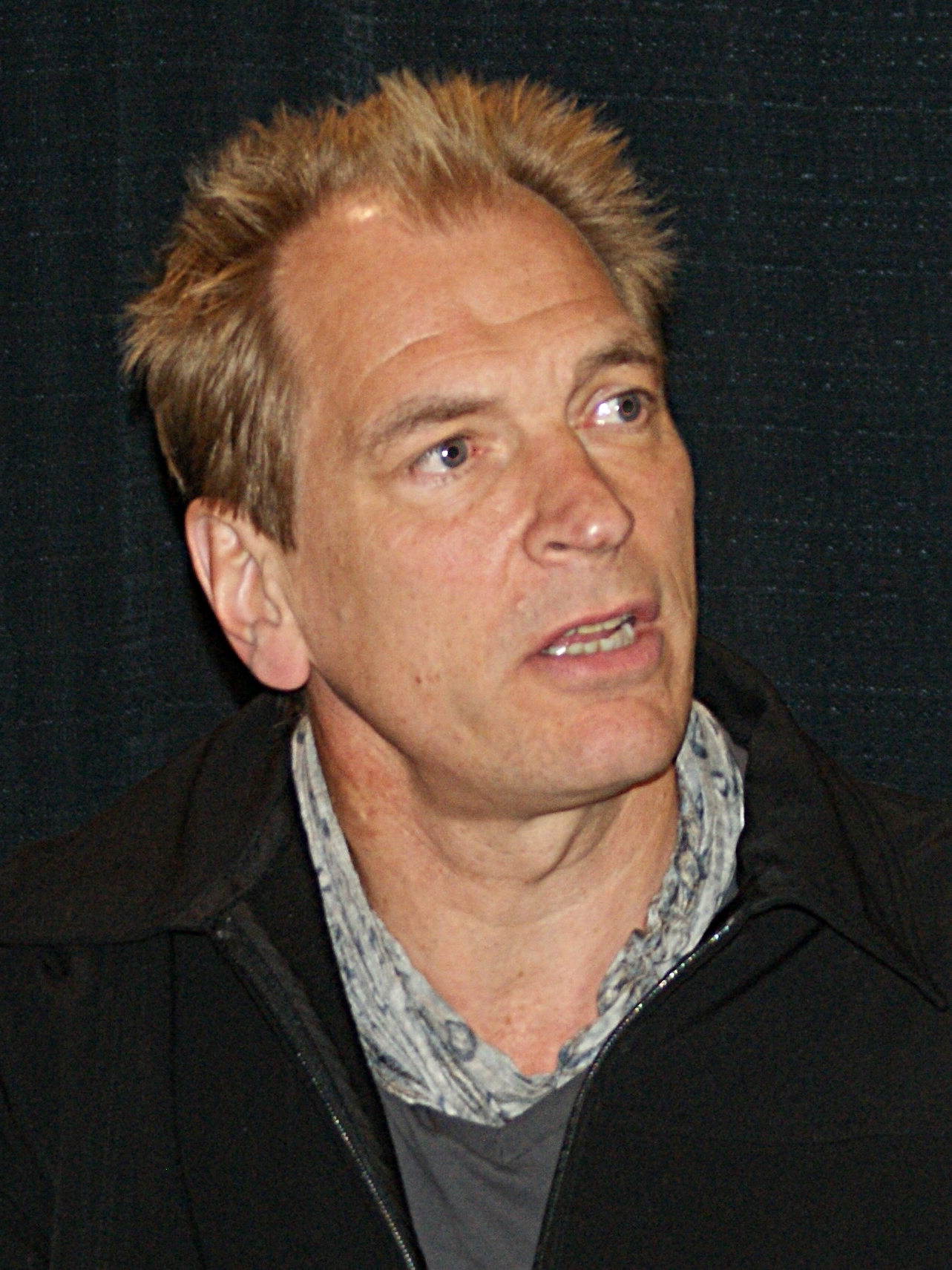
Julian Sands (1958–2023)

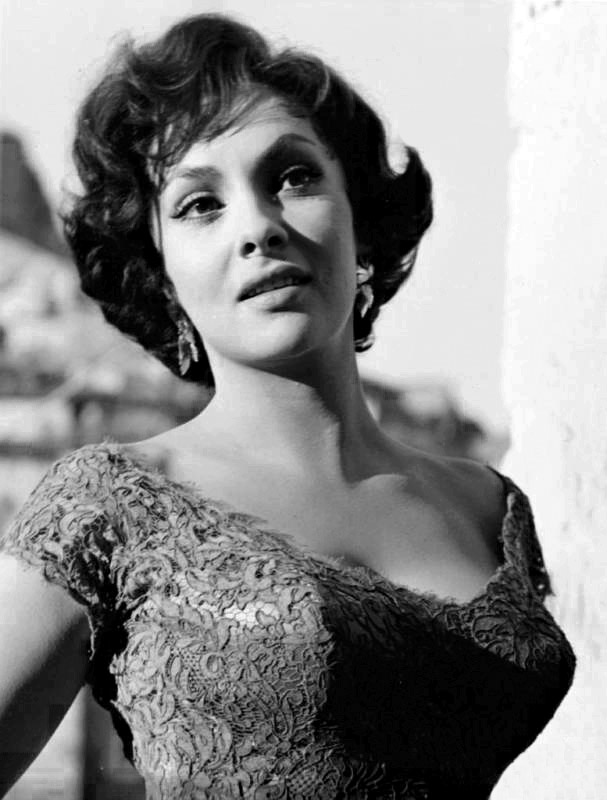
Gina Lollobrigida (1927–2023)

Edward R. Pressman (1943–2023)

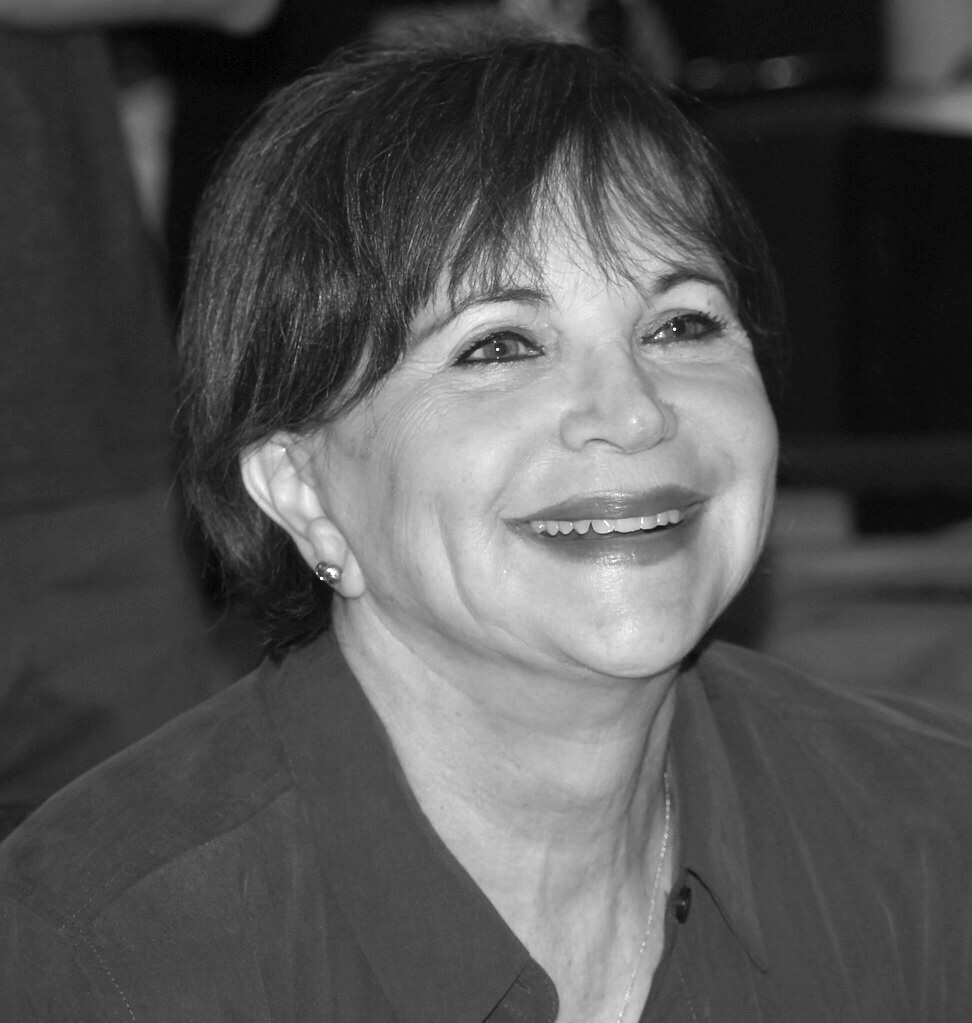
Cindy Williams (1947–2023)

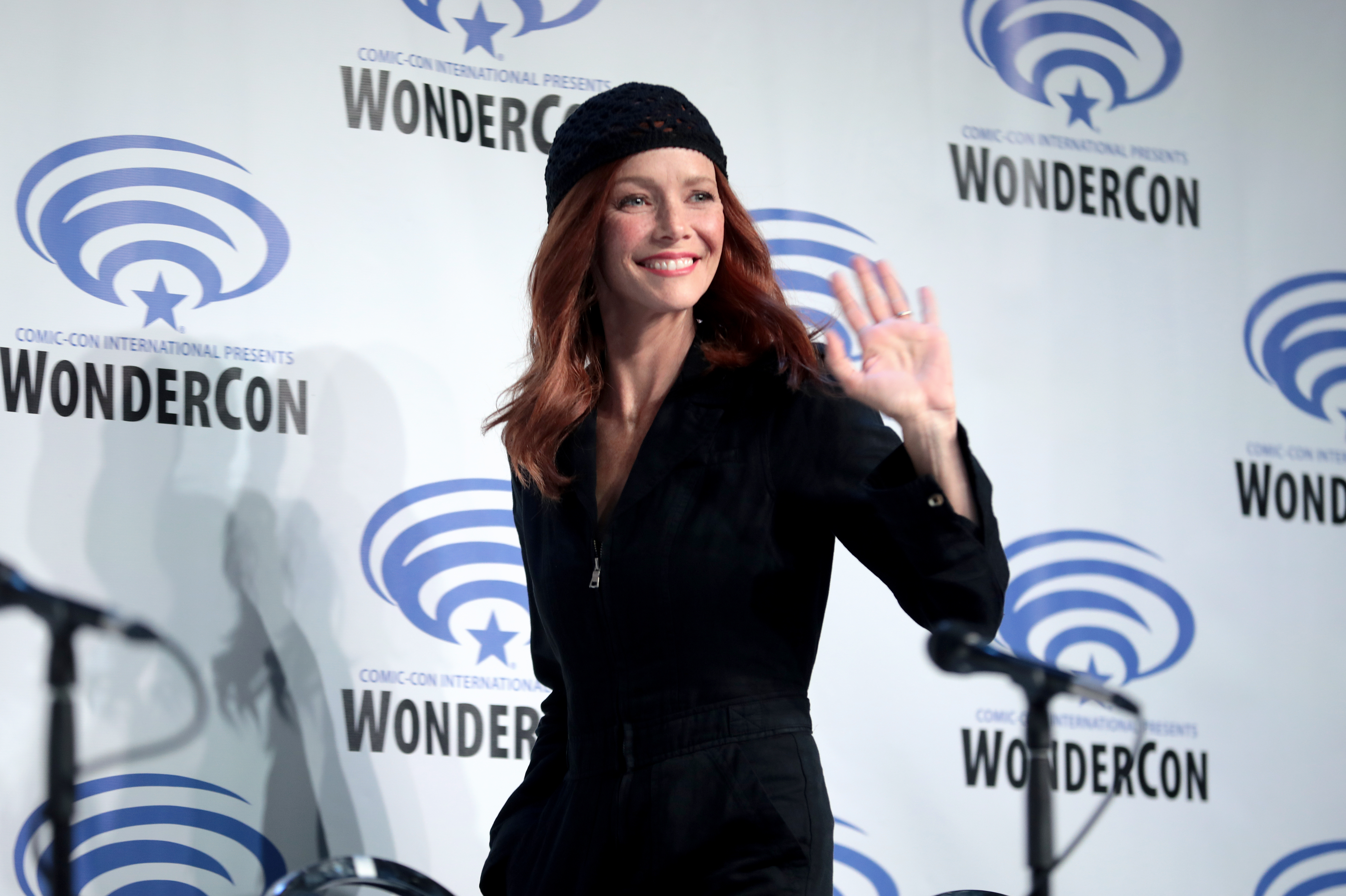
Annie Wersching (1977–2023)

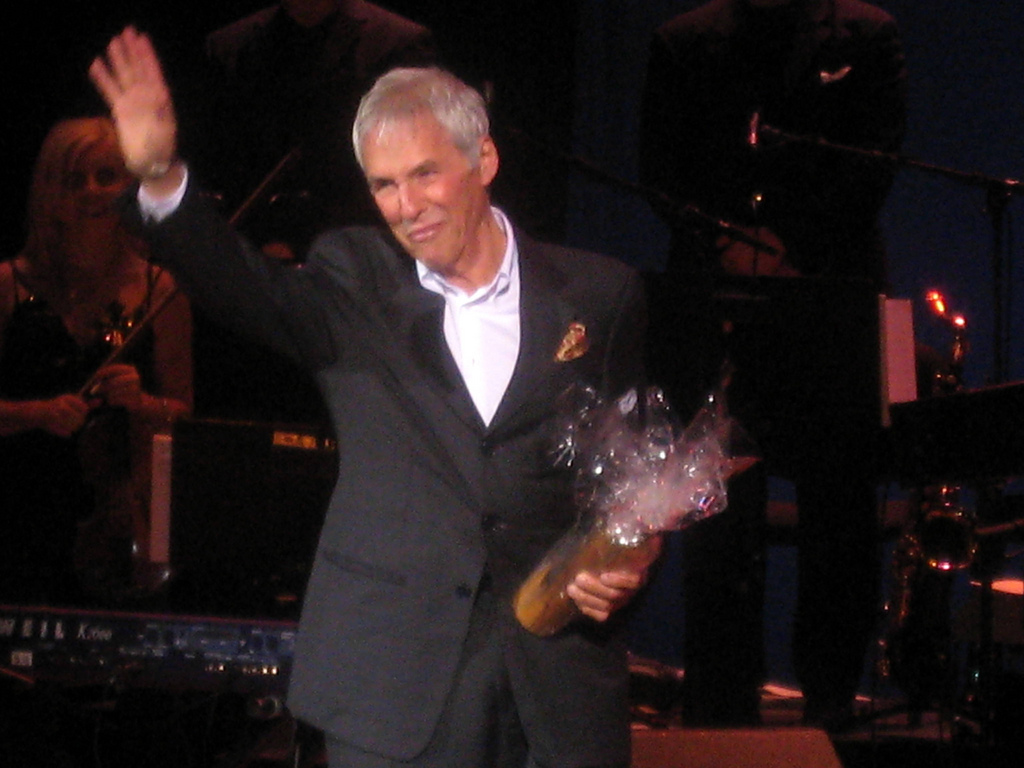
Burt Bacharach (1928–2023)

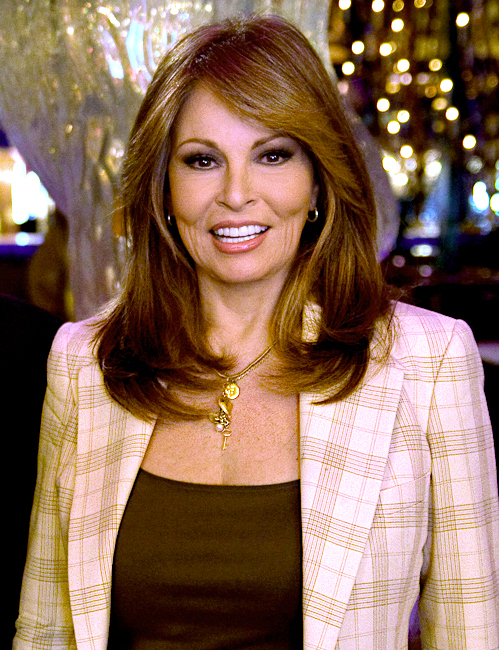
Raquel Welch (1940–2023)

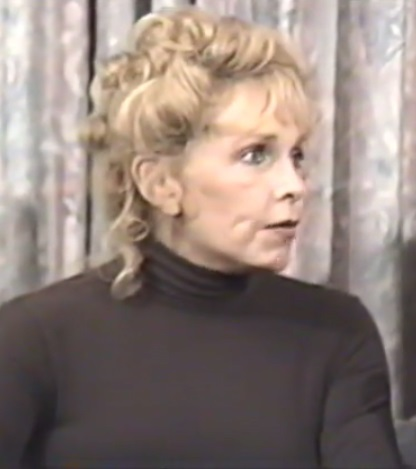
Stella Stevens (1938–2023)

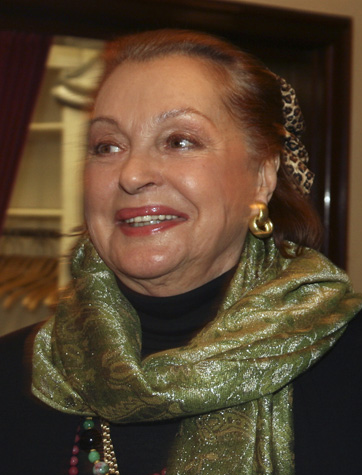
Nadja Tiller (1929–2023)

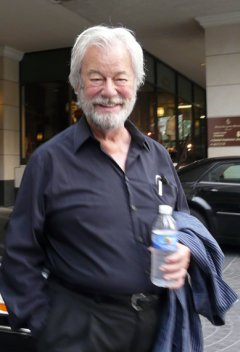
Gordon Pinsent (1930–2023)

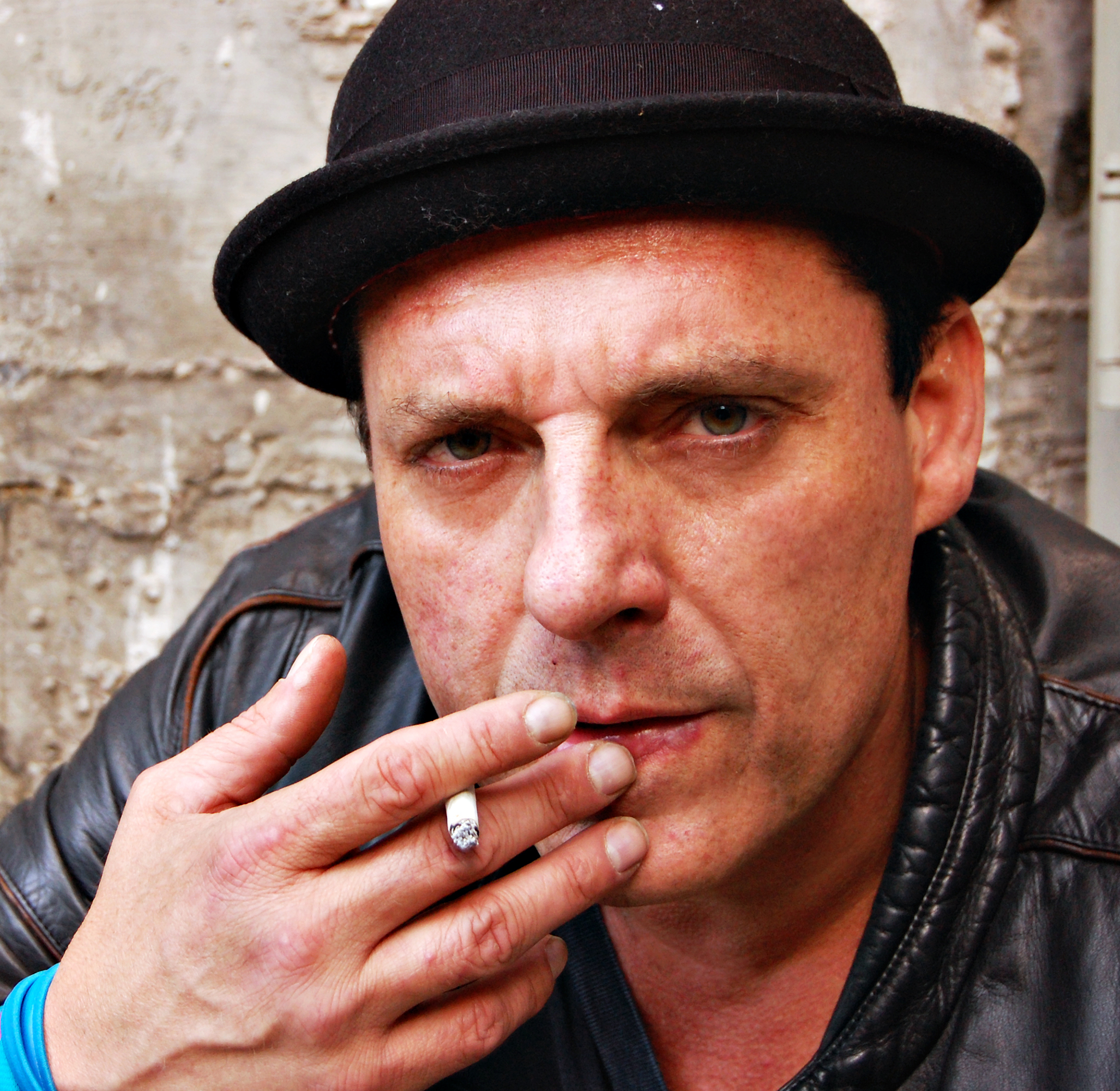
Tom Sizemore (1961–2023)

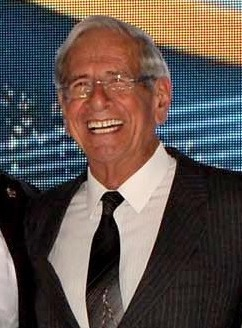
Chaim Topol (1935–2023)

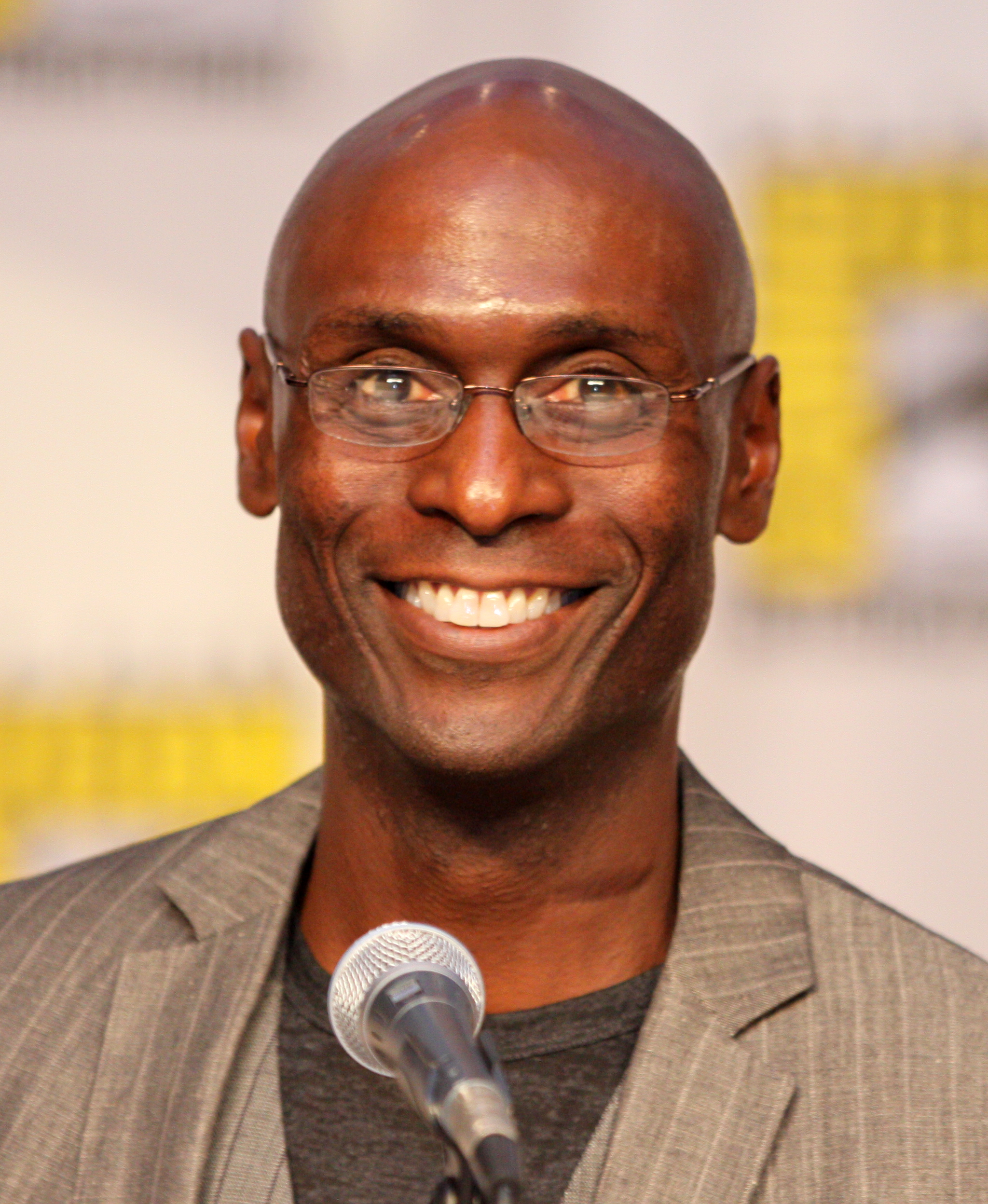
Lance Reddick (1962–2023)

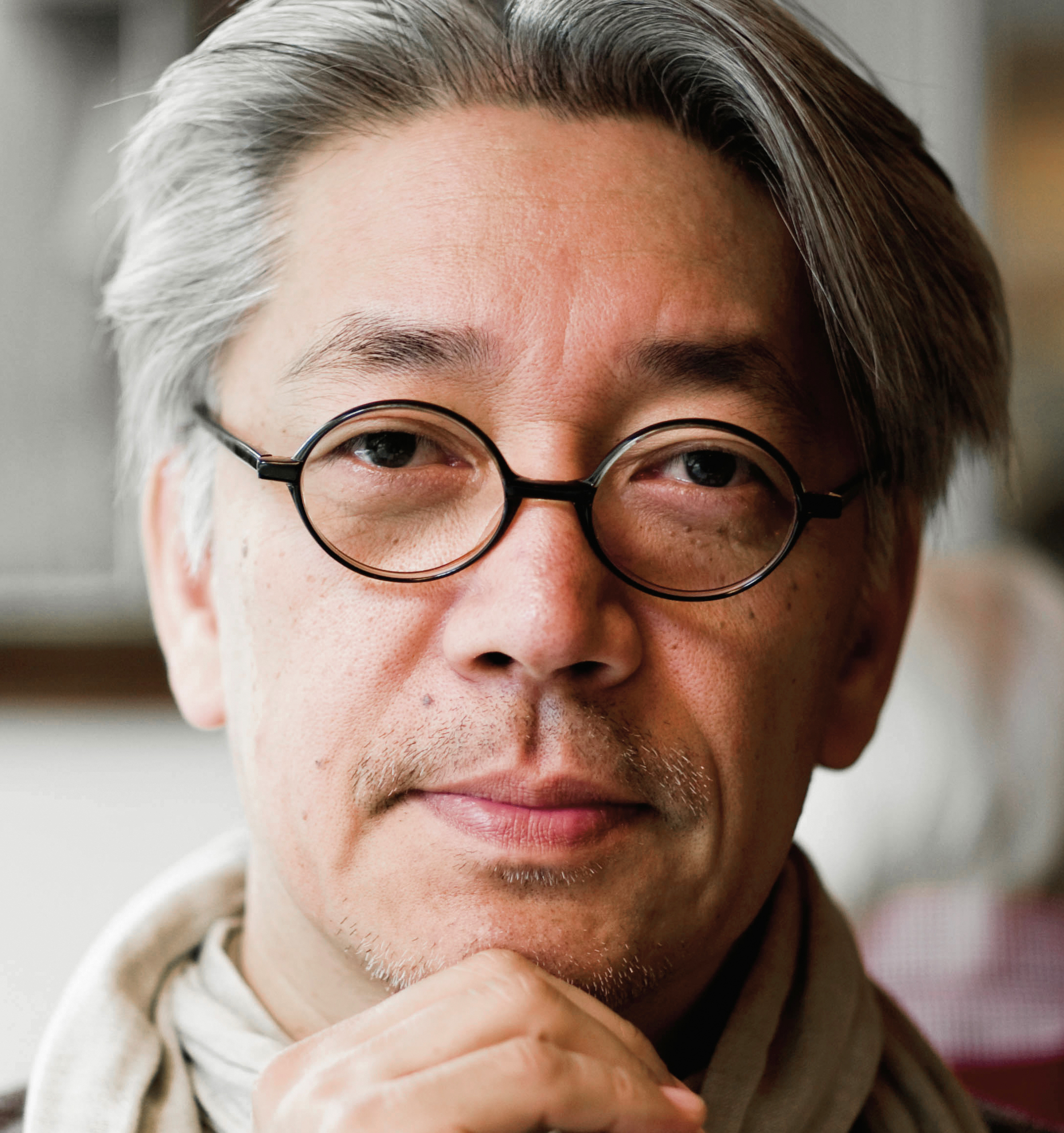
Ryuichi Sakamoto (1952–2023)

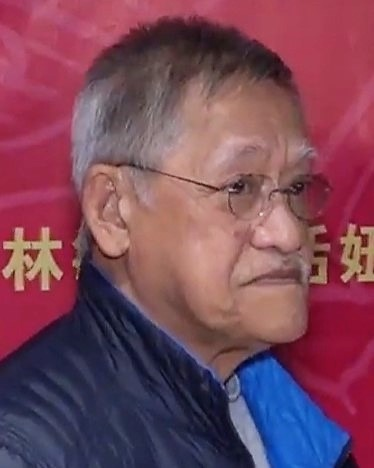
Richard Ng (1939–2023)

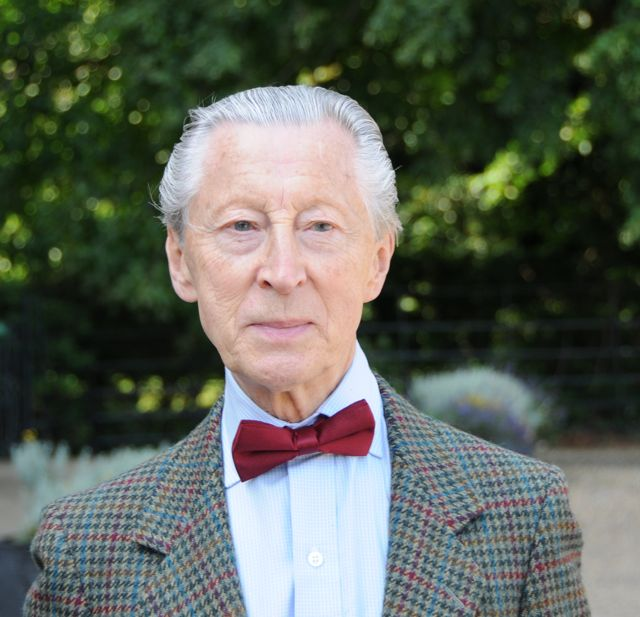
Murray Melvin (1932–2023)

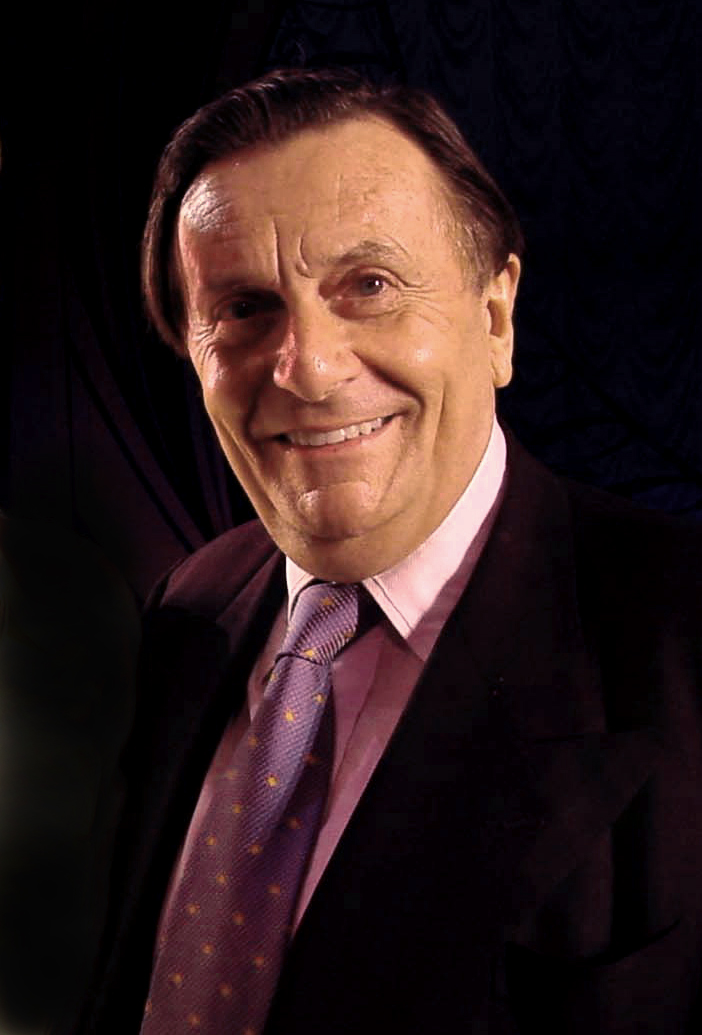
Barry Humphries (1934–2023)

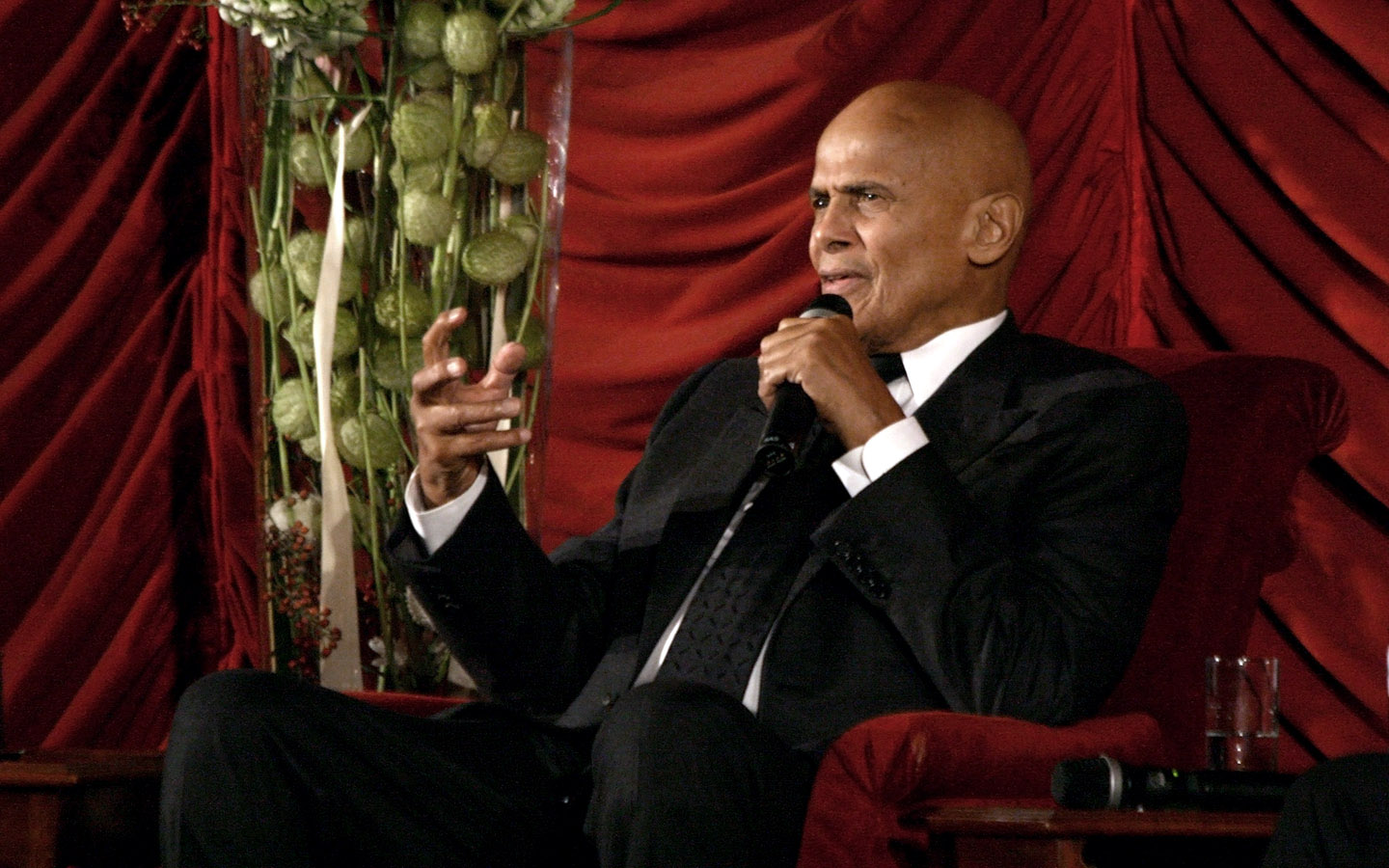
Harry Belafonte (1927–2023)

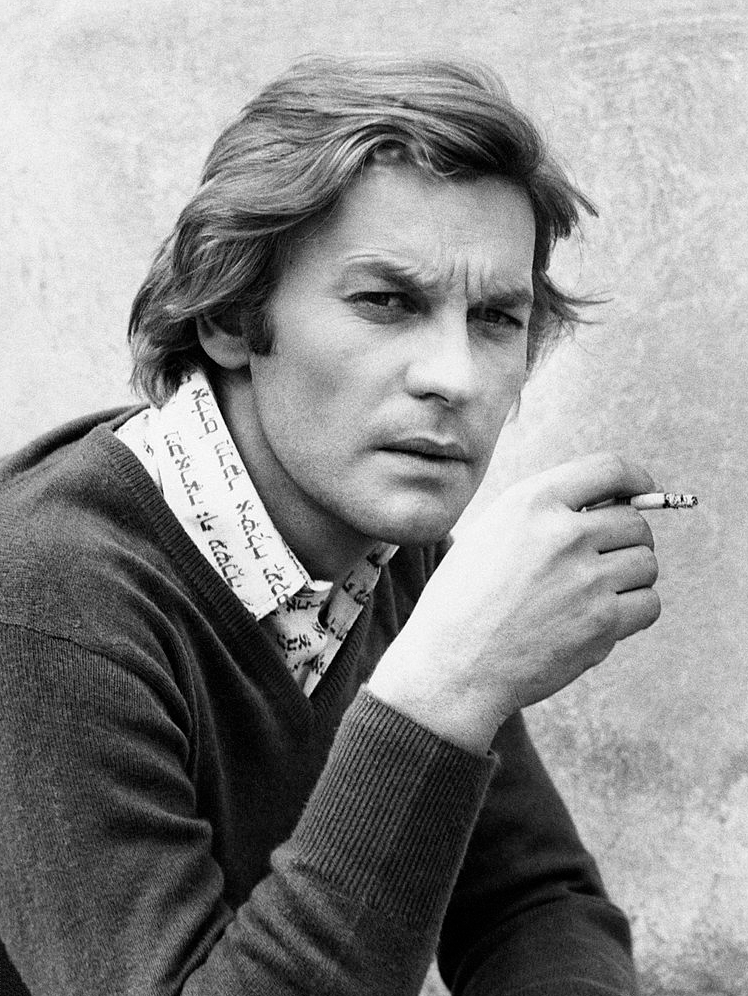
Helmut Berger (1944–2023)

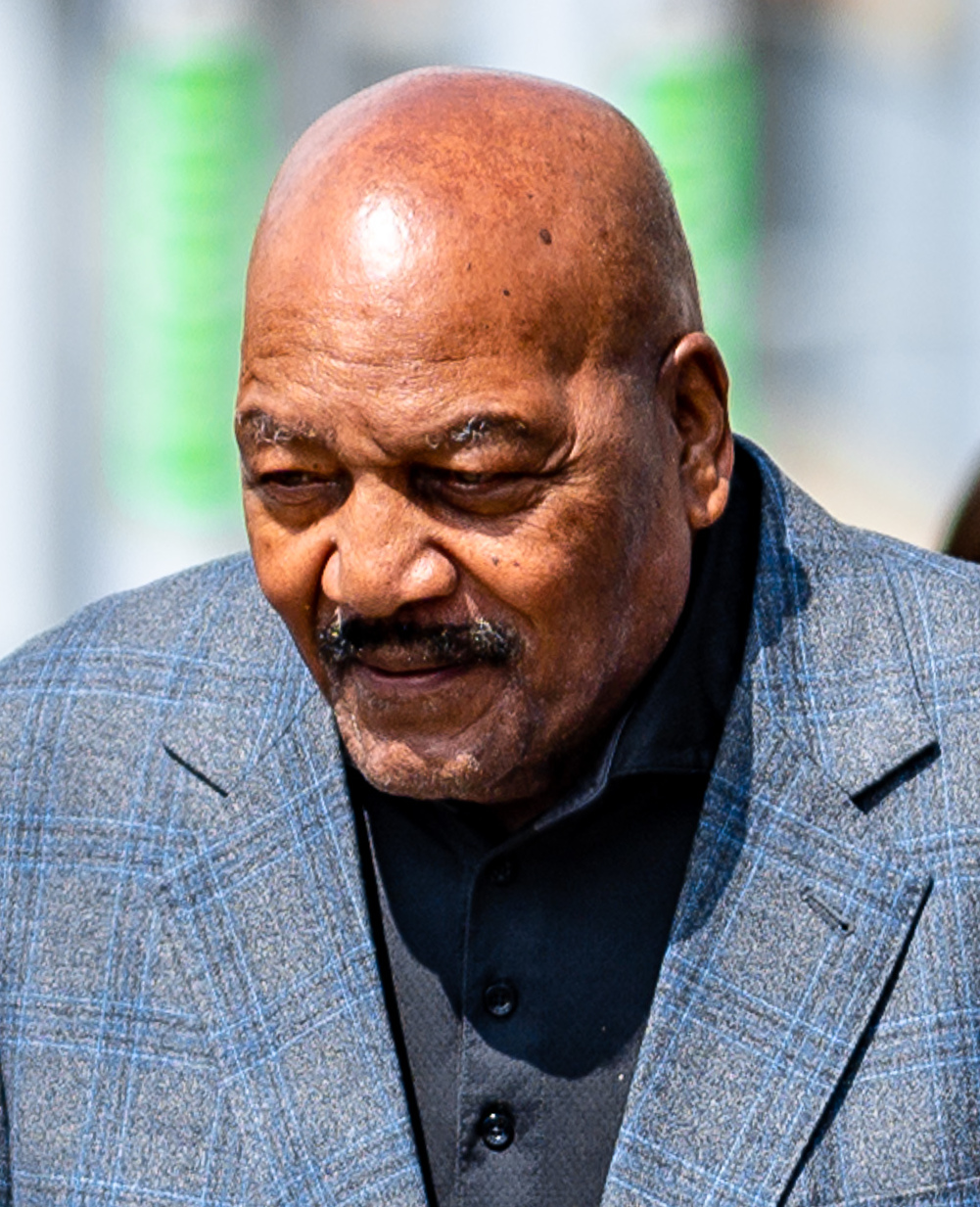
Jim Brown (1936–2023)

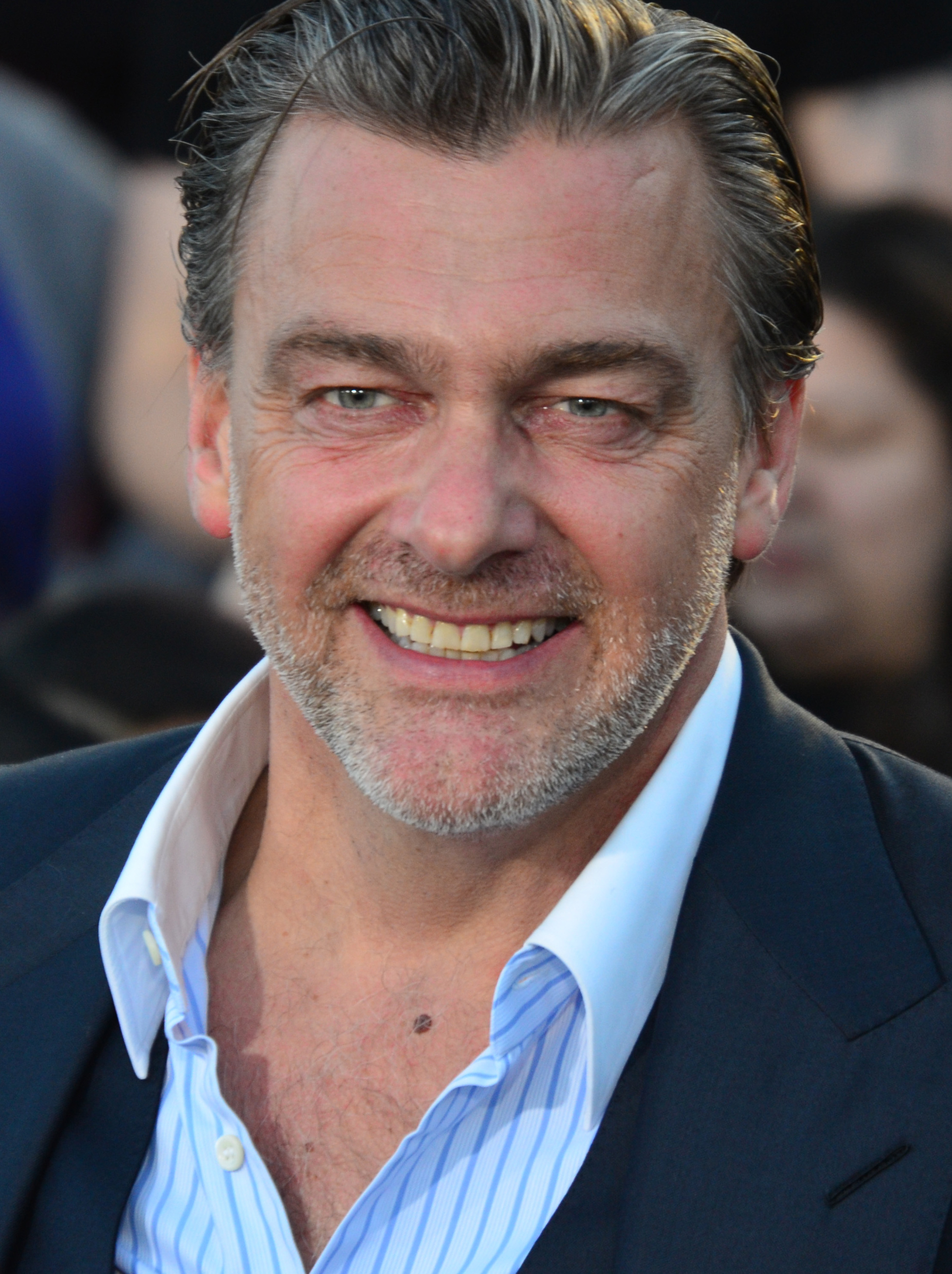
Ray Stevenson (1964–2023)

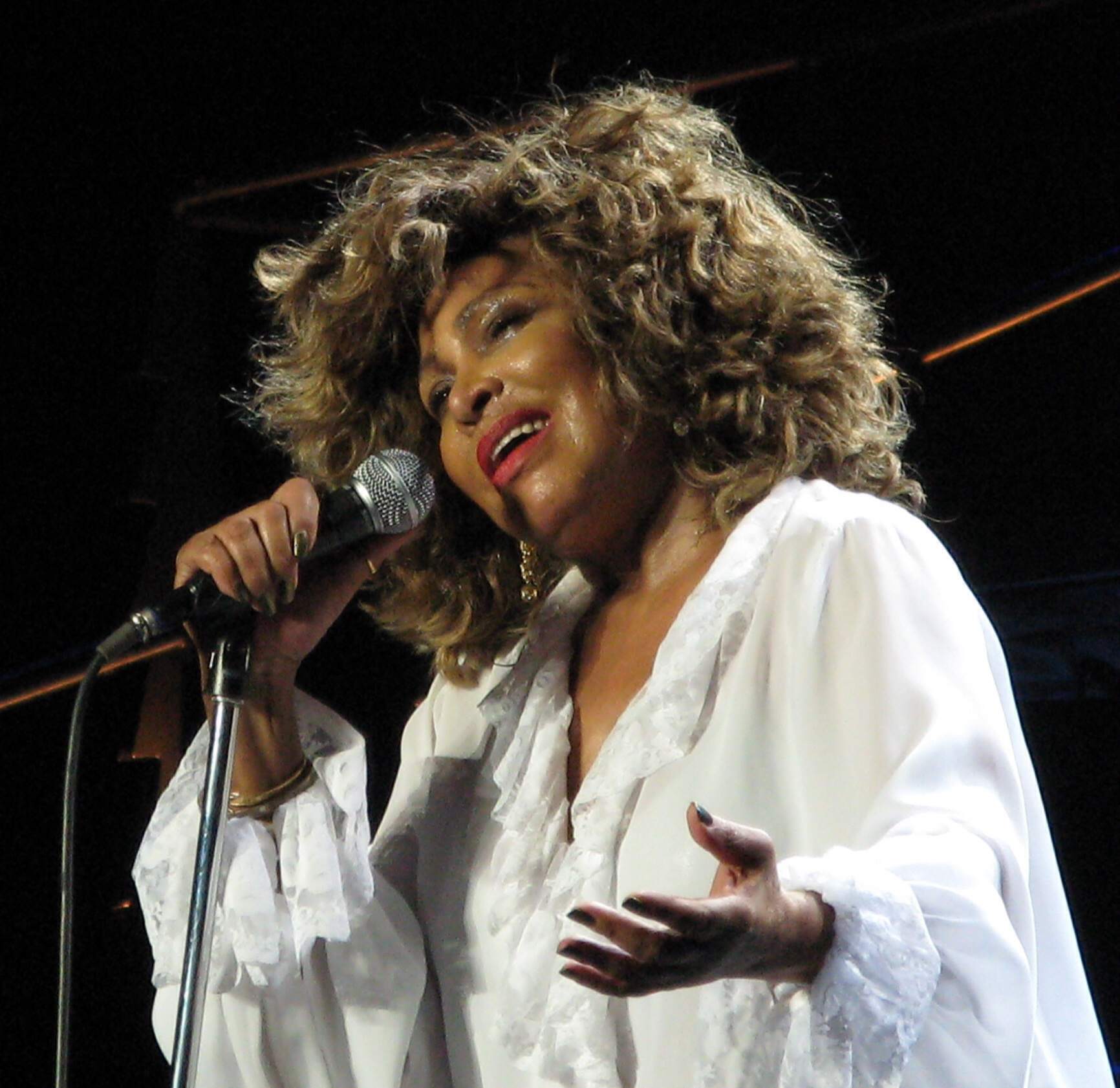
Tina Turner (1939–2023)

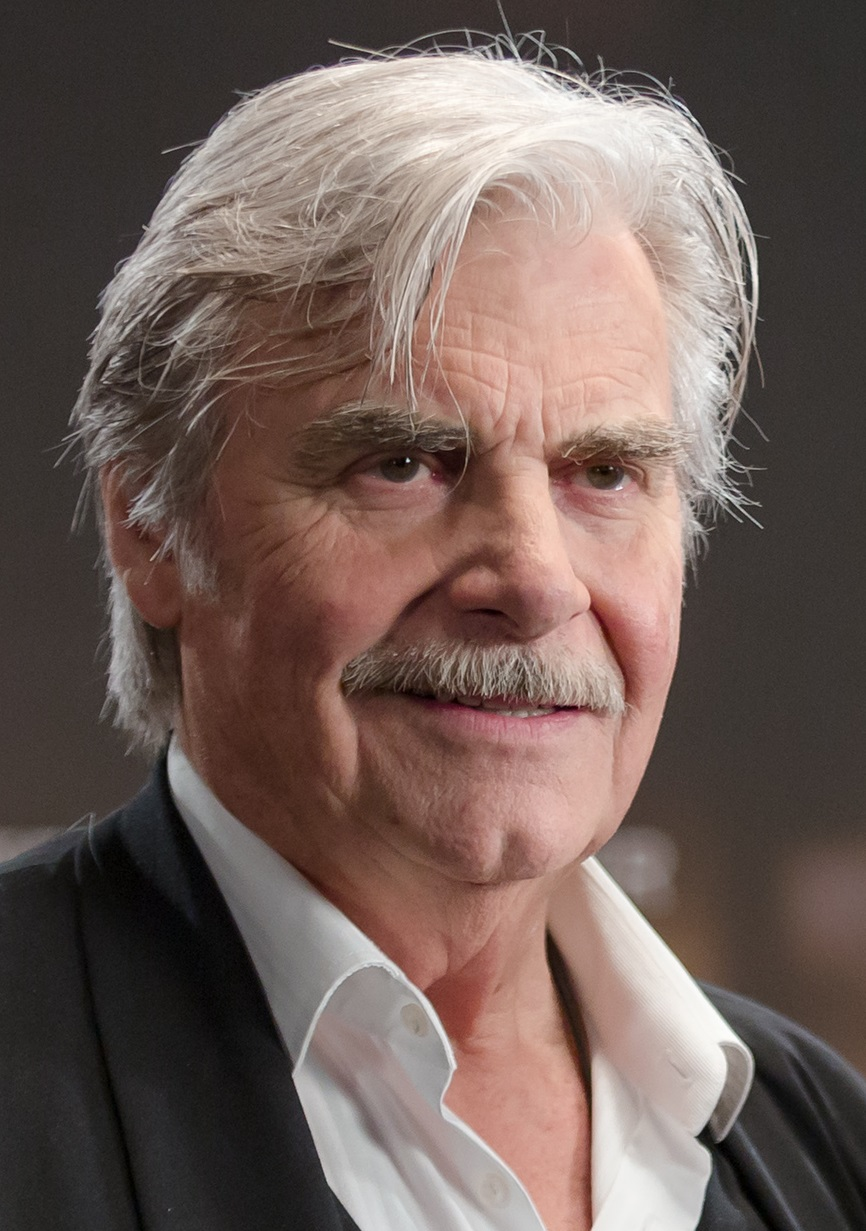
Peter Simonischek (1946–2023)

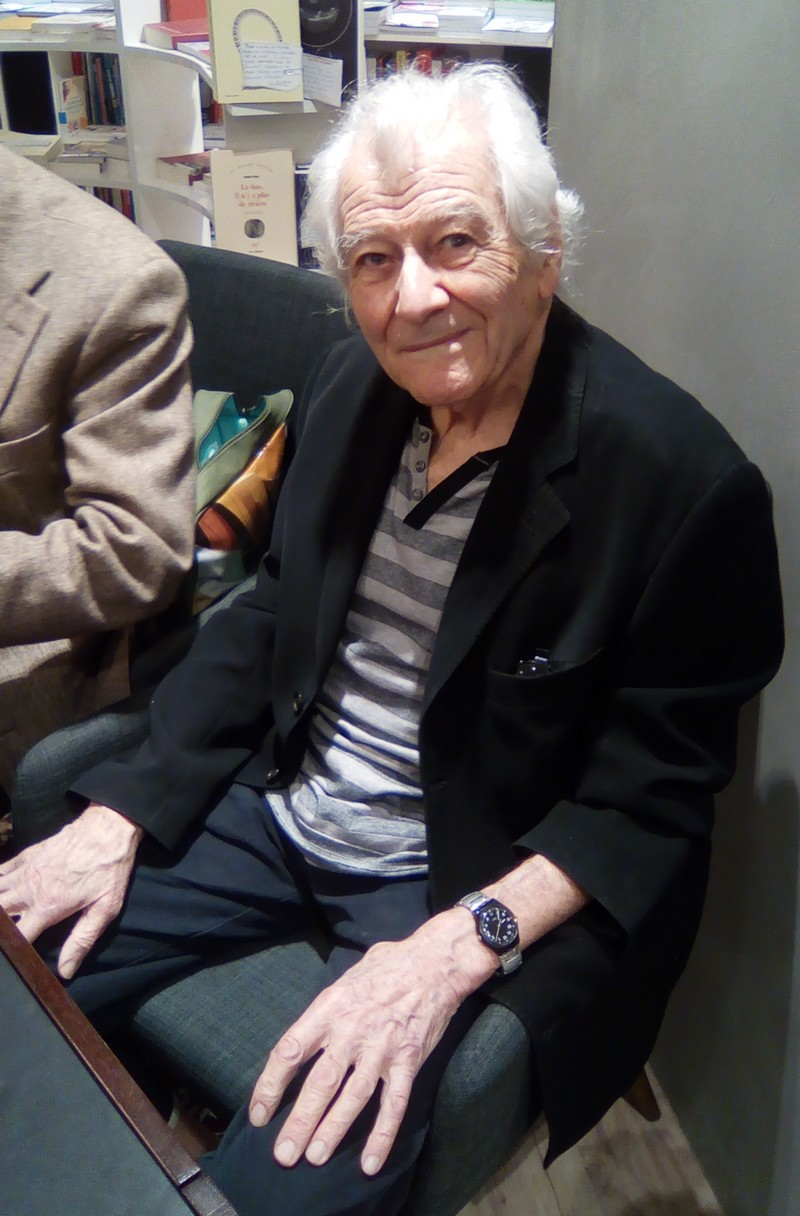
Jacques Rozier (1926–2023)

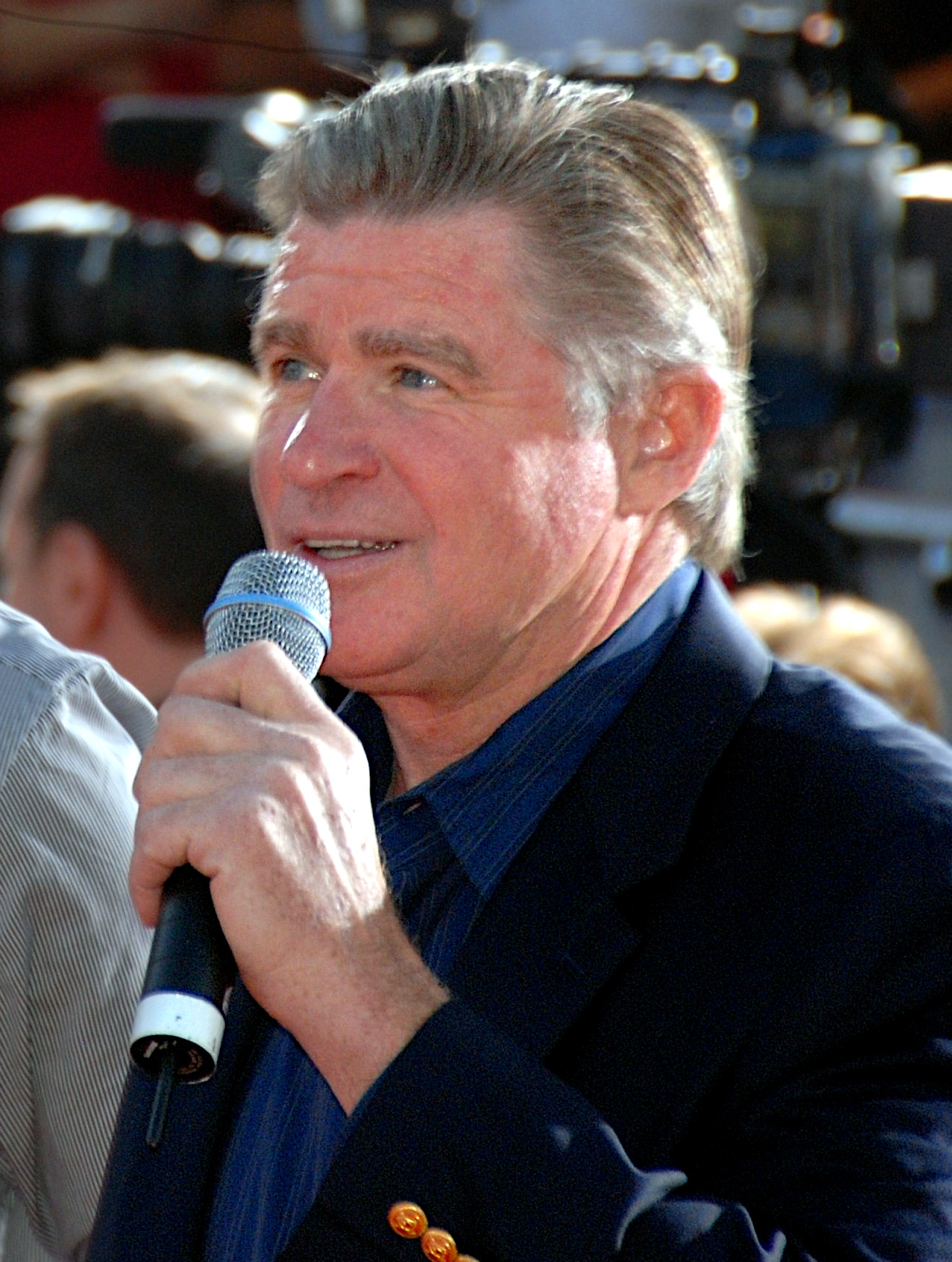
Treat Williams (1951–2023)

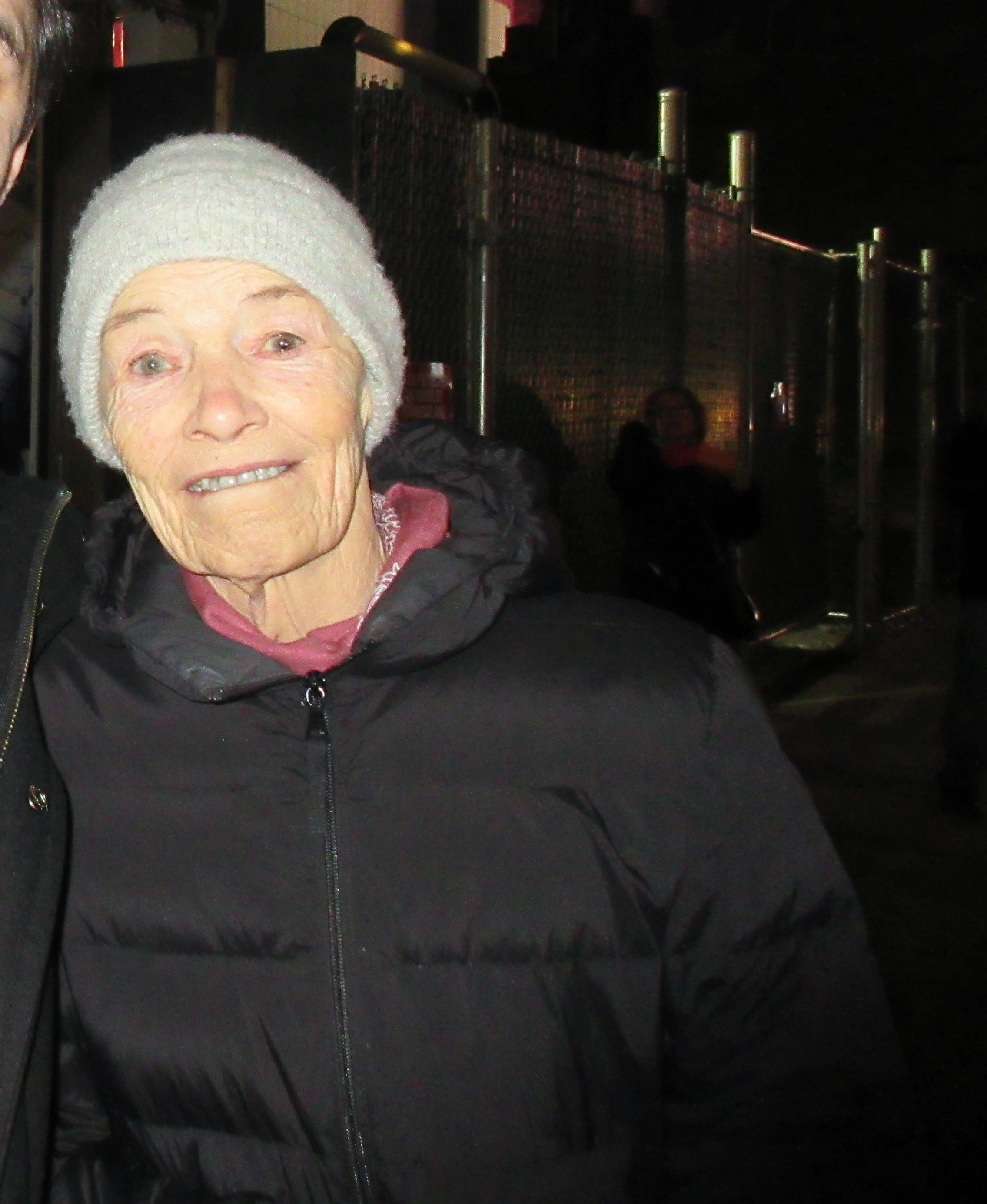
Glenda Jackson (1936–2023)

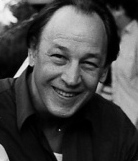
Frederic Forrest (1936–2023)

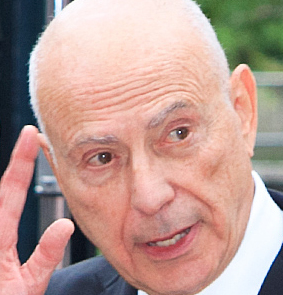
Alan Arkin (1934–2023)

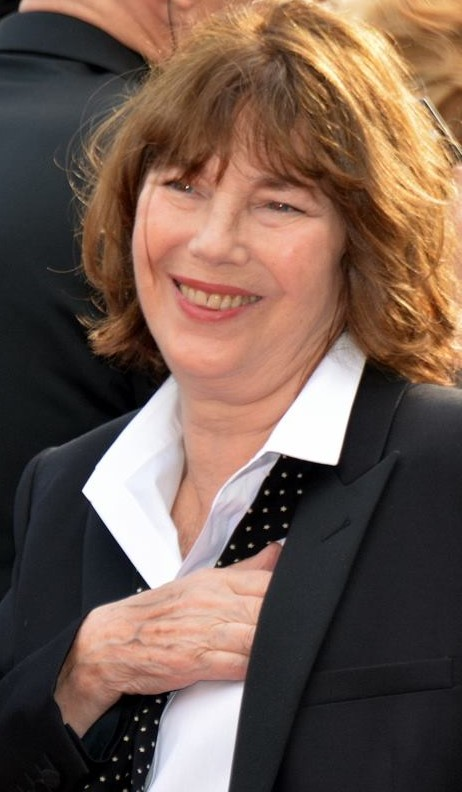
Jane Birkin (1946–2023)

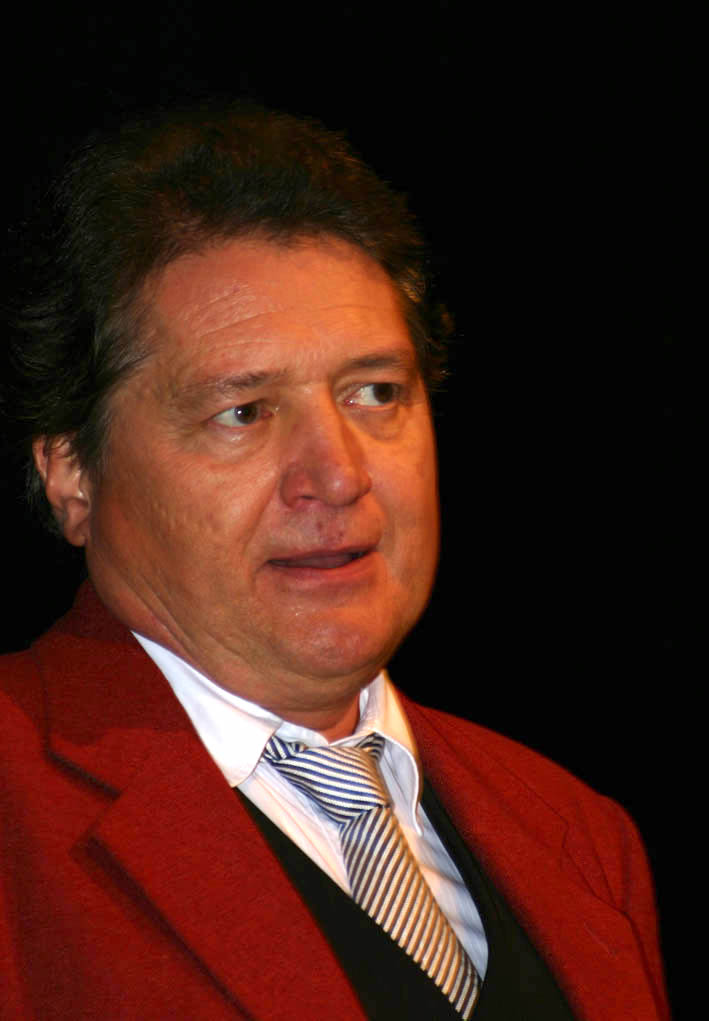
Christian Quadflieg (1945–2023)

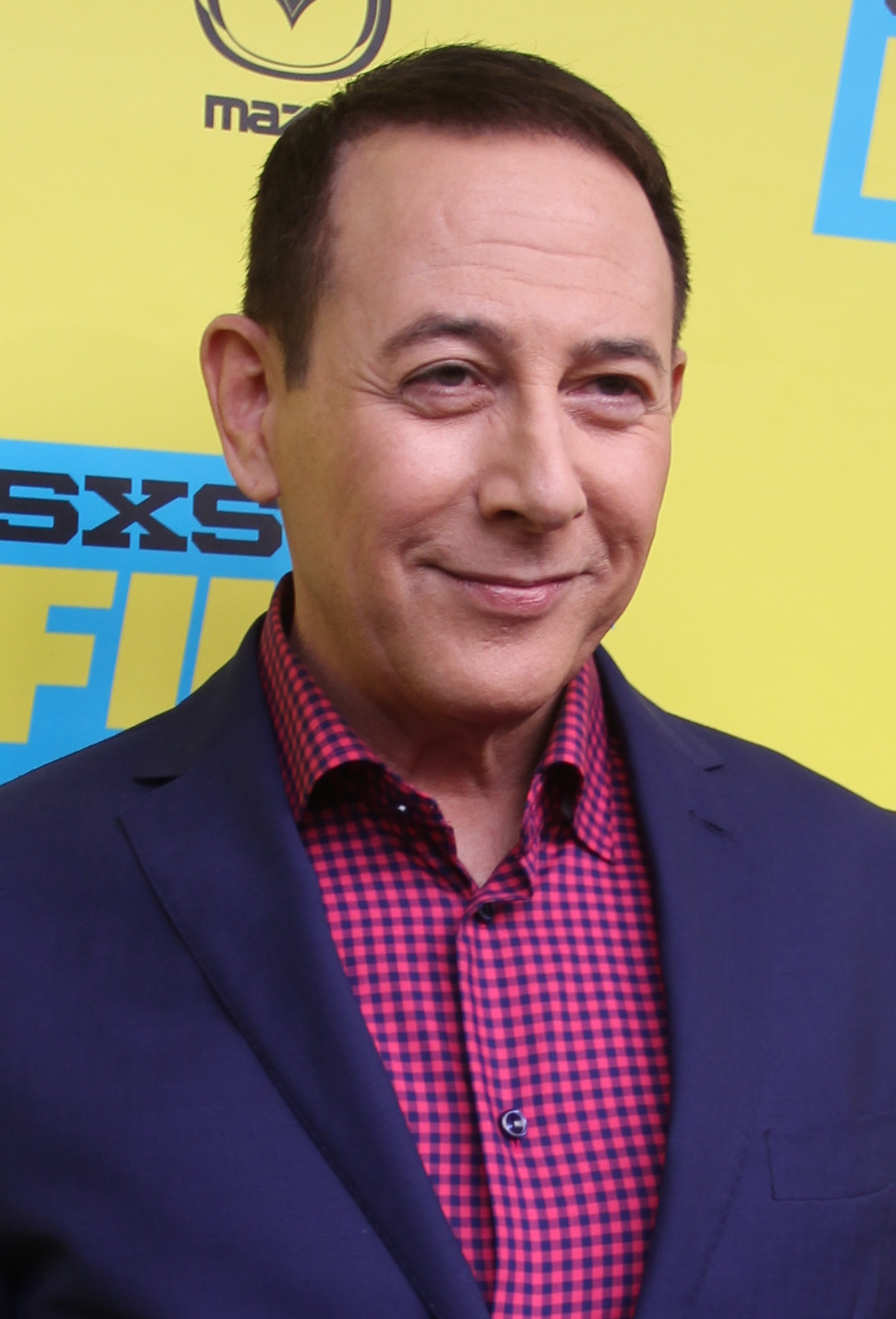
Paul Reubens (1952–2023)

Mark Margolis (1939–2023)

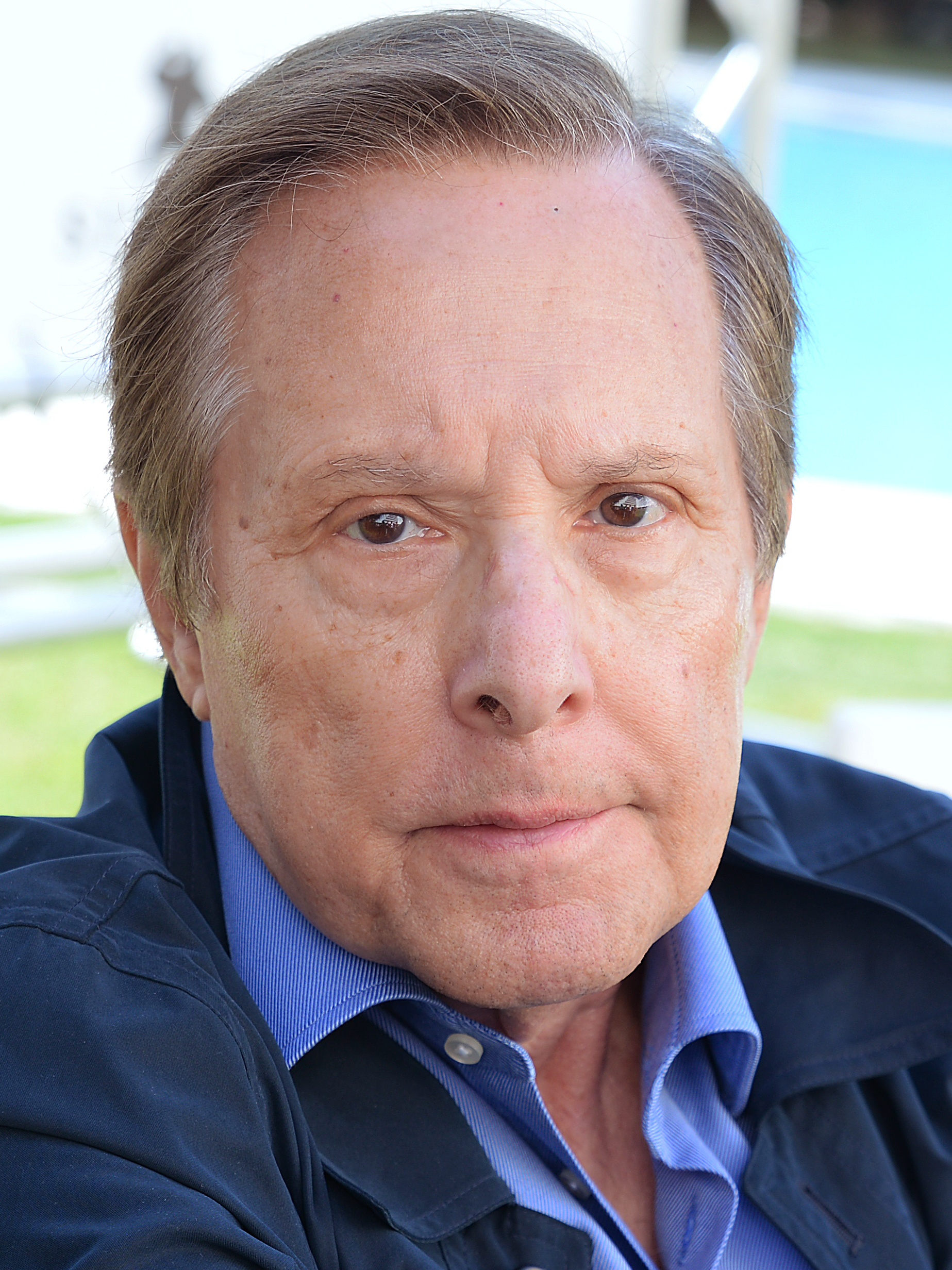
William Friedkin (1935–2023)

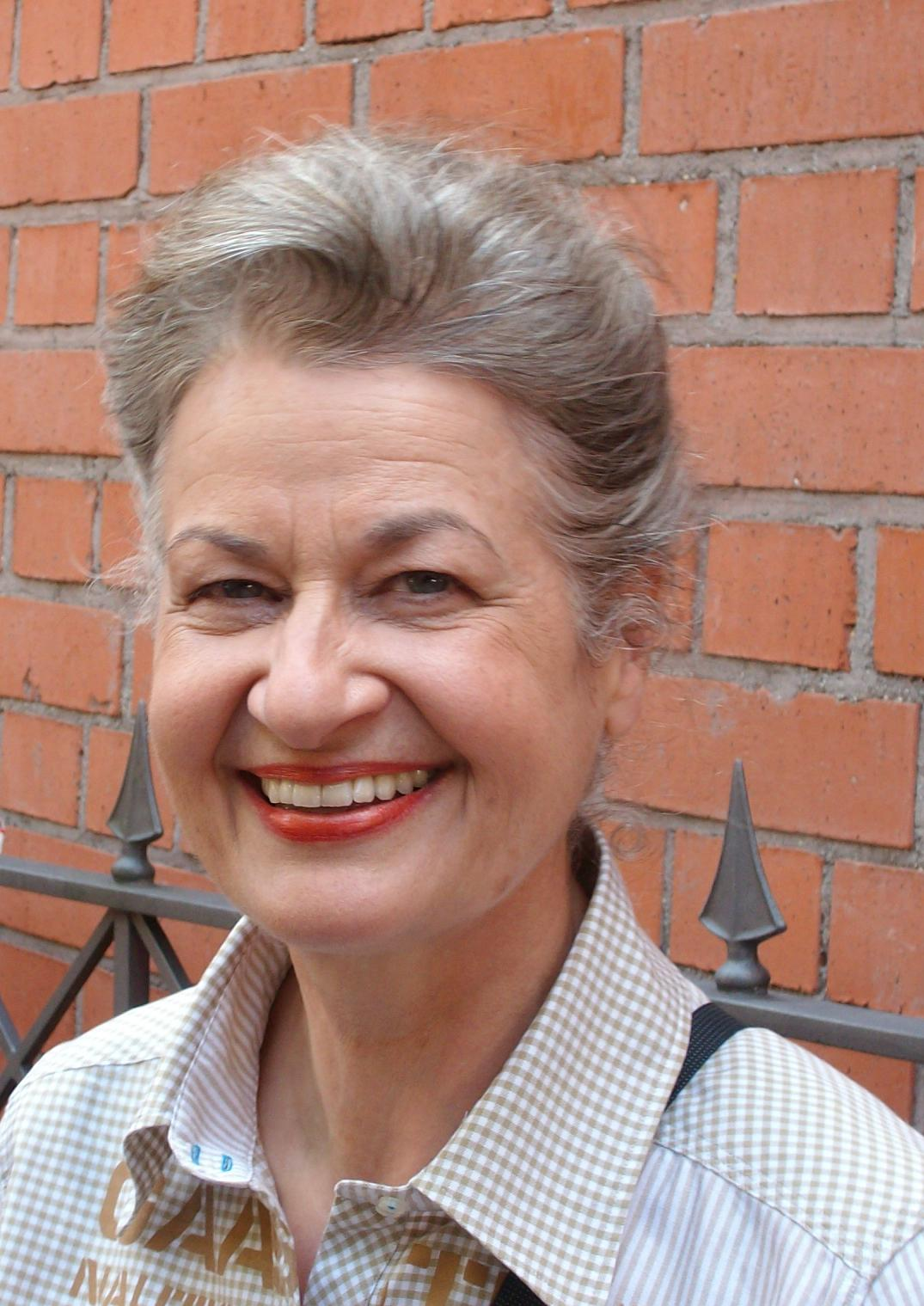
Ursula Cantieni (1947–2023)

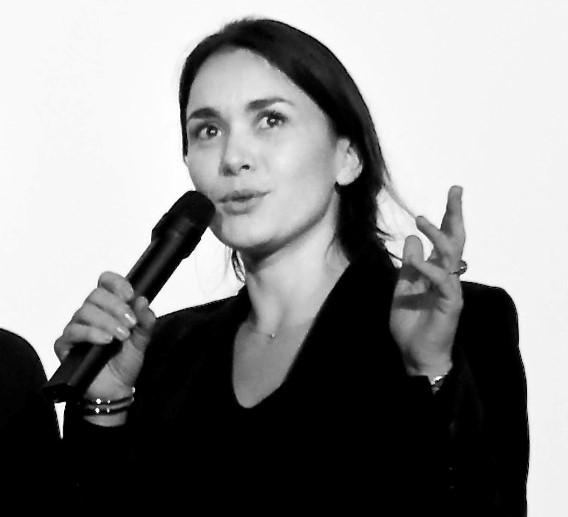
Éléonore Faucher (1973–2023)

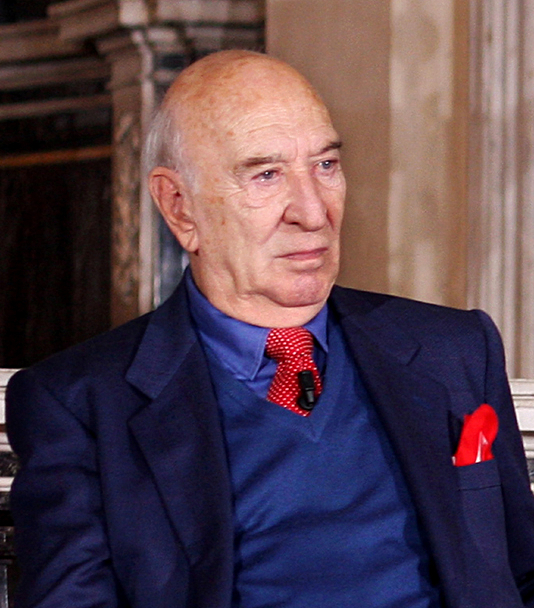
Giuliano Montaldo (1930–2023)

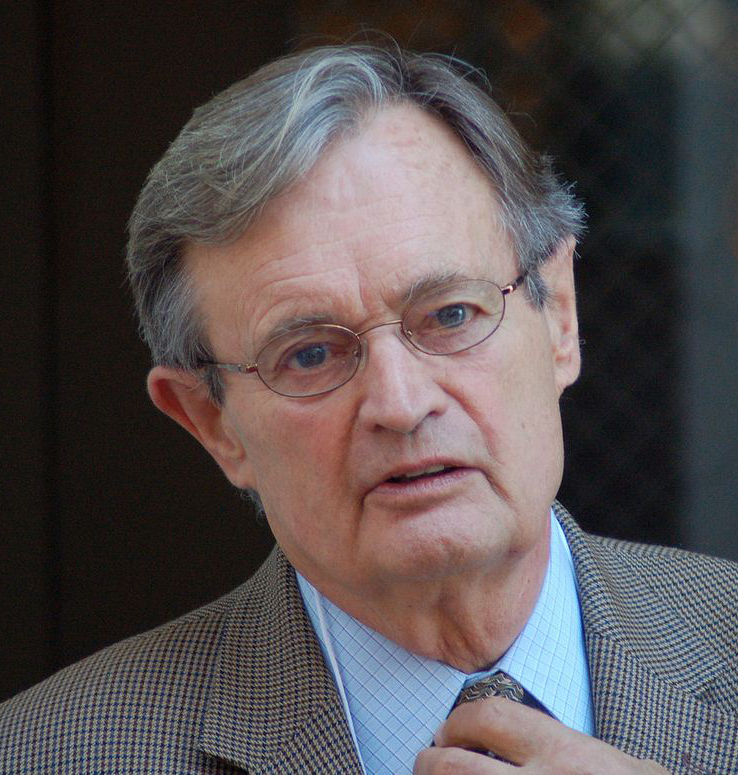
David McCallum (1933–2023)

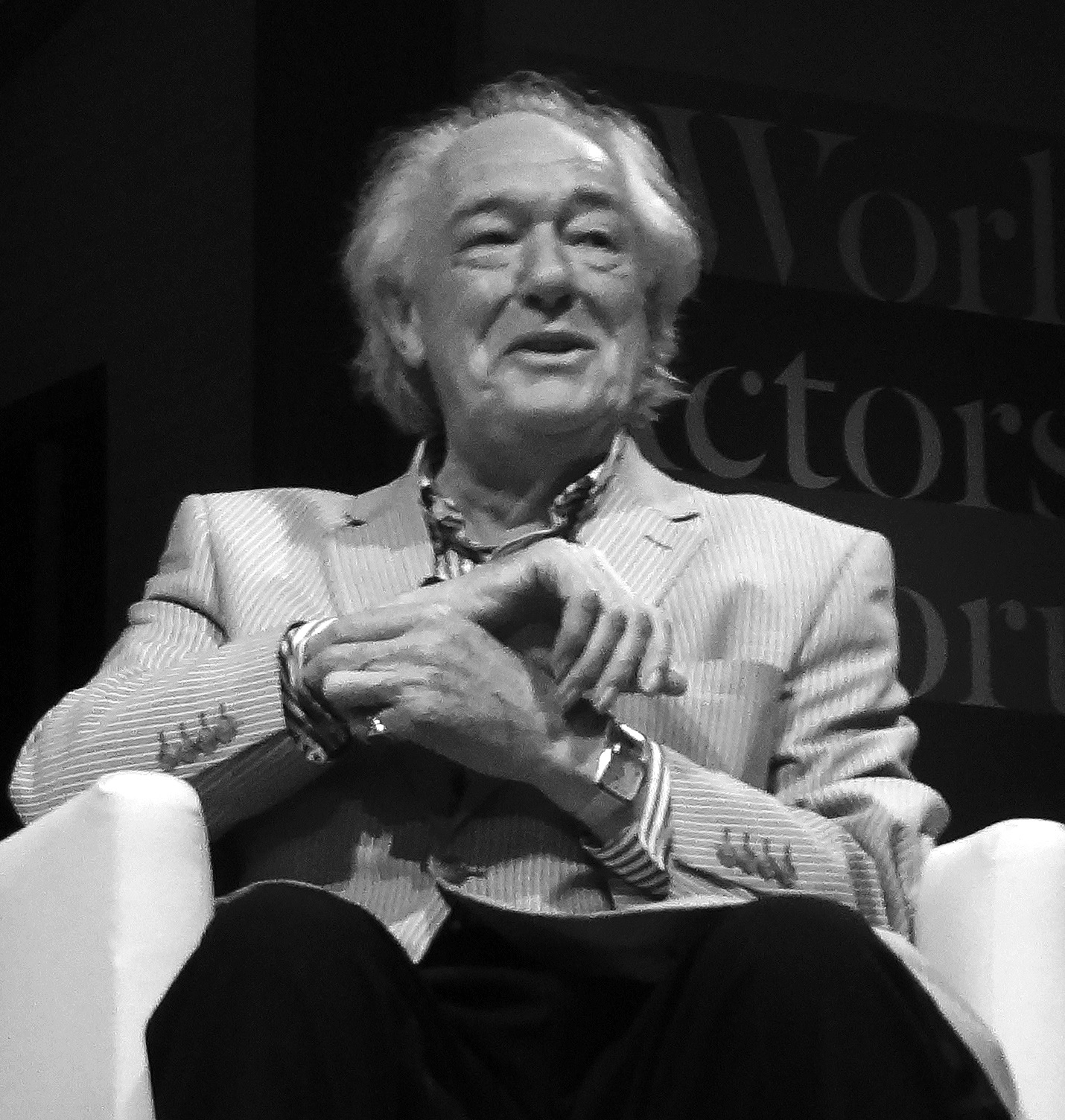
Michael Gambon (1940–2023)

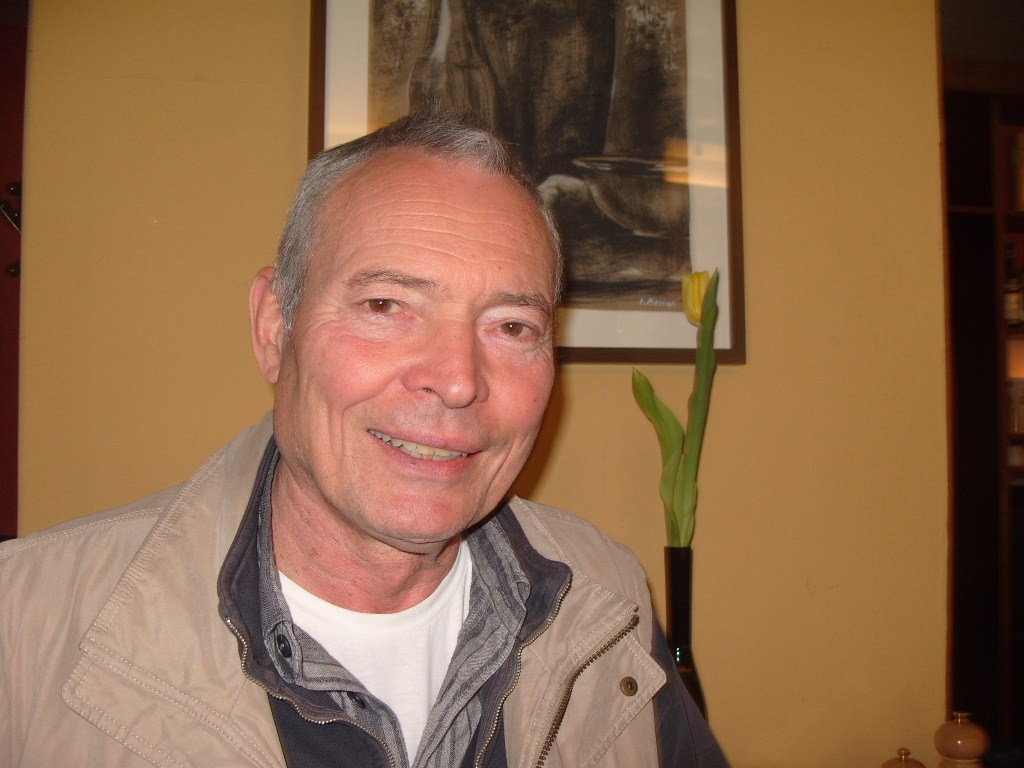
Thomas Danneberg (1942–2023)

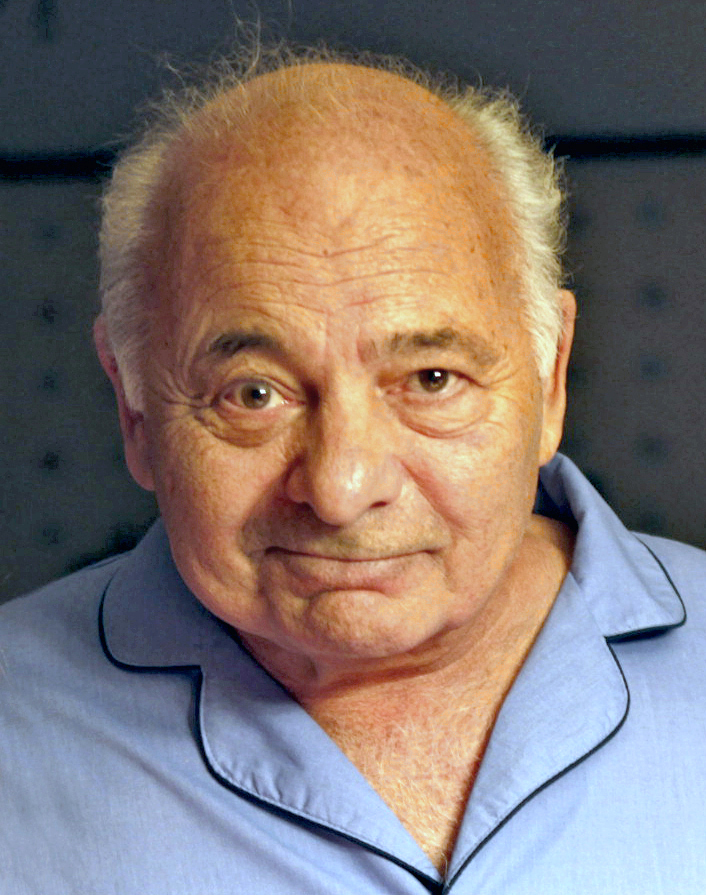
Burt Young (1940–2023)

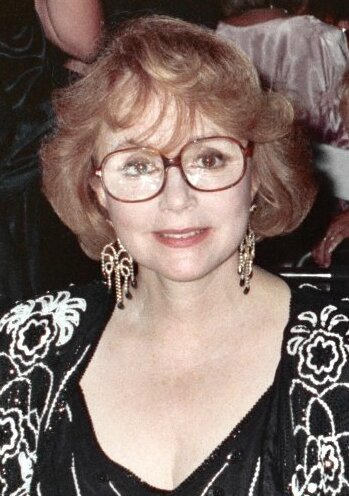
Piper Laurie (1932–2023)

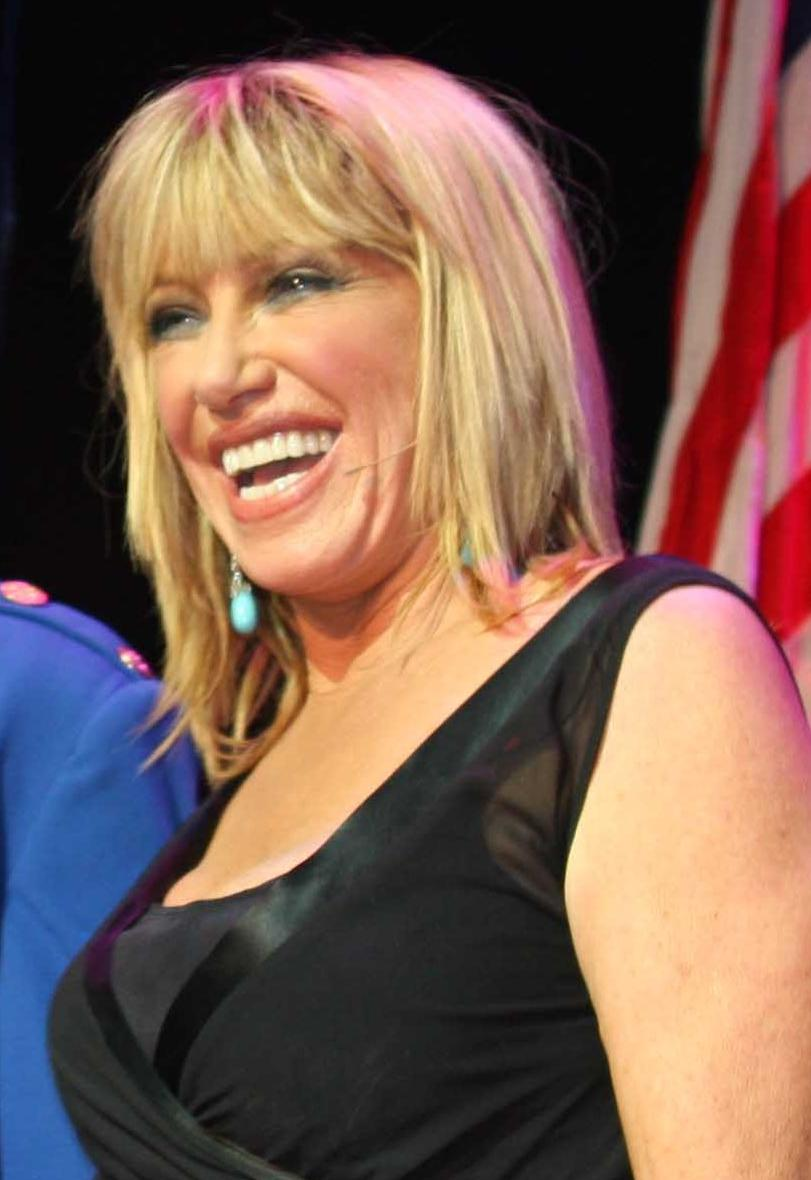
Suzanne Somers (1946–2023)

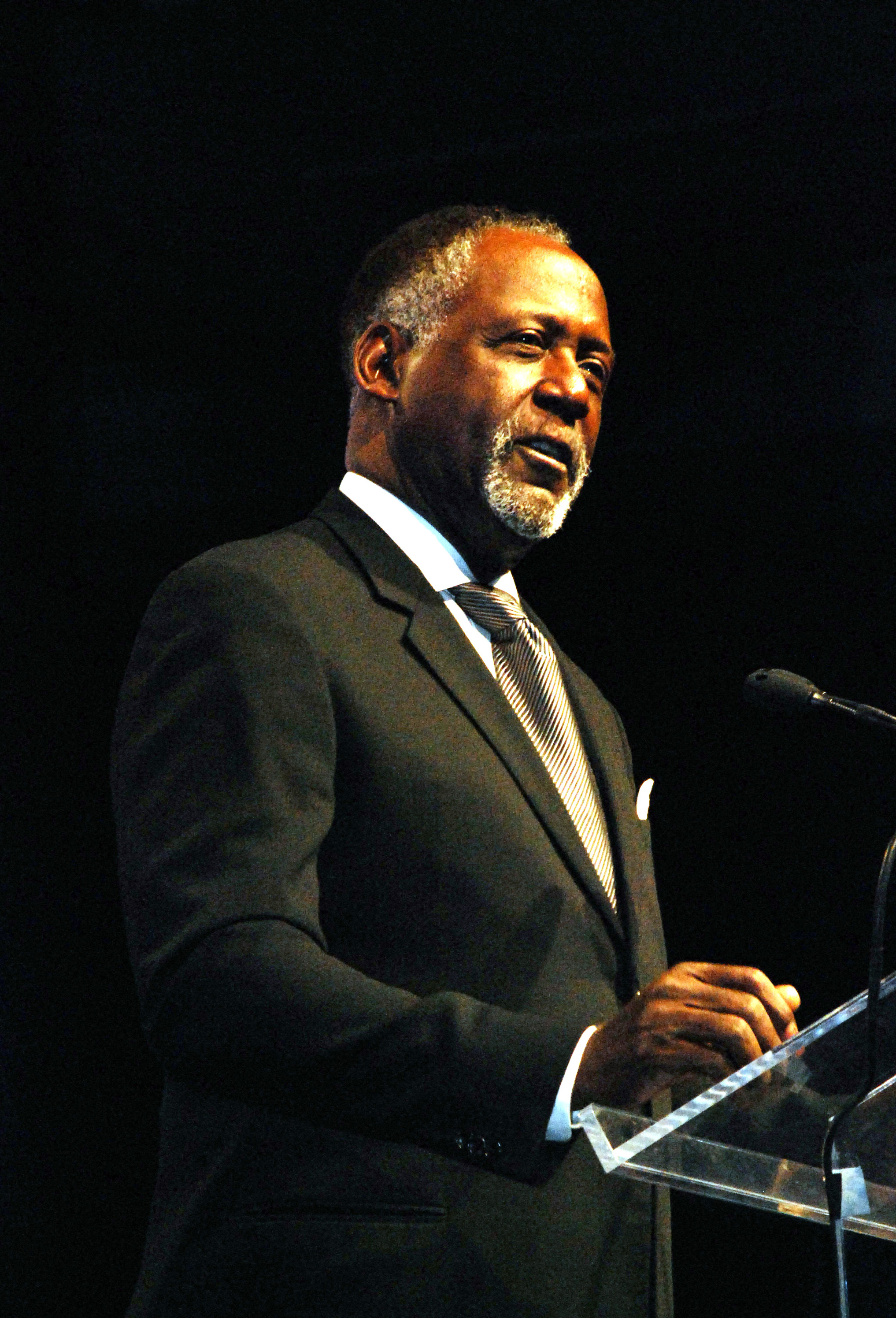
Richard Roundtree (1942–2023)

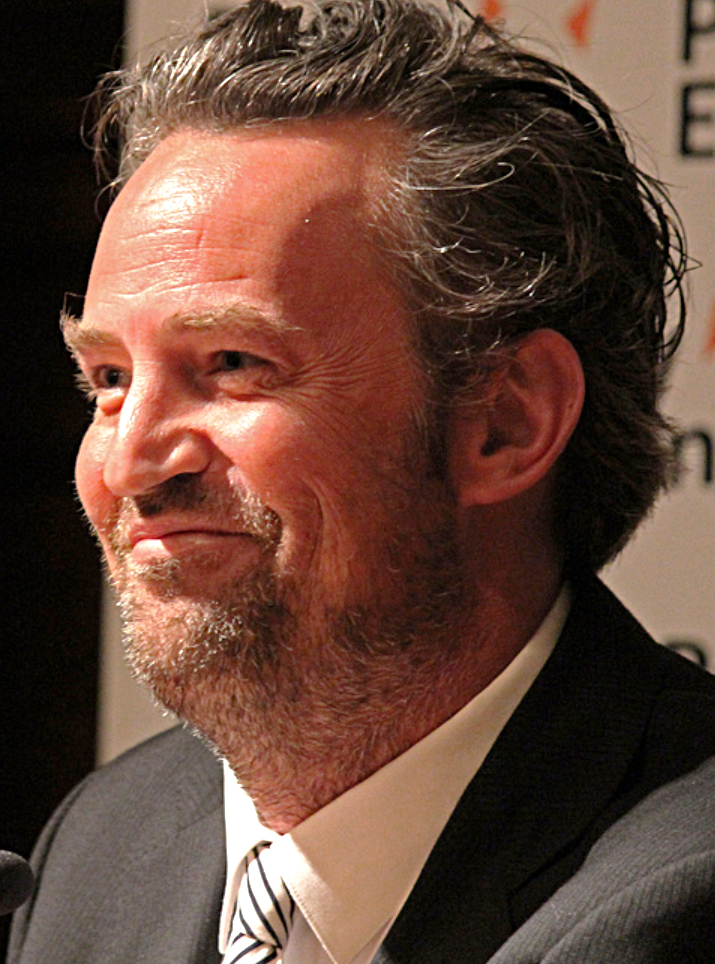
Matthew Perry (1969–2023)

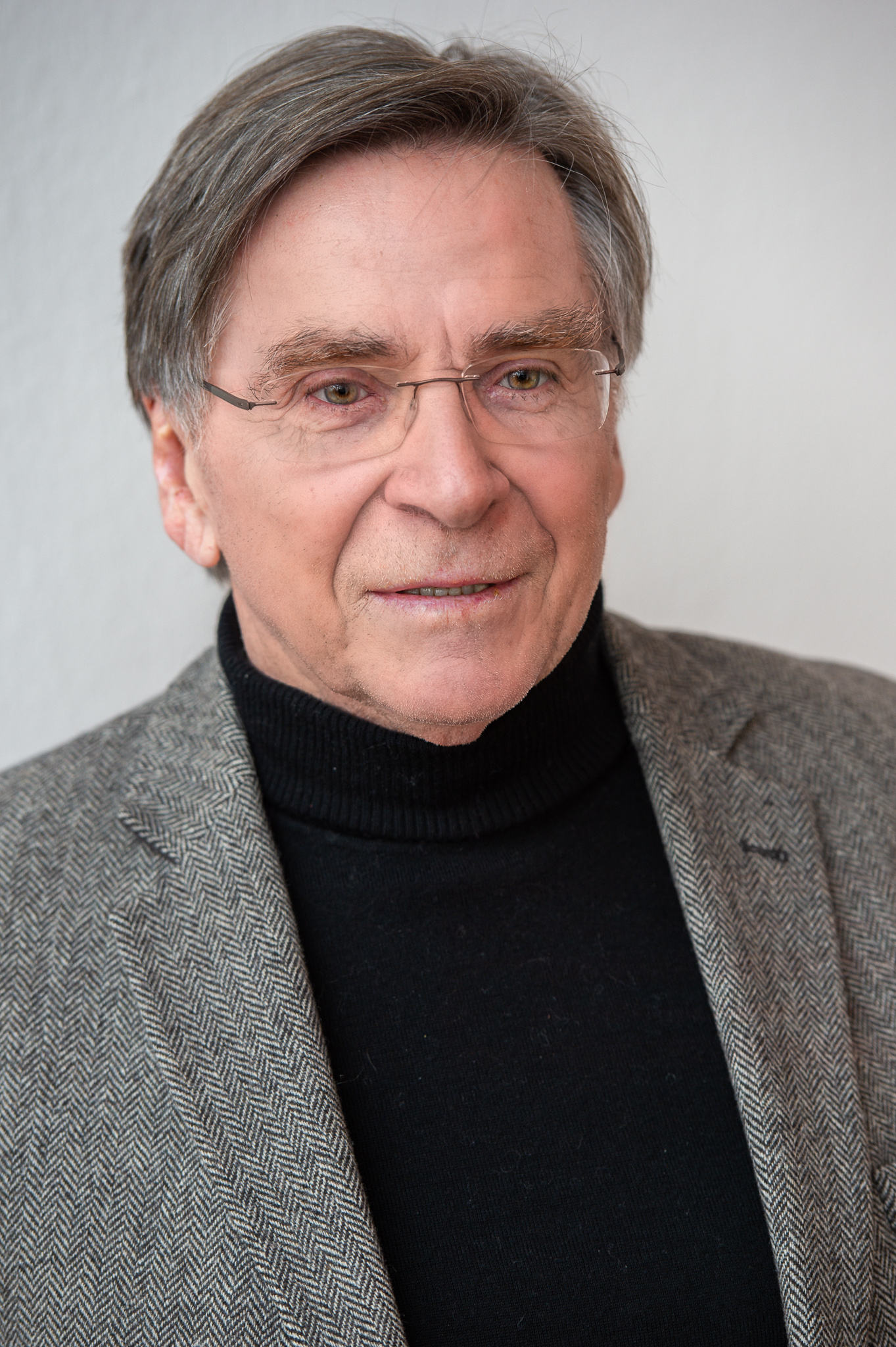
Elmar Wepper (1944–2023)

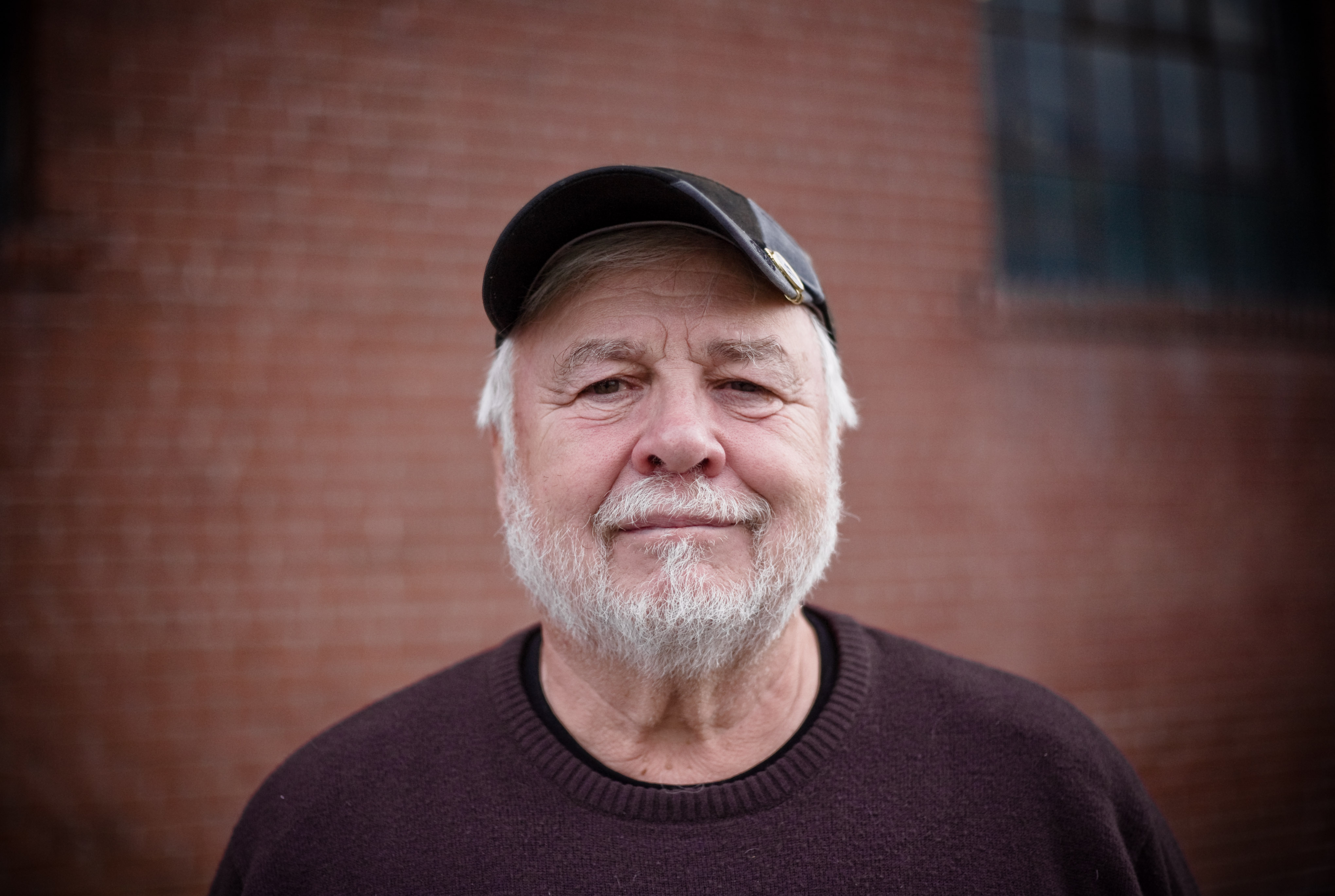
Donald Shebib (1938–2023)

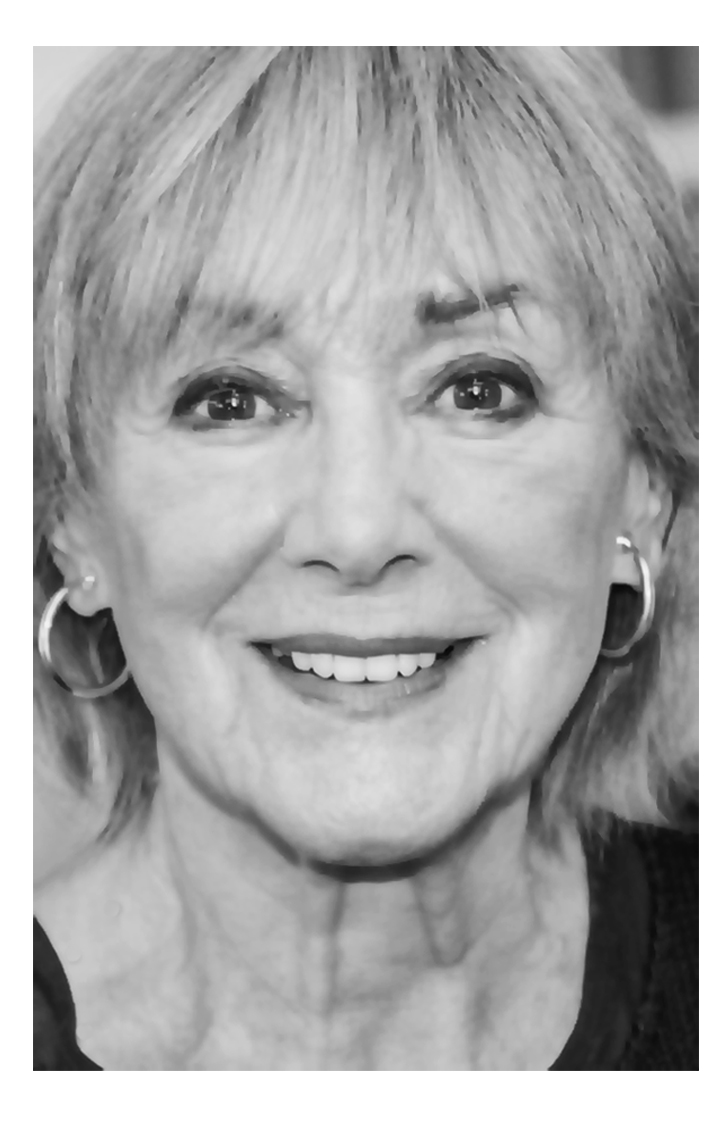
Heidelinde Weis (1940–2023)

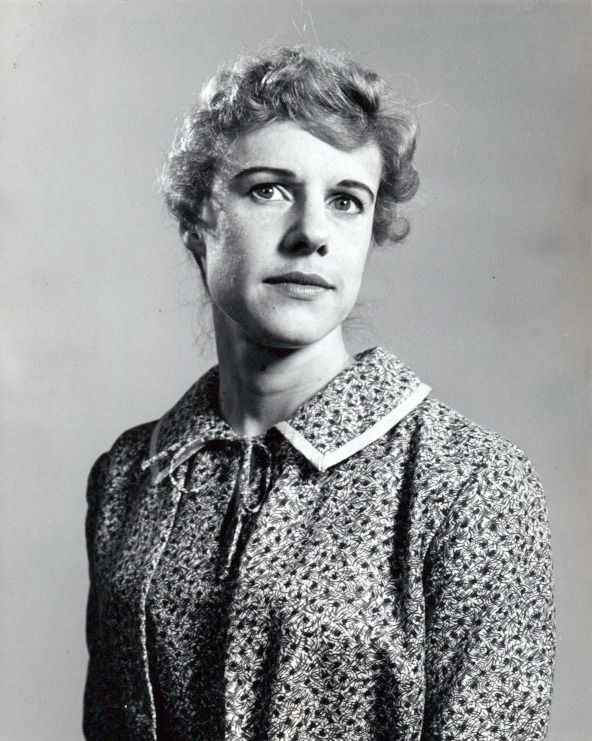
Frances Sternhagen (1930–2023)

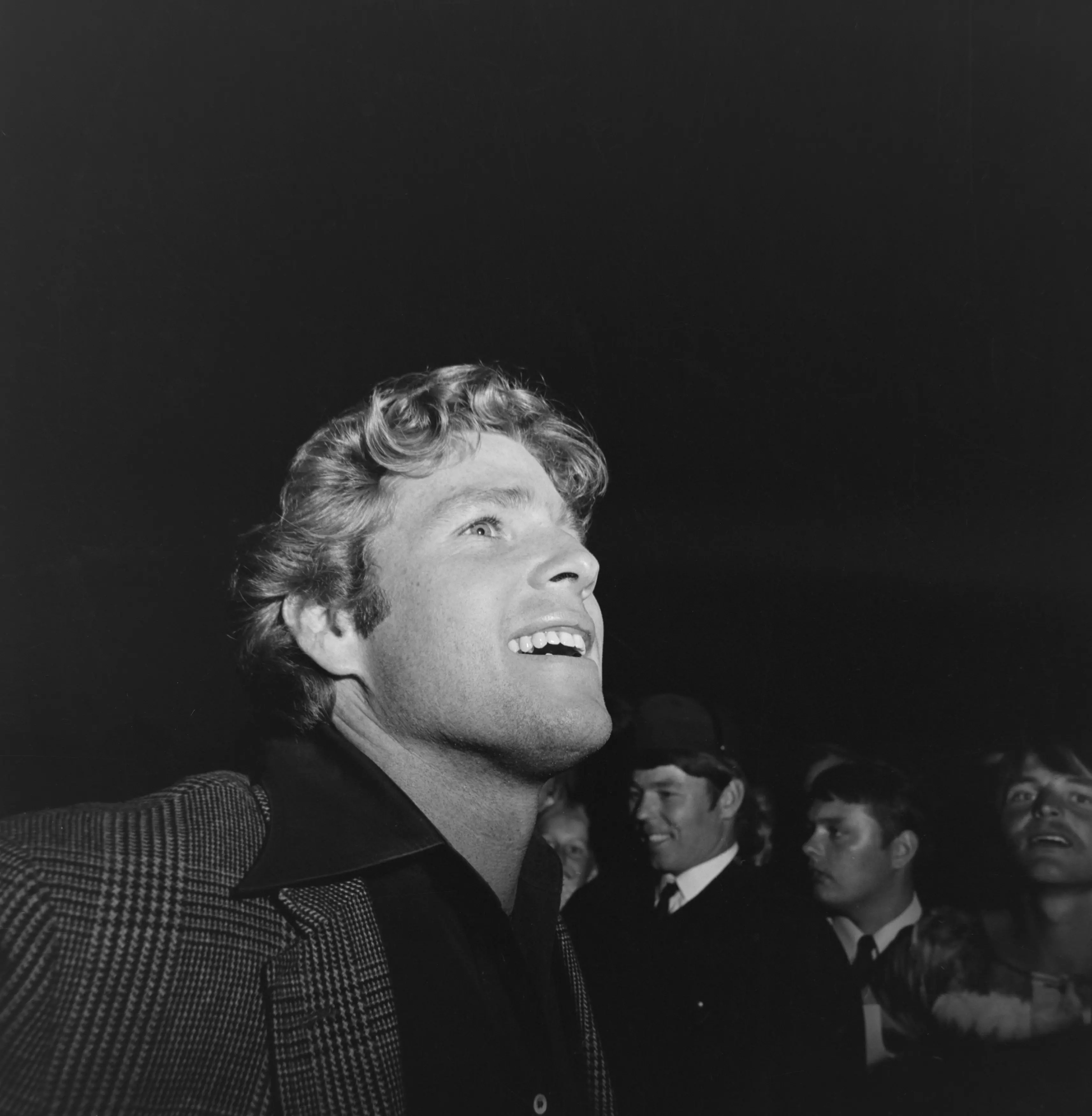
Ryan O’Neal (1941–2023)

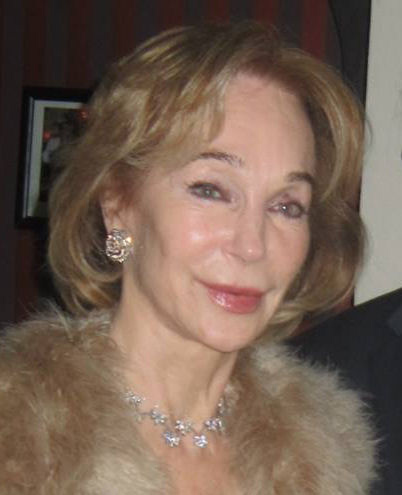
Shirley Anne Field (1938–2023)

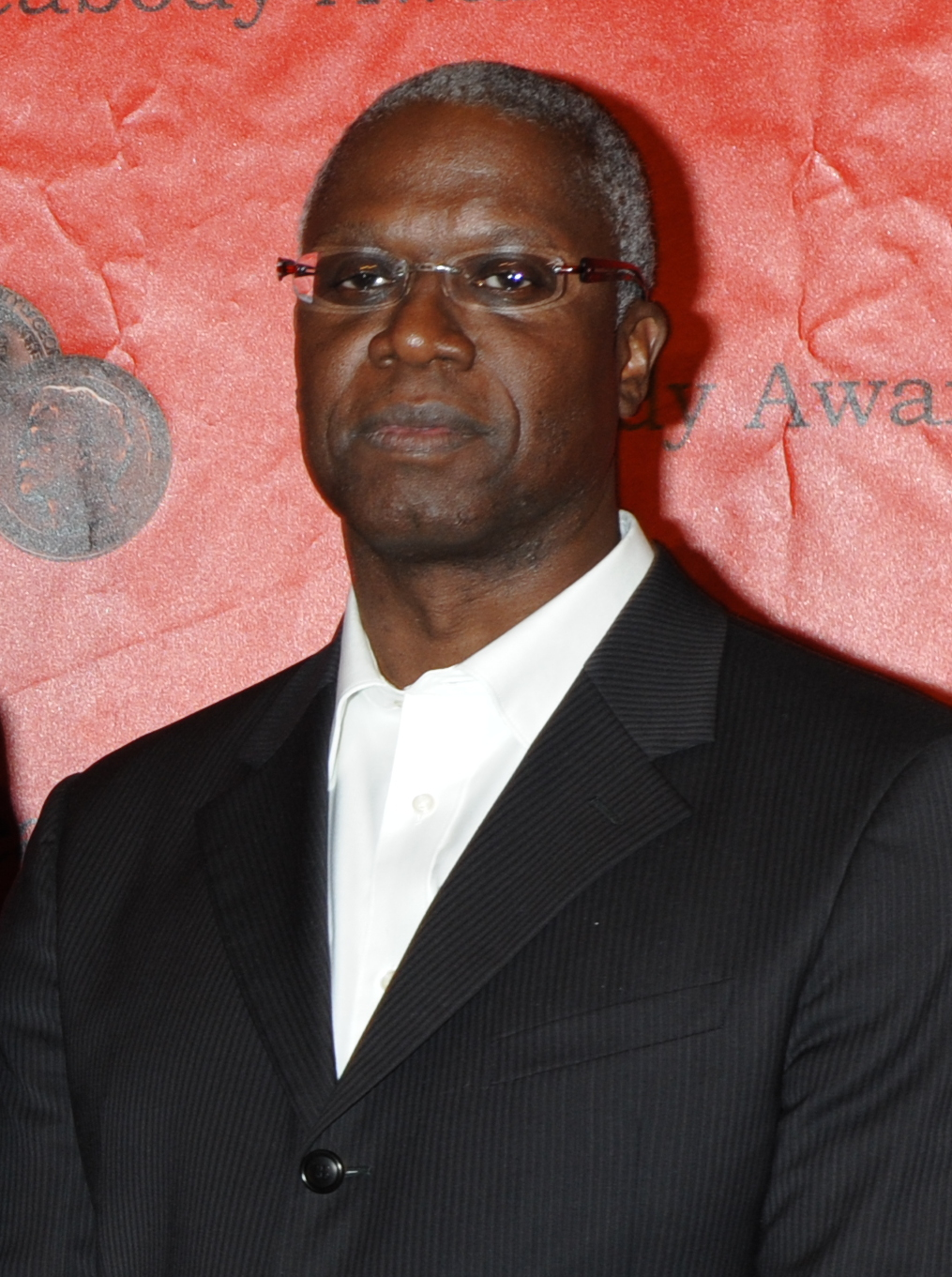
Andre Braugher (1962–2023)

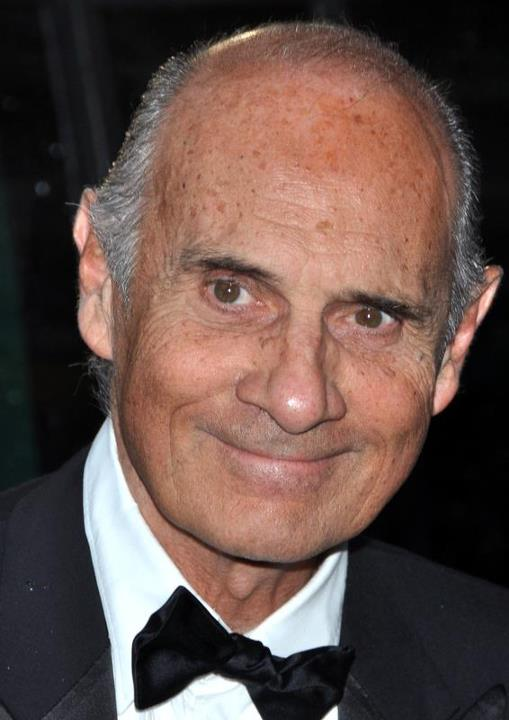
Guy Marchand (1937–2023)

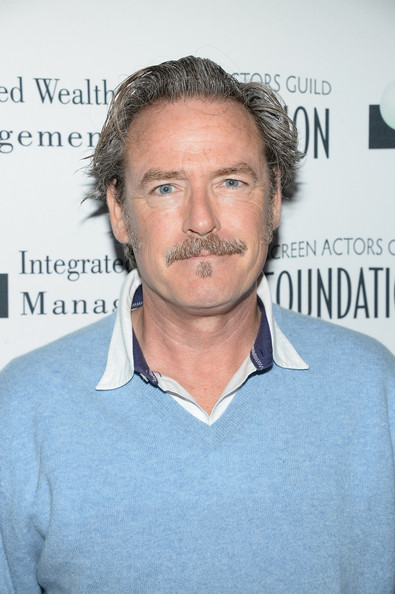
James McCaffrey (1958–2023)

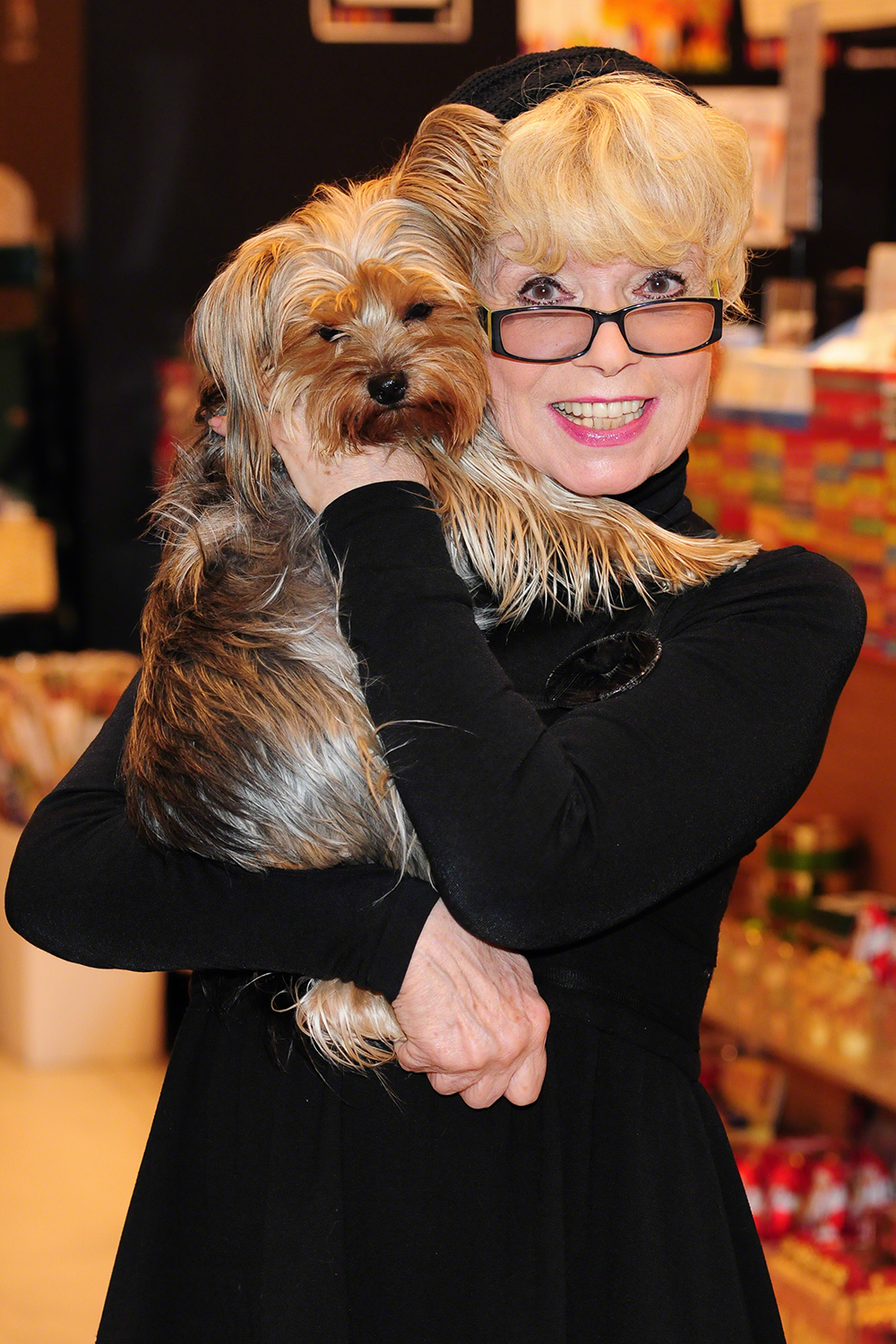
Ingrid Steeger (1947–2023)

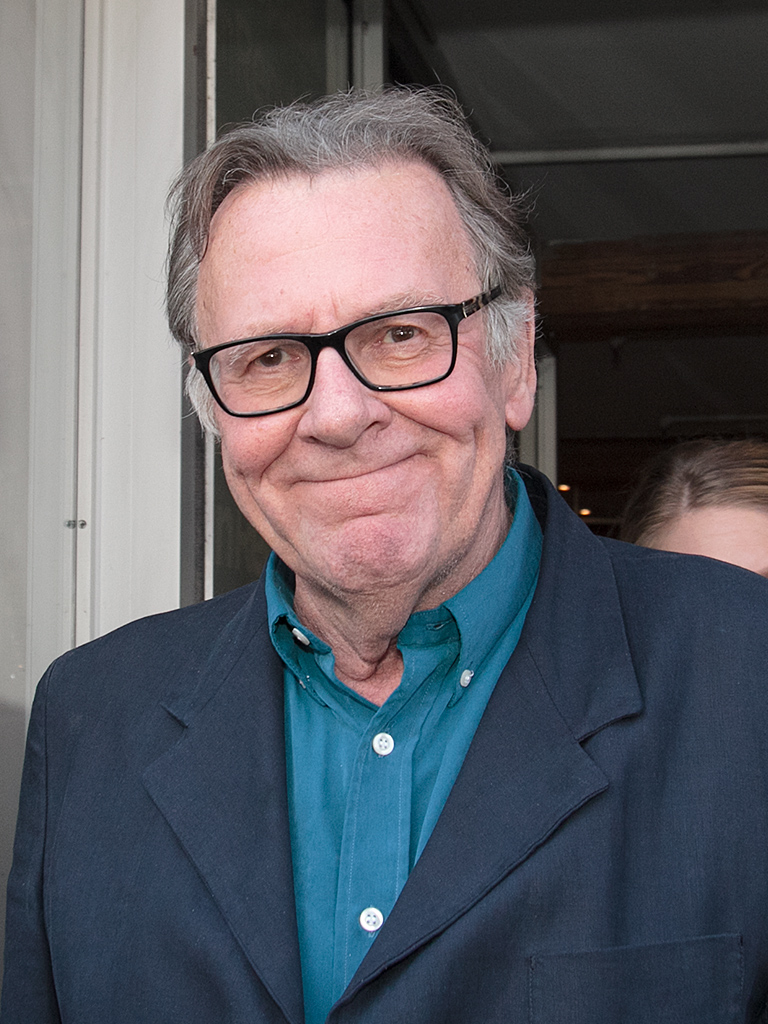
Tom Wilkinson (1948–2023)

### Januar bis März
Januar:
- 01. Januar: Florian Adamski, österreichischer Kabarettist und Schauspieler (* 1971)
- 01. Januar: Lise Nørgaard, dänische Journalistin, Schriftstellerin und Drehbuchautorin (* 1917)
- 01. Januar: Klaus Weiss, deutscher Schauspieler und Hörspielsprecher (* 1944)
- 02. Januar: Frank Galati, US-amerikanischer Theaterregisseur und -schauspieler sowie Drehbuchautor (* 1943)
- 02. Januar: Abderrahim Tounsi, marokkanischer Komiker und Schauspieler (* 1936)
- 03. Januar: Mitică Popescu, rumänischer Schauspieler (* 1936)
- 04. Januar: Fay Weldon, britische Schriftstellerin, Feministin und Drehbuchautorin (* 1931)
- 05. Januar: Egon Biscan, deutscher Volksschauspieler und Regisseur (* 1940)
- 05. Januar: Earl Boen, US-amerikanischer Schauspieler und Synchronsprecher (* 1941)
- 05. Januar: Mike Hill, US-amerikanischer Filmeditor (* 1949)
- 05. Januar: Michael Snow, kanadischer Regisseur, Maler, Bildhauer, Schriftsteller, Fotograf und Musiker (* 1928)
- 06. Januar: Ernst Grissemann, österreichischer Radiomoderator, Journalist und Schauspieler (* 1934)
- 06. Januar: Michael Levin, US-amerikanischer Schauspieler (* 1932)
- 06. Januar: Owen Roizman, US-amerikanischer Kameramann (* 1936)
- 07. Januar: Adam Rich, US-amerikanischer Schauspieler und Kinderdarsteller (* 1968)
- 07. Januar: Dorothy Tristan, US-amerikanische Drehbuchautorin und Schauspielerin (* 1942)
- 06. Januar: Joachim Schweighöfer, deutscher Schauspieler (* 1936)
- 08. Januar: Gian Pietro Calasso, italienischer Theater- und Fernsehregisseur sowie Drehbuchautor (* 1937)
- 08. Januar: Roman Sörgel, deutscher Musiker, Sänger, Schauspieler und Comedian (* 1966)
- 09. Januar: Melinda Dillon, US-amerikanische Schauspielerin (* 1939)
- 09. Januar: Gerry O’Hara, britischer Filmregisseur und Drehbuchautor (* 1924)
- 09. Januar: Jochen Schröder, deutscher Schauspieler und Synchronsprecher (* 1927)
- 10. Januar: Lothar Blumhagen, deutscher Schauspieler und Synchronsprecher (* 1927)
- 11. Januar: Carole Cook, US-amerikanische Schauspielerin (* 1924)
- 11. Januar: Piers Haggard, britischer Regisseur (* 1939)
- 11. Januar: Charles Kimbrough, US-amerikanischer Schauspieler und Synchronsprecher (* 1936)
- 11. Januar: Ben Masters, US-amerikanischer Schauspieler (* 1947)
- 11. Januar: Tatjana Patitz, deutsches Model und Schauspielerin (* 1966)
- 12. Januar: Burhan Çaçan, türkischer Sänger und Schauspieler (* 1960)
- 12. Januar: Ursula Geyer-Hopfe, deutsche Schauspielerin (* 1924)
- 13. Januar: Al Brown, US-amerikanischer Schauspieler (* 1939)
- 14. Januar: Hermann A. Schlögl, deutscher Ägyptologe und Schauspieler (* 1937)
- 14. Januar: Yukihiro Takahashi, japanischer Musiker, Schlagzeuger, Sänger, Musikproduzent und Schauspieler (* 1952)
- 14. Januar: Inna Michailowna Tschurikowa, russische Schauspielerin (* 1943)
- 14. Januar: Brian Tufano, britischer Kameramann (* 1939)
- 15. Januar: Bruce Gowers, britischer Regisseur (* 1940)
- 15. Januar: Wachtang Kikabidse, sowjetischer bzw. georgischer Filmschauspieler, Sänger und Regisseur (* 1938)
- 15. Januar: Heide Kipp, deutsche Schauspielerin (* 1938)
- 16. Januar: Simone Bär, deutsche Castingdirektorin (* 1965)
- 16. Januar: Gina Lollobrigida, italienische Schauspielerin, Fotografin und Bildhauerin (* 1927)
- 17. Januar: Leon Dubinsky, kanadischer Schauspieler, Theaterregisseur, Musiker und Komponist (* 1941)
- 17. Januar: Edward R. Pressman, US-amerikanischer Filmproduzent (* 1943)
- 18. Januar: Donn Cambern, US-amerikanischer Filmeditor (* 1929)
- 18. Januar: Grigori Kanowitsch, litauischer Schriftsteller, Dramatiker, Übersetzer, Drehbuchautor und Regisseur (* 1929)
- 18. Januar: Wolfgang Penk, deutscher Fernsehproduzent (* 1938)
- 18. Januar: Marcel Zanini, französischer Jazzmusiker, Chansonnier und Schauspieler (* 1923)
- 19. Januar: Yoon Jeong-hee, südkoreanische Schauspielerin (* 1944)
- 19. Januar: Werner Riemann, deutscher Schauspieler (* 1934)
- 20. Januar: Jiří Macháně, tschechischer Kameramann (* 1940)
- 21. Januar: Werner Masten, italienischer Filmregisseur und Drehbuchautor (* 1950)
- 22. Januar: Rainer Luhn, deutscher Sänger, Travestiekünstler, Schauspieler, Autor und Regisseur (* 1955)
- 22. Januar: Schanna Plijewa, südossetische Komponistin und Pianistin (* 1948)
- 22. Januar: Geoff Schaaf, US-amerikanischer Filmregisseur, Kameramann und Filmproduzent (* 1946)
- 22. Januar: Hossein Shahabi, iranischer Filmregisseur, Filmproduzent und Drehbuchautor (* 1967)
- 23. Januar: Wolfgang Draeger, deutscher Schauspieler, Synchronsprecher und Hörspielsprecher (* 1928)
- 23. Januar: Walter F. Gelinski, deutscher Fotograf und Kameramann (* 1937)
- 23. Januar: Eugenio Martín, spanischer Regisseur und Drehbuchautor (* 1925)
- 23. Januar: Everett Quinton, US-amerikanischer Theater-, Fernseh- und Filmschauspieler, Regisseur, Dramatiker und Drehbuchautor (* 1951)
- 24. Januar: Lance Kerwin, US-amerikanischer Schauspieler (* 1960)
- 24. Januar: Ludger Schnieder, deutscher Schauspieler und Theaterleiter (* 1955)
- 25. Januar: Cindy Williams, US-amerikanische Schauspielerin (* 1947)
- 27. Januar: Robert Dalva, US-amerikanischer Filmeditor (* 1942)
- 27. Januar: Alfred Leslie, US-amerikanischer Maler, Grafiker und avantgardistischer Filmregisseur (* 1927)
- 27. Januar: David Rimmer, kanadischer Filmregisseur, Experimental-Filmemacher und Fotograf (* 1942)
- 27. Januar: Geriet Schieske, deutscher Regisseur, Schauspieler und Autor (* 1945)
- 27. Januar: Sylvia Syms, britische Schauspielerin (* 1934)
- 28. Januar: Lisa Loring, US-amerikanische Schauspielerin (* 1958)
- 29. Januar: Heddy Lester, niederländische Sängerin und Schauspielerin (* 1950)
- 29. Januar: Gerhard Remus, deutscher Schauspieler (* 1927)
- 29. Januar: George R. Robertson, kanadischer Schauspieler (* 1933)
- 29. Januar: Annie Wersching, US-amerikanische Schauspielerin (* 1977)

Februar:
- 01. Februar: Leonard Pietraszak, polnischer Schauspieler (* 1936)
- 01. Februar: George P. Wilbur, US-amerikanischer Schauspieler und Stuntman (* 1941)
- 02. Februar: Louis Velle, französischer Schauspieler und Drehbuchautor (* 1926)
- 03. Februar: Naďa Urbánková, tschechische Sängerin und Schauspielerin (* 1939)
- 04. Februar: Jürgen Flimm, deutscher Regisseur, Drehbuchautor, Schauspieler, Intendant und Hochschullehrer (* 1941)
- 04. Februar: Dieter Schaad, deutscher Schauspieler (* 1926)
- 04. Februar: Arnold Schulman, US-amerikanischer Dramatiker, Drehbuchautor, Filmproduzent, Songwriter und Schriftsteller (* 1925)
- 05. Februar: Erwin Berner, deutscher Schauspieler (* 1953)
- 07. Februar: Almut Eggert, deutsche Schauspielerin und Synchronsprecherin (* 1937)
- 07. Februar: Gerhard Wolf, deutscher Schriftsteller, Verlagslektor, Verleger und Drehbuchautor (* 1928)
- 08. Februar: Burt Bacharach, US-amerikanischer Pianist, Komponist und Songwriter (* 1928)
- 09. Februar: Marijke Merckens, niederländische Schauspielerin und Pop-Sängerin (* 1940)
- 10. Februar: Hugh Hudson, britischer Filmregisseur (* 1936)
- 10. Februar: Carlos Saura, spanischer Filmregisseur und Drehbuchautor (* 1932)
- 11. Februar: James Flynn, irischer Filmproduzent (* 1965)
- 11. Februar: Austin Majors, US-amerikanischer Schauspieler (* 1995)
- 11. Februar: Donald Spoto, US-amerikanischer Theologe und Filmpersönlichkeiten-Biograf (* 1941)
- 12. Februar: Jörg Evers, deutscher Gitarrist, Bassist, Komponist, Arrangeur und Musikproduzent (* 1950)
- 12. Februar: Evelyn Gutkind-Bienert, deutsche Schauspielerin (* 1950)
- 13. Februar: Guido Basso, kanadischer Jazzmusiker, Arrangeur und Komponist (* 1937)
- 13. Februar: Alain Goraguer, französischer Jazzpianist, Arrangeur und Komponist (* 1931)
- 13. Februar: Zia Mohyeddin, pakistanisch-britischer Schauspieler und Produzent (* 1931)
- 13. Februar: Oliver Wood, britischer Kameramann (* 1950)
- 13. Februar: Héctor Zaraspe, argentinischer Balletttänzer, Choreograph und Ballettlehrer (* 1930)
- 14. Februar: Eleanor Koldofsky, kanadische Musik- und Filmproduzentin und Autorin (* 1920)
- 14. Februar: Friedo Solter, deutscher Schauspieler und Theaterregisseur (* 1932)
- 15. Februar: Raquel Welch, US-amerikanische Schauspielerin (* 1940)
- 16. Februar: Michel Deville, französischer Regisseur und Drehbuchautor (* 1931)
- 16. Februar: Charles Knode, britischer Kostümbildner (* 1942)
- 17. Februar: Jenny Clève, französische Schauspielerin (1930–2023)
- 17. Februar: Gerald Fried, US-amerikanischer Komponist und Musiker (* 1928)
- 17. Februar: Stella Stevens, US-amerikanische Schauspielerin und Model (* 1938)
- 18. Februar: Barbara Bosson, US-amerikanische Schauspielerin (* 1939)
- 18. Februar: George Trumbull Miller, australischer Film- und Fernsehregisseur und Produzent (* 1943)
- 18. Februar: Tom Whitlock, US-amerikanischer Songwriter und Liedtexter (* 1954)
- 19. Februar: Richard Belzer, US-amerikanischer Komiker und Schauspieler (* 1944)
- 19. Februar: Christopher Nupen, südafrikanischer Produzent und Regisseur (* 1934)
- 19. Februar: Jansen Panettiere, US-amerikanischer Schauspieler und Synchronsprecher (* 1994)
- 21. Februar: Nadja Tiller, österreichische Schauspielerin (* 1929)
- 22. Februar: Safi Faye, senegalesische Filmemacherin (* 1943)
- 23. Februar: Birgit Hein, deutsche Filmemacherin, Filmwissenschaftlerin, Performancekünstlerin und Hochschullehrerin (* 1942)
- 24. Februar: Maurizio Costanzo, italienischer Autor, Journalist, Fernsehmoderator sowie Drehbuchautor und Filmregisseur (* 1938)
- 24. Februar: Ed Fury, US-amerikanischer Schauspieler und Model (* 1928)
- 24. Februar: Juraj Jakubisko, slowakischer Filmregisseur, Szenarist und Kameramann (* 1938)
- 24. Februar: Walter Mirisch, US-amerikanischer Filmproduzent (* 1921)
- 24. Februar: Heike Mundzeck, deutsche Journalistin und Drehbuchautorin (* 1938)
- 25. Februar: François Hadji-Lazaro, französischer Schauspieler, Musiker, Sänger und Produzent (* 1956)
- 25. Februar: Gordon Pinsent, kanadischer Schauspieler (* 1930)
- 26. Februar: Julian Christopher, US-amerikanischer Schauspieler (* 1944)
- 27. Februar: Ricou Browning, US-amerikanischer Regisseur, Drehbuchautor, Schauspieler, Filmproduzent, Stuntman und Kameramann (* 1930)
- 27. Februar: Burny Mattinson, US-amerikanischer Animator und Drehbuchautor (* 1935)
- 28. Februar: Tamas Quraschwili, sowjetischer bzw. georgischer Jazzmusiker und Komponist (* 1947)
- 28. Februar: Jay Weston, US-amerikanischer Filmproduzent (* 1929)

März:
- 01. März: Ted Donaldson, US-amerikanischer Schauspieler und Kinderdarsteller (* 1933)
- 01. März: Irma Serrano, mexikanische Musikerin, Schauspielerin, Drehbuchautorin, Filmproduzentin und Politikerin (* 1933)
- 02. März: Michel Jacot, deutscher Schauspieler und Maler (* 1940)
- 02. März: María Onetto, argentinische Schauspielerin (* 1966)
- 03. März: Sara Lane, US-amerikanische Schauspielerin (* 1949)
- 03. März: Tom Sizemore, US-amerikanischer Schauspieler (* 1961)
- 04. März: Heinz Baumann, deutscher Schauspieler (* 1928)
- 04. März: Jacques Boigelot, belgischer Filmregisseur (* 1929)
- 05. März: Sharifa Fadel, ägyptische Sängerin und Schauspielerin (* 1938)
- 05. März: Michael Narloch, deutscher Schauspieler und Synchronsprecher (* 1944)
- 07. März: France Lambiotte, französische Schauspielerin (* 1939)
- 07. März: Lynn Seymour, kanadische Ballerina und Schauspielerin (* 1939)
- 08. März: Marcel Amont, französischer Sänger und Schauspieler (* 1929)
- 08. März: Reimar Johannes Baur, deutscher Schauspieler (* 1928)
- 08. März: Lars-Erik Friberg, schwedischer Schauspieler (* 1950)
- 08. März: Bert I. Gordon, US-amerikanischer Filmregisseur, Filmproduzent und Drehbuchautor (* 1922)
- 08. März: Chaim Topol, israelischer Schauspieler (* 1935)
- 09. März: Robert Blake, US-amerikanischer Schauspieler (* 1933)
- 09. März: Jochen Bludau, deutscher Schauspieler, Bühnenautor und Filmproduzent (* 1941)
- 09. März: Pearry Reginald Teo, singapurischer Filmregisseur, Drehbuchautor und Filmproduzent (* 1978)
- 10. März: Michael Gempart, Schweizer Schauspieler (* 1941)
- 10. März: Gert Gütschow, deutscher Schauspieler (* 1928)
- 10. März: Walter Koch, deutscher Schauspieler (* 1934)
- 11. März: Dave Kamien, US-amerikanischer Jazzmusiker, Dirigent und Komponist (* 1928)
- 12. März: Dragoslav Mihailović, serbischer (vormals jugoslawischer) Schriftsteller, Dramatiker, Drehbuchautor und Essayist (* 1930)
- 16. März: Sharon Acker, kanadische Schauspielerin (* 1935)
- 16. März: Tony Coe, britischer Jazzmusiker und Komponist (* 1934)
- 16. März: Emmanuelle Mottaz, französische Sängerin, Drehbuchautorin und Fotografin (* 1963)
- 17. März: Uwe Jellinek, deutscher Synchronsprecher und Schauspieler (* 1953)
- 17. März: Lance Reddick, US-amerikanischer Schauspieler (* 1962)
- 17. März: Raoul Servais, belgischer Animationskünstler (* 1928)
- 17. März: Laura Valenzuela, spanische Schauspielerin und Fernsehmoderatorin (* 1931)
- 18. März: Joscha Fischer-Antze, deutscher Synchronsprecher (* 1944)
- 20. März: Paul Grant, britischer Schauspieler und Stuntman (* 1966 oder 1967)
- 20. März: Michael Reaves, US-amerikanischer Drehbuchautor und Romanautor (* 1950)
- 21. März: Jacques Haitkin, US-amerikanischer Kameramann (* 1950)
- 21. März: Francesco Maselli, italienischer Regisseur und Drehbuchautor, auch Dokumentarfilmer (* 1930)
- 21. März: Peter Werner, US-amerikanischer Regisseur (* 1947)
- 23. März: Marion Game, französische Schauspielerin (* 1938)
- 23. März: Harald Neuwirth, österreichischer Jazzpianist und Komponist (* 1939)
- 24. März: Christopher Gunning, britischer Komponist (* 1944)
- 24. März: George McDaniel, US-amerikanischer Schauspieler (* 1942)
- 27. März: Max Hardcore, US-amerikanischer Pornodarsteller, -regisseur und -produzent (* 1956)
- 27. März: Stephanie Heckner, deutsche Film- und Fernsehproduzentin und Redakteurin (* 1962)
- 28. März: Robert Gallinowski, deutscher Schauspieler, Hörspielsprecher, Maler und Lyriker (* 1988)
- 28. März: Paul O’Grady, britischer Schauspieler, Fernsehmoderator und Komiker (* 1955)
- 28. März: Ryūichi Sakamoto, japanischer Komponist, Pianist, Produzent und Schauspieler (* 1952)
- 30. März: Gedeon Kovács, ungarisch-deutscher Regisseur (* 1931)
- 30. März: Johan Leysen, flämischer Schauspieler (* 1950)
- 30. März: Elemér Ragályi, ungarischer Kameramann (* 1939)

### April bis Juni
April:
- 01. April: Dario Campeotto, dänischer Sänger, Schauspieler und Entertainer (* 1939)
- 01. April: Christo Schiwkow, bulgarischer Schauspieler (* 1975)
- 03. April: Nico Cirasola, italienischer Regisseur, Drehbuchautor, Produzent und Schauspieler (* 1951)
- 03. April: David Finfer, US-amerikanischer Editor (* 1942)
- 04. April: Andrés García, dominikanischer Schauspieler (* 1941)
- 04. April: Maria Sebaldt, deutsche Schauspielerin und Synchronsprecherin (* 1930)
- 04. April: Sven Walser, deutscher Schauspieler (* 1963)
- 05. April: Bill Butler, US-amerikanischer Kameramann (* 1921)
- 06. April: Paul Cattermole, britischer Sänger und Schauspieler (* 1977)
- 06. April: Ingvar Hirdwall, schwedischer Schauspieler (* 1934)
- 06. April: Norman Reynolds, britischer Filmarchitekt (* 1934)
- 06. April: Taeko Tomioka, japanische Dichterin, Schriftstellerin, Kritikerin, sowie Drehbuchautorin (* 1935)
- 07. April: Hannelore Bollmann, deutsche Filmschauspielerin (* 1925)
- 07. April: Marie-Claire Olivia, Schweizer Schauspielerin (* 1931)
- 08. April: Elizabeth Hubbard, US-amerikanische Schauspielerin (* 1933)
- 08. April: Michael Lerner, US-amerikanischer Schauspieler (* 1941)
- 08. April: Elke Peters, deutsche Filmproduzentin (* 1945)
- 08. April: Hallbjørn Rønning, norwegischer Schauspieler (* 1950)
- 09. April: Julián Figueroa, mexikanischer Singer-Songwriter, Musiker und Schauspieler (* 1995)
- 09. April: George Meyer-Goll, deutscher Schauspieler und Musiker (* 1949)
- 09. April: Richard Ng, chinesischer Schauspieler (* 1939)
- 10. April: Peter Brand, deutscher Kameramann (* 1937)
- 11. April: Lotti Krekel, deutsche Schauspielerin und Sängerin (* 1941)
- 11. April: Jim McManus, britischer Schauspieler (* 1940)
- 11. April: Stanislaw Michailowitsch Mitin, russischer Regisseur und Drehbuchautor (* 1950)
- 13. April: Fred Gehler, deutscher Filmkritiker und Filmpublizist (* 1937)
- 14. April: Dominik Bender, deutscher Schauspieler und Fotograf (* 1957)
- 14. April: Murray Melvin, britischer Schauspieler (* 1932)
- 15. April: Barbara Baum, deutsche Kostümbildnerin (* 1944)
- 20. April: Dieter Magnus, deutscher Filmemacher, Umweltkünstler und Filmregisseur (* 1937)
- 20. April: John Wright, US-amerikanischer Filmeditor (* 1943)
- 21. April: Kate Saunders, britische Schriftstellerin, Schauspielerin und Journalistin (* 1960)
- 22. April: Karin Gregorek, deutsche Schauspielerin und Theaterregisseurin (* 1941)
- 22. April: Barry Humphries, australischer Komiker, Satiriker und Schauspieler (* 1934)
- 22. April: Alexei Alexejewitsch Murawljow, sowjetischer bzw. russischer Komponist (* 1924)
- 25. April: Frank Agrama, ägyptischer Film- und Fernsehproduzent sowie Filmregisseur (* 1930)
- 25. April: Harry Belafonte, US-amerikanischer Sänger, Schauspieler und Entertainer (* 1927)
- 26. April: Fumio Demura, japanischer Kampfkünstler und Kampfkunst-Trainer, sowie Filmdarsteller und Stuntman (* 1938)
- 26. April: Cilia van Dijk, niederländische Filmproduzentin (* 1941)
- 27. April: Jan Aust, deutscher Schauspieler, Theaterregisseur und -intendant (* 1941)
- 27. April: Giovanni Lombardo Radice, italienischer Schauspieler und Drehbuchautor (* 1954)
- 28. April: Peter Lilienthal, deutscher Regisseur und Drehbuchautor (* 1927)
- 29. April: Holger Perfort, dänischer Schauspieler (* 1925)
- 29. April: Don Sebesky, US-amerikanischer Jazzmusiker, Arrangeur und Komponist (* 1937)

Mai:
- 02. Mai: Heidy Forster, schweizerisch-deutsche Schauspielerin (* 1931)
- 03. Mai: Alessandro D’Alatri, italienischer Filmregisseur und Drehbuchautor (* 1955)
- 04. Mai: Annemarie Wernicke, deutsche Schauspielerin (* 1925)
- 05. Mai: Peter Weis, deutscher Schauspieler, Synchronsprecher, Hörspielsprecher und Hörbuchinterpret (* 1938)
- 07. Mai: Soňa Červená, tschechische Opernsängerin und Schauspielerin (* 1925)
- 07. Mai: Hans Kieseier, deutscher Schauspieler und Regisseur (* 1962)
- 07. Mai: William Kisum, dänischer Schauspieler (* 1931)
- 07. Mai: Filippo Ottoni, italienischer Drehbuchautor und Film- sowie Synchronregisseur (* 1938)
- 07. Mai: Peter Zeindler, Schweizer Journalist, Schriftsteller und Drehbuchautor (* 1934)
- 10. Mai: Enrico Oldoini, italienischer Drehbuchautor und Filmregisseur (* 1946)
- 10. Mai: Jacklyn Zeman, US-amerikanische Schauspielerin (* 1953)
- 11. Mai: Kenneth Anger, US-amerikanischer Avantgarde-Filmemacher und Autor (* 1927)
- 11. Mai: Barry Newman, US-amerikanischer Schauspieler (* 1930)
- 14. Mai: John Refoua, US-amerikanischer Filmeditor (* 1960 oder 1964)
- 15. Mai: Sharon Farrell, US-amerikanische Schauspielerin (* 1940)
- 15. Mai: Klaus Feldmann, deutscher Journalist, Gelegenheitsschauspieler und Autor (* 1936)
- 15. Mai: Helmut Kircher, deutscher Schauspieler, Theaterregisseur, Journalist und Musikkritiker (* 1939)
- 17. Mai: Dvora Kedar, israelische Schauspielerin (* 1924)
- 17. Mai: Horst Dieter Sievers, deutscher Schauspieler (* 1928)
- 18. Mai: Helmut Berger, österreichischer Schauspieler (* 1944)
- 18. Mai: Jim Brown, US-amerikanischer Footballspieler und Schauspieler (* 1936)
- 18. Mai: Giorgio Ferrara, italienischer Regisseur (* 1947)
- 18. Mai: Philippe Drogoz, französischer Komponist (* 1937)
- 20. Mai: Epi Schlüsselberger, österreichische Grafikerin und Kostümbildnerin (* 1926)
- 21. Mai: Ed Ames, US-amerikanischer Sänger und Schauspieler (* 1927)
- 21. Mai: Lew Palter, US-amerikanischer Schauspieler (* 1928)
- 21. Mai: Ray Stevenson, britischer Schauspieler (* 1964)
- 24. Mai: Rolf Karrer-Kharberg, deutscher Autor, Regisseur, Fotograf, Dialogbuchautor und -regisseur (* 1938)
- 24. Mai: George Maharis, US-amerikanischer Schauspieler, Sänger und Maler (* 1928)
- 24. Mai: Tina Turner, US-amerikanische Sängerin und Schauspielerin (* 1939)
- 25. Mai: Glenn Farr, US-amerikanischer Filmeditor (* 1946)
- 25. Mai: Stefan Nilsson, schwedischer Komponist und Pianist (* 1955)
- 26. Mai: Luo Jingmin, chinesischer Schauspieler (* 1956)
- 26. Mai: Xaõ Seffcheque, österreichischer Musiker und Drehbuchautor (* 1956)
- 28. Mai: Isa Barzizza, italienische Schauspielerin (* 1929)
- 29. Mai: Michel Côté, kanadischer Schauspieler (* 1950)
- 29. Mai: Peter Simonischek, österreichischer Schauspieler (* 1946)
- 30. Mai: John Beasley, US-amerikanischer Schauspieler (* 1943)
- 30. Mai: Bodo Scriba, deutscher Jurist, Filmproduzent und Unternehmer (* 1939)
- 31. Mai: Patricia Dainton, britische Schauspielerin (* 1930)

Juni:
- 01. Juni: Mike Batayeh, US-amerikanischer Schauspieler und Komiker (* 1970)
- 01. Juni: Margit Carstensen, deutsche Schauspielerin (* 1940)
- 01. Juni: Pedro Messone, chilenischer Sänger und Schauspieler (* 1934)
- 02. Juni: Jacques Rozier, französischer Regisseur und Drehbuchautor (* 1926)
- 02. Juni: Kaija Saariaho, finnische Komponistin (* 1952)
- 02. Juni: Sabine Scholze, deutsche Dramaturgin für Animationsfilme (* 1944)
- 03. Juni: Paul Geoffrey, britisch-US-amerikanischer Schauspieler (* 1955)
- 06. Juni: Pat Cooper, US-amerikanischer Schauspieler und Komiker (* 1929)
- 06. Juni: Noreen Nash, US-amerikanische Schauspielerin (* 1924)
- 06. Juni: Harry Täschner, deutscher Schauspieler (* 1946)
- 07. Juni: Arnim Halter, Schweizer Schauspieler und Regisseur (* 1948)
- 07. Juni: Irma Capece Minutolo, italienische Opernsängerin und Filmschauspielerin (* 1935)
- 07. Juni: Alfred Noell, deutscher Autor, Journalist und Fernsehregisseur (* 1933)
- 08. Juni: Maria Peschek, deutsche Kabarettistin, Schauspielerin und Bühnenautorin (* 1953)
- 09. Juni: Peter Schreiner, österreichischer Regisseur, Drehbuchautor und Kameramann (* 1957)
- 10. Juni: Yannis Markopoulos, kretisch-griechischer Komponist und Sänger (* 1939)
- 11. Juni: Rob Young, kanadischer Tonmeister (* um 1946)
- 12. Juni: Carol Higgins Clark, US-amerikanische Krimiautorin und Schauspielerin (* 1956)
- 12. Juni: Francesco Nuti, italienischer Schauspieler, Filmregisseur, Drehbuchautor und Filmproduzent (* 1955)
- 12. Juni: Treat Williams, US-amerikanischer Schauspieler (* 1951)
- 13. Juni: Cormac McCarthy, US-amerikanischer Schriftsteller und Drehbuchautor (* 1933)
- 14. Juni: Hans-Joachim Hanisch, deutscher Schauspieler und Synchronsprecher (* 1928)
- 15. Juni: Glenda Jackson, britische Schauspielerin und Politikerin (* 1936)
- 16. Juni: Bernd Schroeder, deutscher Schriftsteller und Drehbuchautor (* 1944)
- 16. Juni: Paxton Whitehead, britischer Schauspieler und Theaterregisseur (* 1937)
- 18. Juni: Evamaria Bath, deutsche Schauspielerin (* 1929)
- 18. Juni: Hans Helmut Prinzler, deutscher Filmwissenschaftler und Autor (* 1938)
- 21. Juni: Kirsten Hansen-Møller, dänische Schauspielerin (* 1942)
- 21. Juni: Christa Maerker, deutsche Journalistin, Filmkritikerin, Dokumentarfilm-, Drehbuch- und Hörspielautorin (* 1941)
- 21. Juni: Søren Rode, dänischer Schauspieler (* 1935)
- 22. Juni: John Deyle, US-amerikanischer Schauspieler (* 1954)
- 23. Juni: Margia Dean, US-amerikanische Schauspielerin und Filmproduzentin (* 1922)
- 23. Juni: Frederic Forrest, US-amerikanischer Schauspieler (* 1936)
- 23. Juni: Troels II Munk, dänischer Schauspieler (* 1944)
- 23. Juni: Betta St. John, US-amerikanische Schauspielerin, Sängerin und Tänzerin (* 1929)
- 24. Juni: Dodie Heath, US-amerikanische Filmschauspielerin (* 1926)
- 24. Juni: Paul de Senneville, französischer Komponist und Musikproduzent (* 1933)
- 24. Juni: Dean Smith, US-amerikanischer Sportler und Schauspieler (* 1932)
- 26. Juni: Nicolas Coster, britisch-US-amerikanischer Schauspieler (* 1934)
- 27. Juni: Carmen Sevilla, spanische Schauspielerin und Sängerin (* 1930)
- 28. Juni: Julia Gschnitzer, österreichische Schauspielerin (* 1931)
- 29. Juni: Alan Arkin, US-amerikanischer Schauspieler, Sänger und Regisseur (* 1934)
- 29. Juni: Charles T. Knight, US-amerikanischer Tonmeister (* 1931)
- 29. Juni: Angel Wagenstein, bulgarischer Romancier, Drehbuchautor und Dokumentarfilmer (* 1922)
- 29. Juni: Anita Wood, US-amerikanische Rundfunk-Moderatorin, Schauspielerin und Sängerin (* 1938)
- 30. Juni: Judi Farr, australische Schauspielerin (* 1938)
- 30. Juni: Laird Koenig, US-amerikanischer Schriftsteller und Drehbuchautor (* 1927)
- 30. Juni: Thomas M. Meinhardt, deutscher Schauspieler, Sprecher und Dozent (* 1966)

### Juli bis September
Juli:
- 01. Juli: Lawrence Turman, US-amerikanischer Produzent (* 1926)
- 02. Juli: Rudolf Zehetgruber, österreichischer Schauspieler, Regisseur, Drehbuchautor und Filmproduzent (* 1926)
- 03. Juli: Theo Mezger, deutscher Drehbuchautor und Regisseur (* 1923)
- 04. Juli: Horst Hiemer, deutscher Schauspieler (* 1933)
- 06. Juli: Jeffrey Carlson, US-amerikanischer Schauspieler und Sänger (* 1975)
- 06. Juli: Ellinor Jensen, deutsche Schauspielerin (* 1929)
- 06. Juli: Nives Kramberger, deutsch-slowenische Schauspielerin, Chansonsängerin, Autorin und Logopädin (* 1965)
- 06. Juli: Peter Nero, US-amerikanischer Pianist, Dirigent und Komponist (* 1934)
- 08. Juli: Özkan Uğur, türkischer Schauspieler und Musiker (* 1953)
- 09. Juli: Manny Coto, US-amerikanischer Drehbuchautor, Filmregisseur und Fernsehproduzent (* 1961)
- 09. Juli: Rosemarie Wohlbauer, deutsche Schauspielerin, Synchron- und Hörspielsprecherin (* 1937 oder 1939)
- 11. Juli: Horst Fuchs, deutscher Teleshopping-Moderator (* 1946)
- 11. Juli: Otto Hahn, deutscher Tier- und Naturfilmer und Kameramann (* 1935)
- 11. Juli: Milan Kundera, tschechisch-französischer Schriftsteller und Drehbuchautor (* 1929)
- 13. Juli: Josephine Chaplin, US-amerikanische Schauspielerin (* 1949)
- 13. Juli: Carlin Glynn, US-amerikanische Schauspielerin (* 1940)
- 14. Juli: Nick Benedict, US-amerikanischer Maler, Musiker und Schauspieler (* 1946)
- 15. Juli: Leonard Retel Helmrich, niederländisch-indonesischer Regisseur und Dokumentarfilmer (* 1959)
- 15. Juli: Thomas Plenert, deutscher Kameramann (* 1951)
- 15. Juli: Tanju Tuncel, türkische Schauspielerin (* 1940)
- 16. Juli: Jane Birkin, englisch-französische Schauspielerin und Sängerin (* 1946)
- 16. Juli: Ian Emes, britischer Animator und Regisseur (* 1949)
- 16. Juli: Bibiana Zeller, österreichische Schauspielerin (* 1928)
- 16. Juli: Christian Quadflieg, deutscher Schauspieler, Regisseur und Rezitator (* 1945)
- 17. Juli: Linda Haynes, US-amerikanische Schauspielerin (* 1947)
- 17. Juli: Sue Marx, US-amerikanische Produzentin und Regisseurin (* 1930)
- 19. Juli: Lajos Balázsovits, ungarischer Schauspieler (* 1946)
- 19. Juli: Mark Thomas, britischer Komponist (* 1956)
- 20. Juli: Heide Breitel, deutsche Filmeditorin, Drehbuchautorin, Regisseurin, Filmproduzentin und Dozentin (* 1941)
- 20. Juli: Romain Winding, französischer Kameramann (* 1951)
- 21. Juli: Tony Bennett, US-amerikanischer Jazzsänger und Entertainer (* 1926)
- 21. Juli: Juliette Mayniel, französische Schauspielerin (* 1936)
- 22. Juli: Lelia Goldoni, US-amerikanische Schauspielerin (* 1936)
- 23. Juli: Inga Swenson, US-amerikanische Schauspielerin (* 1932)
- 25. Juli: Julian Barry, US-amerikanischer Schriftsteller und Drehbuchautor (* 1930)
- 25. Juli: Bo Goldman, US-amerikanischer Drehbuchautor (* 1932)
- 25. Juli: Christoph Theusner, deutscher Musiker, Komponist und Schauspieler (* 1948)
- 27. Juli: Stevie B-Zet, deutscher Keyboarder, Komponist und Produzent (* 1960)
- 27. Juli: Renatus Scheibe, deutscher Schauspieler und Komponist (* 1965)
- 28. Juli: Jim Parker, britischer Komponist (* 1934)
- 29. Juli: Marc Gilpin, US-amerikanischer Schauspieler (* 1966)
- 30. Juli: Paul Reubens, US-amerikanischer Schauspieler, Komiker und Designer (* 1952)
- 31. Juli: Angus Cloud, US-amerikanischer Schauspieler (* 1998)
- 31. Juli: Sophie Fillières, französische Regisseurin und Drehbuchautorin (* 1964)
- 31. Juli: Inga Landgré, schwedische Schauspielerin (* 1927)
- 31. Juli: Anders Stenmo, schwedisch-österreichischer Drehbuchautor, Musiker und Pantomime (* 1956)

August:
- 02. August: Tom Kempinski, britischer Dramatiker und Filmschauspieler (* 1938)
- 03. August: Carl Davis, US-amerikanisch-britischer Komponist und Dirigent (* 1936)
- 03. August: Mark Margolis, US-amerikanischer Schauspieler (* 1939)
- 03. August: Gilles Perrault, französischer Journalist, Romancier und Drehbuchautor (* 1931)
- 04. August: Walter Charles, US-amerikanischer Schauspieler (* 1945)
- 04. August: Jango Edwards, US-amerikanischer Clown und Comedian (* 1950)
- 05. August: Arthur Schmidt, US-amerikanischer Filmeditor (* 1937)
- 07. August: William Friedkin, US-amerikanischer Regisseur, Drehbuchautor und Produzent (* 1935)
- 07. August: Margit Saad, deutsche Schauspielerin und Regisseurin (* 1929)
- 09. August: Ita Ever, estnische Schauspielerin (* 1931)
- 09. August: Robert Swan, US-amerikanischer Schauspieler (* 1944)
- 10. August: Antonella Lualdi, italienische Schauspielerin (* 1931)
- 11. August: Uta Emmer, deutsche Schauspielerin und ehemalige Theaterleiterin (* 1937)
- 11. August: Tom Jones, US-amerikanischer Musical-Texter und Drehbuchautor (* 1928)
- 11. August: Darren Kent, britischer Schauspieler (* 1987)
- 13. August: Clarence Avant, US-amerikanischer Musikmanager, Geschäftsmann und Filmproduzent (* 1931)
- 13. August: Patricia Bredin, britische Sängerin, Schauspielerin und Buchautorin (* 1935)
- 15. August: Ursula Cantieni, schweizerisch-deutsche Schauspielerin (* 1947)
- 15. August: Léa Garcia, brasilianische Schauspielerin (* 1933)
- 15. August: Hans Kratzert, deutscher Filmregisseur und Drehbuchautor (* 1940)
- 16. August: Jürgen Kluckert, deutscher Schauspieler und Hörspiel- und Synchronsprecher (* 1943)
- 17. August: Klaus Lochthove, deutscher Schauspieler und Synchronsprecher (* 1953)
- 18. August: Nancy Frangione, US-amerikanische Schauspielerin (* 1953)
- 19. August: Wolfram Heicking, deutscher Komponist, Musikwissenschaftler und Hochschullehrer (* 1927)
- 19. August: Ron Cephas Jones, US-amerikanischer Schauspieler (* 1957)
- 19. August: Frans Sjöström, schwedischer Jazzmusiker und Komponist (* 1944)
- 19. August: Nizō Yamamoto, japanischer künstlerischer Leiter, Hintergrundzeichner und Regisseur (* 1953)
- 20. August: Rosemarie Heinikel, deutsche Schauspielerin, Sängerin und Autorin (* 1946)
- 21. August: Elizabeth Hoffman, US-amerikanische Schauspielerin (* 1926)
- 21. August: Jörg Schmidt-Reitwein, deutscher Kameramann (* 1939)
- 22. August: Nicolas Gessner, Schweizer Filmregisseur und Drehbuchautor (* 1931)
- 22. August: Ebrahim Golestan, iranischer Filmregisseur, Drehbuchautor, Filmproduzent und Schriftsteller (* 1922)
- 22. August: Daniel Hopsicker, US-amerikanischer Fernsehproduzent, Buchautor und Dokumentarfilmer (* 1951)
- 22. August: Manfred Zetzsche, deutscher Schauspieler (* 1930)
- 23. August: Terry Funk, US-amerikanischer Wrestler und Gelegenheitsschauspieler (* 1944)
- 23. August: Hersha Parady, US-amerikanische Schauspielerin (* 1945)
- 25. August: Rüdiger Bahr, deutscher Schauspieler und Synchronsprecher (* 1939)
- 25. August: Claus Boje, deutscher Produzent (* 1958)
- 26. August: Gleb Anatoljewitsch Panfilow, russischer Regisseur (* 1934)
- 26. August: Dieter Witting, deutsch-österreichischer Schauspieler und Hörspielsprecher (* 1943)
- 27. August: Éléonore Faucher, französische Regisseurin und Drehbuchautorin (* 1973)
- 27. August: Eddie Skoller, dänischer Schauspieler, Singer-Songwriter, Komiker und Theaterleiter (* 1944)
- 28. August: Roger Van Hool, belgischer Schauspieler (* 1940)
- 29. August: Nancy Buirski, US-amerikanische Fotografin, Dokumentarfilmerin und Kuratorin (* 1945)
- 29. August: Hans Schulze, deutscher Schauspieler (* 1930)
- 29. August: Ünal Silver, deutsch-türkischer Schauspieler (* 1948)
- 31. August: Gayle Hunnicutt, US-amerikanische Schauspielerin (* 1943)

September:
- 01. September: Bill Malley, Szenenbildner und Artdirector (* 1934)
- 03. September: Claus Helmer, österreichischer Schauspieler, Regisseur und Theaterdirektor (* 1944)
- 04. September: Patricia McNulty, US-amerikanische Schauspielerin (* 1942)
- 06. September: Giuliano Montaldo, italienischer Filmregisseur (* 1930)
- 07. September: Attila Endre Láng, österreichisch-ungarischer Theaterwissenschaftler, Dramaturg und Regisseur (* 1947)
- 07. September: Judith Rothenborg, dänische Schauspielerin (* 1949)
- 08. September: Mária Tiboldi, ungarische Operettensängerin und Schauspielerin (* 1939)
- 08. September: Bent Warburg, dänischer Schauspieler und Musiker (* 1939)
- 09. September: Peter McKenzie, neuseeländischer Schauspieler (* 1943)
- 14. September: Michael McGrath, US-amerikanischer Schauspieler und Sänger (* 1957)
- 14. September: Rudolf Schneider-Manns Au, österreichischer Bühnenbildner und Innenarchitekt (* 1935)
- 15. September: Franco Migliacci, italienischer Liedtexter, Musikproduzent und Schauspieler sowie Illustrator (* 1930)
- 15. September: Christopher Miles, britischer Filmregisseur, Filmproduzent und Drehbuchautor (* 1939)
- 15. September: Billy Miller, US-amerikanischer Schauspieler (* 1979)
- 15. September: Vanessa Show, argentinische Filmschauspielerin und Model (* 1950)
- 16. September: Gita Mehta, indische Autorin und Fernsehproduzentin (* 1943)
- 17. September: Emily Banks, US-amerikanische Schauspielerin (* 1933)
- 18. September: Byeon Hee-bong, südkoreanischer Schauspieler (* 1942)
- 19. September: Felice Farina, italienischer Schauspieler, Drehbuchautor und Filmregisseur (* 1954)
- 20. September: Elaine Devry, US-amerikanische Schauspielerin (* 1930)
- 21. September: Luise Deschauer, deutsche Schauspielerin (* 1938)
- 22. September: Bernard Toublanc-Michel, französischer Regisseur (* 1927)
- 22. September: Mike Travis, britischer Jazz- und Rockmusiker und Schauspieler (* 1951)
- 23. September: Dieter Hufschmidt, deutscher Schauspieler, Theaterregisseur, Hörspielsprecher und Rezitator (* 1935)
- 25. September: Ingeborg Cornelius, österreichische Schauspielerin (* 1930)
- 25. September: David McCallum, britischer Schauspieler, Musiker und Komponist (* 1933)
- 27. September: Soumendu Roy, indischer Kameramann (* 1933)
- 27. September: Monika Strauch, österreichische Schauspielerin (* 1941)
- 28. September: Michael Gambon, irisch-britischer Schauspieler (* 1940)
- 29. September: Manfred Richter, deutscher Schriftsteller, Drehbuchautor und Dramaturg (* 1929)
- 30. September: Khaled Khalifa, syrischer Drehbuchautor (* 1964)
- 30. September: Thomas Danneberg, deutscher Schauspieler, Synchronsprecher, Synchronregisseur und Dialogbuchautor (* 1942)

### Oktober bis Dezember
Oktober:
- 05. Oktober: Otmar Richter, deutscher Schauspieler (* 1938)
- 07. Oktober: Terence Davies, britischer Regisseur, Drehbuchautor und Schauspieler (* 1945)
- 07. Oktober: Kurt Mayer, österreichischer Produzent, Regisseur und Drehbuchautor (* 1951)
- 08. Oktober: Burt Young, US-amerikanischer Schauspieler (* 1940)
- 09. Oktober: Anthony Hickox, britischer Regisseur, Schauspieler und Drehbuchautor (* 1959)
- 09. Oktober: Dietrich Kerky, deutscher Schauspieler (* 1930)
- 09. Oktober: Henri Serre, französischer Schauspieler (* 1931)
- 09. Oktober: Erik Veldre, deutscher Schauspieler (* 1932)
- 10. Oktober: Herbert Adler, deutscher Schauspieler und Regisseur (* 1935)
- 10. Oktober: Jeff Burr, US-amerikanischer Regisseur und Schauspieler (* 1963)
- 10. Oktober: Robert von Dassanowsky, US-amerikanischer Filmhistoriker und -produzent (* 1960)
- 10. Oktober: Mark Goddard, US-amerikanischer Schauspieler (* 1936)
- 10. Oktober: Corinne Pulver, Schweizer Journalistin, Dokumentarfilmerin und Buchautorin (* 1927)
- 11. Oktober: Phyllis Coates, US-amerikanische Schauspielerin (* 1927)
- 12. Oktober: Lara Parker, US-amerikanische Schauspielerin (* 1938)
- 14. Oktober: Piper Laurie, US-amerikanische Schauspielerin (* 1932)
- 14. Oktober: Dariush Mehrjui, iranischer Regisseur und Dokumentarfilmer (* 1939)
- 15. Oktober: Joanna Merlin, US-amerikanische Schauspielerin, Casting-Regisseurin und Schauspiellehrerin (* 1931)
- 15. Oktober: Suzanne Somers, US-amerikanische Schauspielerin und Autorin (* 1946)
- 16. Oktober: Jesús Guzmán, spanischer Schauspieler (* 1926)
- 16. Oktober: Steven Weisberg, US-amerikanischer Filmeditor (* 1955)
- 17. Oktober: Carla Bley, US-amerikanische Jazz-Musikerin und Komponistin (* 1936)
- 18. Oktober: Osvaldo Desideri, italienischer Artdirector und Szenenbildner (* 1939)
- 18. Oktober: Claudia Gerstäcker, österreichische Schauspielerin (* 1936)
- 20. Oktober: Haydn Gwynne, britische Schauspielerin (* 1957)
- 21. Oktober: Joan Evans, US-amerikanische Schauspielerin (* 1934)
- 23. Oktober: Bill Kenwright, britischer Theaterproduzent und Filmproduzent (* 1945)
- 23. Oktober: Lutz Riemann, deutscher Schauspieler, Journalist und Autor (* 1940)
- 24. Oktober: Richard Roundtree, US-amerikanischer Schauspieler (* 1942)
- 25. Oktober: Hans Mosesson, schwedischer Schauspieler, Regisseur und Musiker (* 1962)
- 25. Oktober: Carole Piguet, Schweizer Schauspielerin (* 1944)
- 26. Oktober: Richard Moll, US-amerikanischer Schauspieler (* 1943)
- 26. Oktober: Judy Nugent, US-amerikanische Schauspielerin (* 1940)
- 27. Oktober: Anne Heywood, britische Schauspielerin (* 1932)
- 27. Oktober: Krikor Melikyan, deutscher Schauspieler und Synchronsprecher (* 1924)
- 27. Oktober: Brandon Smith, US-amerikanischer Schauspieler und Regisseur (* 1952)
- 28. Oktober: Matthew Perry, US-amerikanisch-kanadischer Schauspieler (* 1969)
- 30. Oktober: Horst Dieter Sihler, österreichischer Filmkritiker, Programmkinoleiter, Schriftsteller und Lyriker (* 1938)
- 31. Oktober: Tyler Christopher, US-amerikanischer Schauspieler (* 1972)
- 31. Oktober: Erika Runge, deutsche Schriftstellerin und Regisseurin (* 1939)
- 31. Oktober: Elmar Wepper, deutscher Schauspieler und Synchronsprecher (* 1944)

November:
- 01. November: Peter White, US-amerikanischer Schauspieler (* 1937)
- 03. November: Robert Butler, US-amerikanischer Regisseur und Filmproduzent (* 1927)
- 04. November: Christian Lehmann, deutscher Kameramann (* 1934)
- 05. November: Evan Ellingson, US-amerikanischer Schauspieler (* 1988)
- 05. November: Donald Shebib, kanadischer Filmregisseur (* 1938)
- 06. November: Janet Landgard, US-amerikanische Schauspielerin (* 1947)
- 06. November: Eva Mezger-Haefeli, Schweizer Programmsprecherin, Schauspielerin und Fernsehmoderatorin (* 1934)
- 07. November: Klaus Gendries, deutscher Regisseur und Schauspieler (* 1930)
- 08. November: Rainer Erler, deutscher Schriftsteller, Regisseur und Filmproduzent (* 1933)
- 08. November: Hannelore Kramm, österreichische Schlagersängerin und Schauspielerin (* 1942)
- 09. November: Jørgen Reenberg, dänischer Schauspieler (* 1927)
- 10. November: John Bailey, US-amerikanischer Kameramann und Filmregisseur (* 1942)
- 10. November: Spiros Focás, griechischer Schauspieler (* 1937)
- 10. November: Johnny Ruffo, australischer Popsänger, Tänzer und Schauspieler (* 1988)
- 10. November: Gabriele Kotte, deutsche Drehbuchautorin und Dramaturgin (* 1949)
- 12. November: Ingo Baerow, deutscher Schauspieler und Synchronsprecher (* 1931)
- 12. November: Inge Trisch, deutsche Fernsehautorin und Redakteurin (* 1934)
- 12. November: Kevin Turen, US-amerikanischer Filmproduzent (* 1979)
- 14. November: Christiane Pearce-Blumhoff, deutsche Schauspielerin (* 1942)
- 14. November: Uta Schmidt, deutsche Filmeditorin (* 1965)
- 17. November: Eva-Maria Kurz, deutsche Diplom-Psychologin, Schauspielerin sowie Hörspiel- und Hörbuchsprecherin (* 1944)
- 17. November: Suzanne Shepherd, US-amerikanische Schauspielerin, Regisseurin und Schauspiellehrerin (* 1942)
- 18. November: Wolfgang F. Henschel, deutscher Regisseur und Drehbuchautor (* 1943)
- 18. November: Fredrik Ohlsson, schwedischer Schauspieler (* 1931)
- 19. November: Joss Ackland, britischer Schauspieler (* 1928)
- 19. November: Ursula Birr, deutsche Schauspielerin und Synchronsprecherin (* 1932)
- 19. November: Anna Kanakis, italienische Schauspielerin und Politikerin (* 1962)
- 20. November: Zdena Hadrbolcová, tschechische Schauspielerin (* 1937)
- 21. November: Bettina Moissi, deutsche Schauspielerin (* 1923)
- 21. November: Cæcilia Holbek Trier, dänische Schauspielerin, Regisseurin und Drehbuchautorin (* 1953)
- 22. November: Corinna Genest, deutsche Schauspielerin (* 1938)
- 23. November: Rona Hartner, rumänische Schauspielerin, Sängerin, Komponistin und Texterin (* 1973)
- 24. November: Elliot Silverstein, US-amerikanischer Regisseur und Filmproduzent (* 1927)
- 24. November: Heidelinde Weis, österreichisch-deutsche Schauspielerin, Regisseurin und Sängerin (* 1940)
- 24. November: Bodo Wolf, deutscher Schauspieler, Synchron-, Hörspiel- und Hörbuchsprecher (* 1944)
- 25. November: Aldo Lado, italienischer Filmregisseur, Drehbuchautor und Filmproduzent (* 1934)
- 27. November: Victor J. Kemper, US-amerikanischer Kameramann (* 1927)
- 27. November: Frances Sternhagen, US-amerikanische Schauspielerin (* 1930)
- 28. November: Patrick Elias, Schweizer Schauspieler, Sprecher, Synchronsprecher, Regisseur und Schauspieldozent (* 1966)
- 29. November: Taichi Yamada, japanischer Schriftsteller und Drehbuchautor (* 1934)

Dezember:
- 01. Dezember: Brigit Forsyth, britische Schauspielerin (* 1940)
- 01. Dezember: Charles Officer, kanadischer Schauspieler, Regisseur und Drehbuchautor (* 1975)
- 02. Dezember: Ernst Goldschmidt, deutscher Filmproduzent und Manager (* 1931)
- 02. Dezember: Helmut Siderits, österreichischer Schauspieler, Theaterregisseur und Theaterleiter (* 1939)
- 02. Dezember: Concha Velasco, spanische Schauspielerin, Tänzerin, Sängerin und Fernsehmoderatorin (* 1938)
- 03. Dezember: David McKnight, US-amerikanischer Schauspieler (* 1936)
- 04. Dezember: Peter R. Adam, deutscher Filmeditor (* 1957)
- 05. Dezember: Vojislav Govedarica, serbisch-US-amerikanischer Schauspieler und Bodyguard (* 1940)
- 05. Dezember: Norman Lear, US-amerikanischer Drehbuchautor und Produzent (* 1922)
- 05. Dezember: Sabi Dorr, israelischer Schauspieler (* 1943)
- 06. Dezember: Andy Hallwaxx, österreichischer Schauspieler, Theaterregisseur und Theaterautor (* 1967)
- 06. Dezember: Jack Hogan, US-amerikanischer Schauspieler (* 1929)
- 06. Dezember: Gigi Herr, deutsche Schauspielerin (* 1942)
- 06. Dezember: Ellen Holly, US-amerikanische Schauspielerin (* 1931)
- 06. Dezember: Marisa Pavan, italienische Schauspielerin (* 1932)
- 08. Dezember: Itziar Castro, spanische Schauspielerin, Filmproduzentin und Regisseurin (* 1977)
- 08. Dezember: Norbert Kentrup, deutscher Schauspieler, Theaterregisseur und Theaterleiter (* 1949)
- 08. Dezember: Ryan O’Neal, US-amerikanischer Schauspieler (* 1941)
- 09. Dezember: Ladislav Županič, tschechischer Schauspieler und Synchronsprecher (* 1943)
- 10. Dezember: Shirley Anne Field, britische Schauspielerin (* 1936)
- 11. Dezember: Andre Braugher, US-amerikanischer Schauspieler (* 1962)
- 11. Dezember: Camden Toy, US-amerikanischer Schauspieler (* 1955)
- 13. Dezember: Wolfgang Glück, österreichischer Film-, Theater- und Opernregisseur und Drehbuchautor (* 1929)
- 14. Dezember: Rüdiger Wolff, deutscher Schauspieler, Moderator sowie Sänger, Komponist und Texter (* 1946)
- 15. Dezember: Steve Halliwell, britischer Schauspieler (* 1946)
- 15. Dezember: Guy Marchand, französischer Schauspieler, Jazz-Klarinettist und Sänger (* 1937)
- 16. Dezember: Carlos Lyra, brasilianischer Musiker (Sänger, Gitarrist und Komponist) (* 1933)
- 17. Dezember: Norma Barzman, US-amerikanische Drehbuchautorin (* 1920)
- 17. Dezember: Otar Iosseliani, georgisch-französischer Filmregisseur (* 1934)
- 17. Dezember: Stefan Lichter, deutscher Fernsehproduzent, Autor und Journalist (* 1957)
- 17. Dezember: Regine Lutz, Schweizer Schauspielerin (* 1928)
- 17. Dezember: James McCaffrey, US-amerikanischer Schauspieler (* um 1960)
- 18. Dezember: Fernando Dela Vega, deutscher Fernsehdarsteller (* 1970)
- 18. Dezember: Gitta Nickel, deutsche Filmemacherin (* 1936)
- 19. Dezember: Peter Friedrichson, deutscher Schauspieler und Unternehmer (* 1946)
- 20. Dezember: Gaston Häni, Schweizer Schauspieler und Clowndarsteller (* 1951)
- 20. Dezember: Torben Ulrich, dänischer Schriftsteller, Musiker, Filmemacher und Tennisspieler (* 1928)
- 21. Dezember: Carmen Barros, chilenische Sängerin, Schauspielerin und Komponistin (* 1925)
- 21. Dezember: Attik Kargar, deutscher Schauspieler, Cartoonist und Autor (* 1969)
- 22. Dezember: Frank Cassenti, französischer Filmschaffender (* 1945)
- 22. Dezember: Sajid Khan, indischer Schauspieler und Sänger (* 1951)
- 22. Dezember: Ingrid Steeger, deutsche Kabarettistin, Schauspielerin und Sängerin (* 1947)
- 23. Dezember: Michael Friis, dänischer Bassgitarrist, Komponist, Produzent, Orchesterleiter und Schauspieler (* 1950)
- 23. Dezember: Lynn Loring, US-amerikanische Kinderdarstellerin, Schauspielerin und Filmproduzentin (* 1943)
- 23. Dezember: Mike Nussbaum, US-amerikanischer Schauspieler (* 1923)
- 23. Dezember: Richard Romanus, US-amerikanischer Schauspieler, Drehbuchautor und Filmproduzent (* 1943)
- 23. Dezember: Paul Weibel, Schweizer Schauspieler, Hörspielsprecher, Theatermacher und Regisseur (* 1943)
- 24. Dezember: Casey Kramer, US-amerikanische Schauspielerin (* 1955)
- 24. Dezember: David Leland, britischer Filmregisseur, Drehbuchautor und Schauspieler (* 1947)
- 24. Dezember: Kamar de los Reyes, US-amerikanischer Schauspieler (* 1967)
- 24. Dezember: Renate Sami, deutsche Filmemacherin (* 1935)
- 25. Dezember: Richard Franklin, britischer Schauspieler und Politiker (* 1936)
- 25. Dezember: Tom Priestley, britischer Filmeditor und Soundeditor (* 1932)
- 26. Dezember: Elsa Lystad, norwegische Schauspielerin und Komikerin (* 1930)
- 27. Dezember: Johannes Honsell, deutsch-österreichischer Regisseur, Filmemacher und Dokumentarfilmer (* 1978)
- 27. Dezember: Lee Sun-kyun, südkoreanischer Schauspieler (* 1975)
- 28. Dezember: Herman Raucher, US-amerikanischer Schriftsteller und Drehbuchautor (* 1928)
- 28. Dezember: Kurt Wagner, deutscher Drehbuchautor und Schauspieler (* 1953)
- 29. Dezember: Gisela Zoch-Westphal, deutsche Schauspielerin und Rezitatorin (* 1930)
- 30. Dezember: Cindy Morgan, US-amerikanische Schauspielerin, Synchronsprecherin und Filmproduzentin (* 1954)
- 30. Dezember: John Pilger, australischer Journalist, Schriftsteller und Dokumentarfilmer (* 1939)
- 30. Dezember: Tom Wilkinson, britischer Schauspieler (* 1948)
- 31. Dezember: Oscar Quitak, britischer Schauspieler (* 1926)

### Genaues Todesdatum unbekannt
- vor oder am 4. Januar: Miiko Taka, US-amerikanische Schauspielerin (* 1925)
- ≥ 13. Januar/Leichnam identifiziert Ende Juni: Julian Sands, britischer Schauspieler (* 1958)
- vor oder am 8. Februar: Cody Longo, US-amerikanischer Schauspieler (* 1988)
- vor oder am 20. Mai: Ari Boulogne, französischer Schauspieler, Fotograf und Autor (* 1962)
- vor oder am 30. Mai: Boris Lukanow, bulgarischer Schauspieler (* 1936)
- vor oder am 9. Oktober: Allan C. Weisbecker, US-amerikanischer Schriftsteller, Drehbuchautor und Surfer/Wellenreiter (* 1948)
- 2023: Anne-Marie Sprotte, deutsche Moderatorin und Fernsehansagerin (* 1942)